# Certosa di Pavia
La Certosa di Pavia (Gratiarum Carthusia - Monastero di Santa Maria delle Grazie) è un complesso monumentale storico che comprende un monastero e un santuario. Si trova nel comune omonimo di Certosa di Pavia, località distante circa otto chilometri a nord del capoluogo di provincia.
Edificata alla fine del XIV secolo per volere di Gian Galeazzo Visconti, primo duca di Milano, in adempimento al voto della consorte Caterina dell'8 gennaio 1390 e come mausoleo sepolcrale della dinastia milanese, fu completata in circa 50 anni e assomma in sé diversi stili, dal tardo-gotico italiano al rinascimentale, e vanta apporti architetturali e artistici di diversi maestri del tempo, da Bernardo da Venezia, il suo progettista originario insieme a Marco Solari e Giacomo da Campione, a Giovanni Solari e suo figlio Guiniforte, Giovanni Antonio Amadeo, Cristoforo Lombardo e altri.
Originariamente affidata alla comunità certosina, poi a quella cistercense e, per un breve periodo, anche a quella benedettina, dopo l'unificazione del Regno d'Italia, la Certosa fu dichiarata nel 1866 monumento nazionale e acquisita tra le proprietà del demanio dello Stato italiano, così come tutti i beni artistici ed ecclesiastici in essa contenuti; dal 1968 ospita una piccola comunità monastica cistercense.
Altri edifici che fanno parte del complesso monumentale ospitano la sede del Museo della Certosa di Pavia e la locale stazione dei Carabinieri.

## Storia
La costruzione della Certosa di Pavia fu iniziata da Gian Galeazzo Visconti, Duca di Milano, che il 27 agosto 1396 poneva la prima pietra della Certosa. Dopo l'investitura a Duca, pagata diecimila fiorini all'imperatore Venceslao di Lussemburgo nel 1395, e l'impulso dato nel 1386 alla costruzione del Duomo di Milano, anche l'erezione di questo monumento, per il quale il Visconti avrebbe speso somme ingentissime, rappresentava uno strumento di autorità e prestigio che gareggiava con le altre corti italiane del tempo. In esso avrebbe dovuto essere collocata anche la tomba monumentale del Duca, per la quale lasciò precise disposizioni testamentarie solo in parte adempiute quasi un secolo dopo la sua morte.
La Certosa è anche frutto delle tensioni create dalle nuove aspirazioni e dagli ideali politici, ormai orientati in senso monarchico, di Gian Galeazzo. Nel 1385, Gian Galeazzo con colpo di Stato depose lo zio Bernabò e riunificò sotto di sé i domini viscontei, tuttavia il nuovo signore di Milano, come già il padre Galeazzo II, risiedeva e manteneva la sua corte a Pavia, richiamando così la memoria (della quale intendeva esserne erede) dei re longobardi e del regno Italico che nel palazzo Reale di Pavia avevano posto il centro della loro regalità. Nel 1386, volendo rimarcare la propria centralità messa in dubbio dalle scelte del signore, il popolo di Milano decise di edificare una nuova costruzione: il Duomo di Milano. Tuttavia i rapporti tra Gian Galeazzo e i vertici della fabbrica (scelti dai cittadini di Milano) furono spesso tesi: il signore intendeva trasformare il duomo nel pantheon della dinastia, inserendo nella parte centrale della cattedrale il monumento funebre del padre Galeazzo II e ciò trovò la forte opposizione sia della fabbrica sia dei milanesi, che volevano rimarcare la loro autonomia. Ne nacque uno scontro, che costrinse Gian Galeazzo a decidere (forse ispirato da quanto aveva da poco realizzato Filippo II di Borgogna con la certosa di Champmol) la fondazione di un nuovo cantiere destinato esclusivamente alla dinastia viscontea: la Certosa di Pavia, alla quale, senza scrupolo, destinò a più riprese molti dipendenti della fabbrica del Duomo, anche di alto livello, come Giacomo da Campione o Giovannino de' Grassi. Nelle intenzioni del duca il Duomo era la chiesa dei nobili, del popolo, delle corporazioni artigianali e mercantili di Milano, la Certosa doveva essere invece l’espressione di una nuova forma statuale: il Ducato.

Il Parco Visconteo, la Certosa confina con il muro settentrionale del Parco.
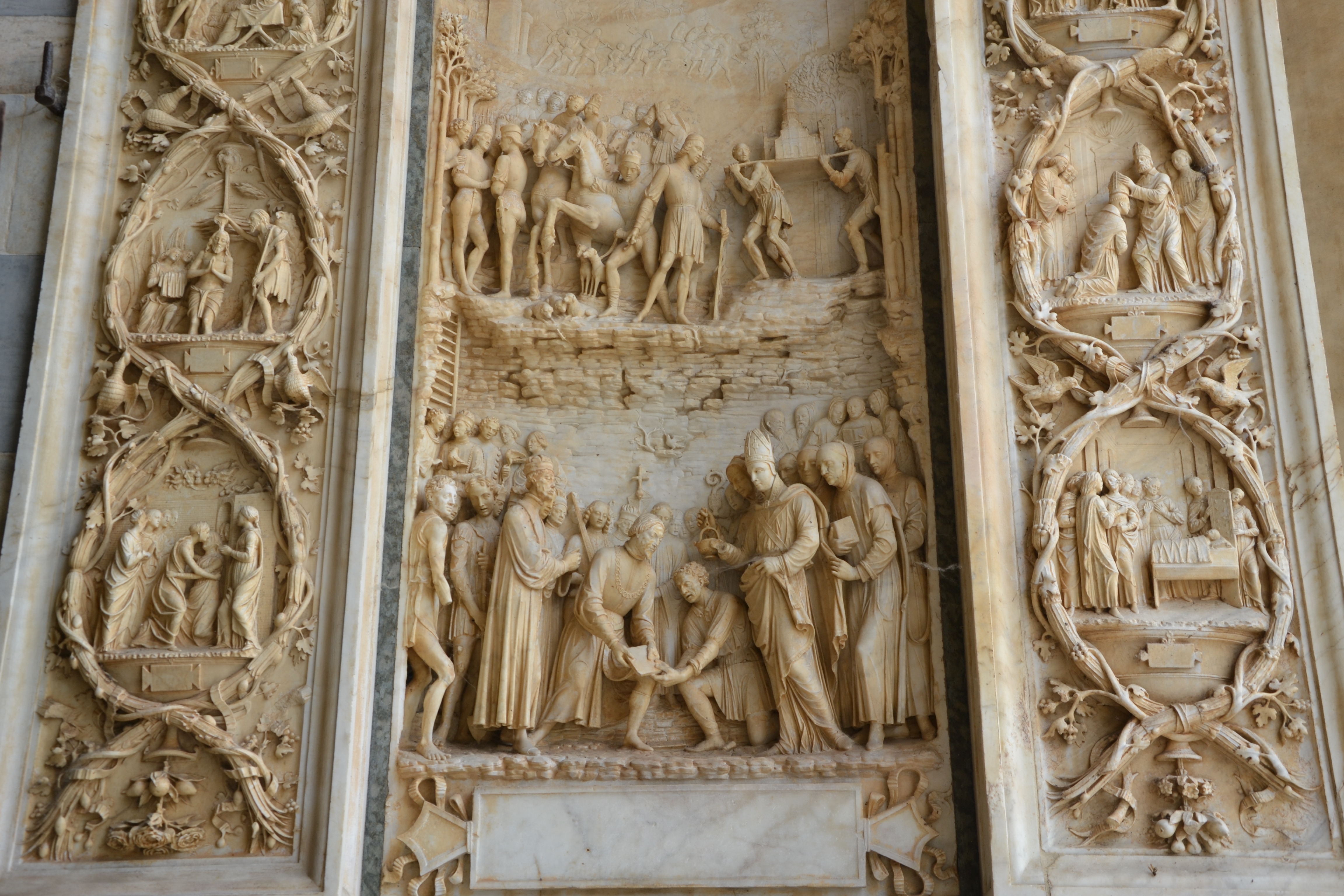
Benedetto Briosco, Gian Galeazzo Visconti posa la prima pietra della Certosa, rilievo del portale della chiesa.
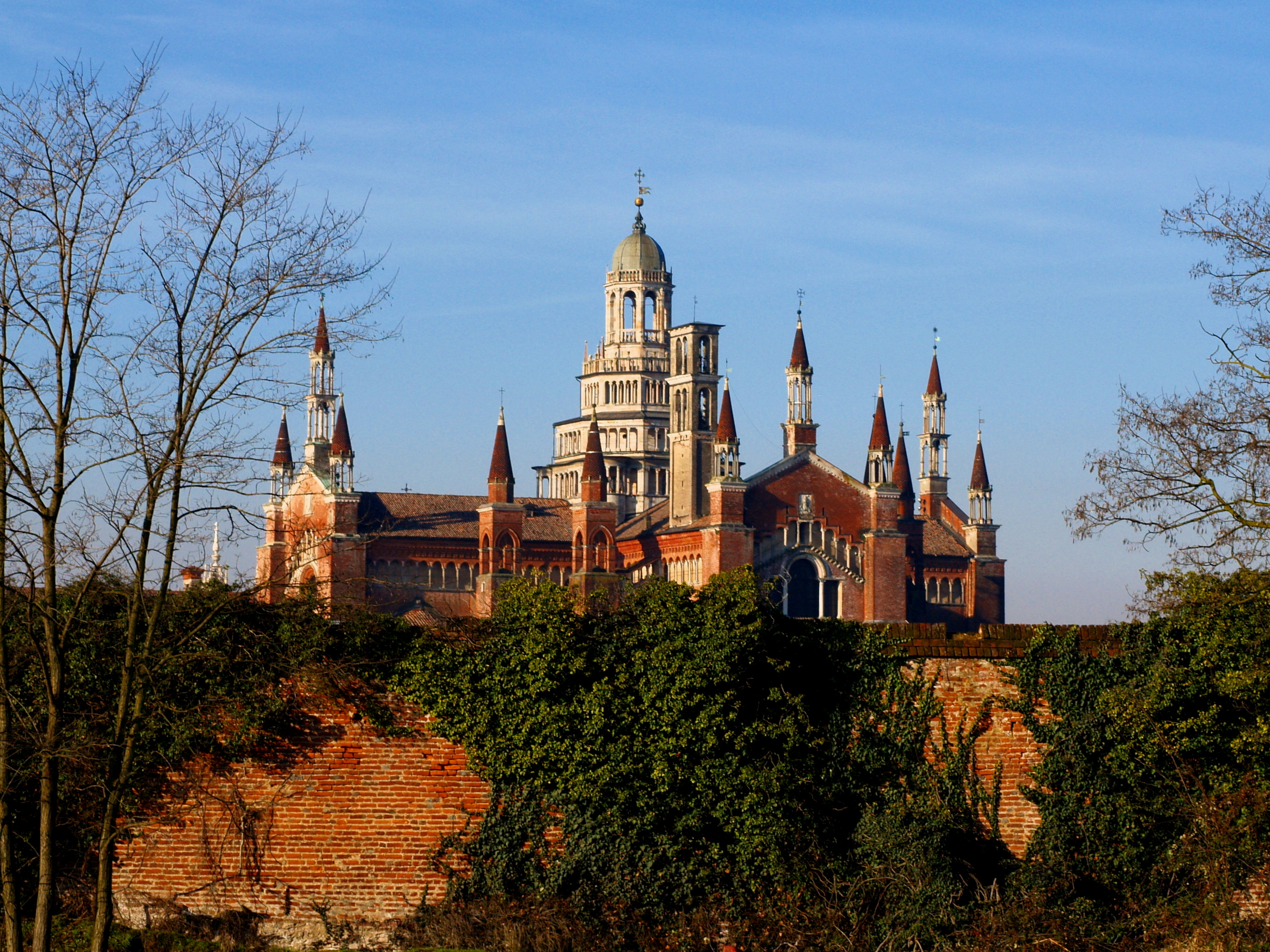
La Certosa vista dal recinto di confine che la separa dalla campagna circostante.
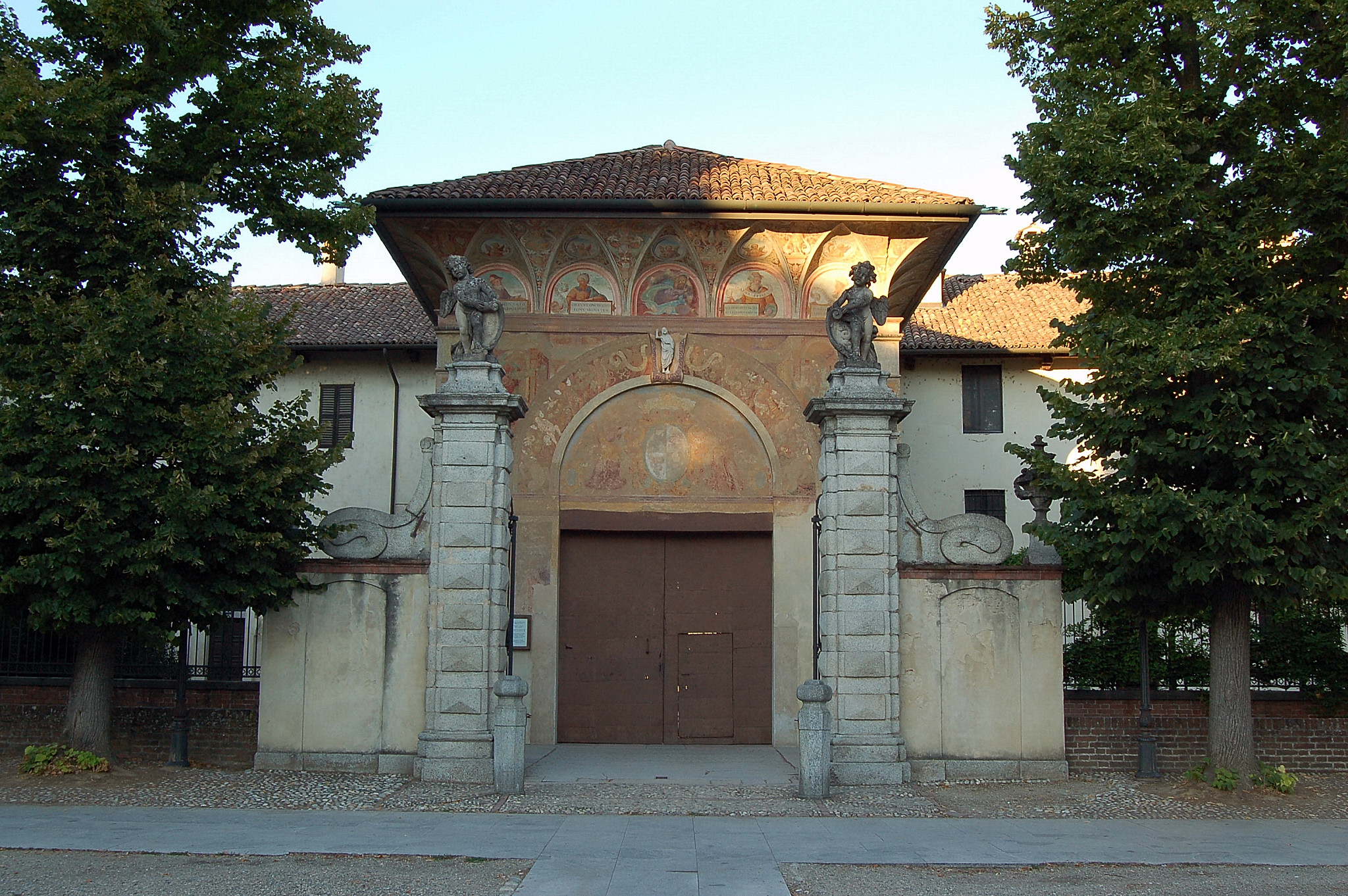
Il vestibolo del monastero.

### Collocazione geografica
Il monastero sorge a margine dell'antica strada romana che collegava Pavia a Milano (via Mediolanum-Ticinum), una zona molto fertile, attraversata da numerosi canali e corsi d'acqua, in età comunale ricca di insediamenti, mulini, aziende agricole fortificate e castelli. Dopo la conquista viscontea di Pavia (1359), la costruzione del Castello visconteo, dove Galeazzo II trasferì la sua corte nel 1365, e la creazione del grande Parco Visconteo (che si estendeva per oltre 22 km²) a nord della città, l'assetto dell'area venne profondamente stravolto: diversi castelli (come il castello di Mirabello) vennero espropriati dai Visconti, alcuni di essi furono demoliti, l'antica strada romana fu deviata e l'area racchiusa all'interno del perimetro del parco fu esclusivamente riservata ai Visconti e alla loro corte. In origine la posizione del monastero coincideva con il margine nord del Parco Visconteo del Castello di Pavia, di cui oggi resta solo una traccia nel Parco della Vernavola nei pressi della Vernavola e nelle Garzaie della Carola e di Porta Chiossa, a nord di Pavia, che non sono però più collegate al castello e alla Certosa. È possibile osservare la rappresentazione di questo parco sul bassorilievo "Consacrazione della Certosa" posto nel portale d'ingresso della chiesa della Certosa dove si vedono i confini delimitati dalle mura, i boschi, i corsi d'acqua e gli edifici (tra i quali sono riconoscibili i castelli di Mirabello e di Pavia).
La posizione era strategica: a metà strada tra Milano, capitale del ducato, e Pavia, la seconda città per importanza, dove il duca era cresciuto e dove aveva sede la corte, nel Castello visconteo. Il luogo scelto per la fondazione era un bosco all'estremo nord dell'antico Parco Visconteo, riserva di caccia dei signori della Lombardia.

### L'inizio della costruzione
La costruzione realizzava un progetto che derivava dal voto emesso sotto forma di testamento nell'anno 1390 dalla seconda moglie di Gian Galeazzo, Caterina Visconti, figlia di Bernabò Visconti e di Regina della Scala. La prima gravidanza di Caterina Visconti era andata male: una figlia era nata e morta nel giugno 1385. La coppia fece voto alla Madonna di dare ad ogni figlio nato il secondo nome "Maria". Nel 1388 nacque Giovanni Maria che sopravvisse. All'approssimarsi di un nuovo parto l'8 gennaio 1390 Caterina fece voto di costruire una Certosa presso Pavia se fosse sopravvissuta alla nuova per lei terribile esperienza. Nacque un bambino che però morì, ma Caterina si salvò e mantenne il voto. Successivamente, nel 1392, nacque un nuovo figlio maschio, Filippo Maria.
Questa precisa informazione ci giunge da Bernardino Corio che nel suo L'Historia di Milano del 1503, scriveva: «et giunto l'anno mille trecento novanta a punto, a gli otto di genaro, Caterina mogliera di Giovan Galeazzo, Conte di Virtù, votandosi sotto forma di testamento, ordinò che in una Villa del Pavese, dove spesse volte andava, si dovesse fabricare un monasterio di Certosini con dodici frati, et in caso di parto morendo, pregò il marito che volesse adempire tali ordinationi raccomandandogli la sua famiglia specialmente i fratelli et le sue sorelle».
Il progetto di costruzione della Certosa fu affidato a Bernardo da Venezia e Cristoforo da Conigo, che presiedettero ai lavori fino alla morte del duca Gian Galeazzo, sopraggiunta nel 1402. La cerimonia della "posa della prima pietra" fu celebrata solennemente alla presenza del Duca e di molti professori e studenti dell'Università di Pavia il 27 agosto 1396. L'evento seguì un preciso rituale di impronta dinastica: davanti agli occhi dei vescovi di Pavia, Novara, Feltre e Vicenza, Gian Galeazzo passò la pietra di fondazione prima a Giovanni Maria Visconti e poi a Filippo Maria Visconti, come segno della trasmissione del potere ducale. A sorvegliare i lavori venne chiamato Bartolomeo Serafini, che fu priore della certosa dal 1398 al 1409.
Durante la prima fase dei lavori, i monaci risiedettero nell'antico castello di Torre del Mangano e nel Castello di Carpiano (o Grangia), uno dei tanti territori lasciati ai monaci da Gian Galeazzo, per poi occupare gli ambienti monastici, i primi ad essere edificati. Gian Galeazzo Visconti donò alla Chiesa anche le cittadine di Binasco, Magenta, Boffalora e San Colombano, nel 1397 anche Selvanesco e Marcignago, e nel 1400 anche Vigano.
Secondo l'ipotesi di Luca Beltrami i primi sostegni dei chiostri, in attesa di più dignitose soluzioni architettoniche, furono piloni quadrati in laterizio. Le funzioni religiose venivano provvisoriamente celebrate nel refettorio, l'unico ambiente dalle dimensioni adatte per accogliere l'intera comunità dei Certosini, fatta di monaci e fratelli conversi.

### Il prosieguo della costruzione nel XV secolo
Con la morte del duca del 1402 i lavori si arrestarono. Nel 1412, il secondo figlio di Gian Galeazzo e successore del ducato, Filippo Maria Visconti, dette nuovo impulso alla costruzione affidando i lavori a Giovanni Solari che vi lavorò dal 1428 al 1462, anche dopo la morte di Filippo Maria (1447) e la conquista del ducato da parte di Francesco Sforza (1450). Nel 1434 e nel 1454 furono costruiti il vestibolo interno e il secondo vestibolo, rispettivamente. I lavori passarono quindi al figlio dell'architetto, Guiniforte Solari che vi lavorò fino al 1481. In seguito, Giovanni Antonio Amadeo li continuò tra il 1481 e il 1499, sotto il Duca Ludovico il Moro.
La chiesa, destinata a divenire mausoleo dinastico dei Duchi di Milano, era stata progettata sin dall'inizio con dimensioni superiori a quelle che erano state sinora realizzate, con una struttura a tre navate, che non era mai stata utilizzata dall'Ordine Certosino e fu edificata per ultima rispetto alle altre strutture della Certosa. La navata fu progettata in stile gotico, e la sua costruzione fu completata nel 1465. Tuttavia, l'influenza del primo Rinascimento era divenuta importante in Italia e quindi Guiniforte Solari, che guidò i lavori tra il 1462 e il 1481, dette un'impronta più rinascimentale al resto della chiesa, con le sue gallerie ad archi e i pinnacoli (inclusa la piccola cupola), con dettagli in terracotta. Anche i chiostri furono riprogettati. Il chiostro grande ebbe la sistemazione definitiva nel 1472.
Data l’assenza di cave di marmo e pietra nelle vicinanze della Certosa, intorno alla metà del XV secolo, si pose il problema del reperimento del materiale lapideo necessario al prosieguo del cantiere. I certosini, che godevano di entrate cospicue e costanti garantite dai vasti fondi agricoli donati da Gian Galeazzo Visconti e dai suoi successori alla Certosa e forti dell’appoggio sia finanziario sia politico degli Sforza, diversamente da altri grandi fabbriche lombarde coeve, quali quella del Duomo di Milano e quella del Duomo di Pavia, non acquisirono mai proprie cave di marmo, ma si affidarono sempre a fornitori privati, appoggiandosi, principalmente, alla Fabbrica del Duomo di Milano. Già nel 1463 il cantiere milanese fornì il marmo per i capitelli dei chiostri e nel 1473 fu stipulato un contratto tra la Fabbrica del Duomo e i monaci della Certosa, grazie al quale la Fabbrica si impegnava a garantire rifornimenti continui di marmo e pietra da costruzione alla Certosa. Il controllo sul marmo era affidato a Guniforte Solari, all’epoca responsabile di entrambi i cantieri. I materiali, che, analogamente a quelli per il Duomo di Milano, godevano dell’esenzione ducale dai dazi, giungevano alla Certosa tramite il Navigliaccio e venivano sbarcati a Binasco, da dove proseguivano via carro fino al cantiere, tuttavia, dopo il ripristino del tratto di navigazione tra Binasco e Pavia (1473) fu possibile scaricare i marmi e le pietre direttamente all’altezza della Certosa. Sempre nel 1473 iniziarono i lavori di rivestimento e decorazione della facciata della chiesa, per la quale i certosini decisero di utilizzare, caso unico in ambito lombardo, il marmo di Carrara, considerato allora di maggior pregio rispetto a quello di Candoglia e il cui costo era più elevato rispetto agli altri materiali reperibili nel territorio ossolano.
Già dal 1476 i certosini strinsero rapporti con alcune famiglie di mercanti e cavatori di Carrara, come i Maffioli, affittuari delle cave dei marchesi Malaspina. Il prezioso marmo, dopo essere stato imbarcato a Carrara, giungeva via nave, dopo aver circumnavigato l’Italia, alle foci del Po, da dove risaliva poi su barche fino a Pavia. Inoltre, nei primi anni ’90 del Quattrocento, i certosini inviarono un proprio agente in Lunigiana, Giacomo Boni, provvisto di una lettera redatta da Ludovico il Moro con la quale si chiedeva al signore locale, Antonio Alberico II Malaspina, di collaborare con il Boni nel reperimento del marmo per la facciata della Certosa e per il monumento funebre di Gian Galeazzo Visconti. Il traffico di marmo apuano verso la Certosa fu così voluminoso, che gli stessi certosini arrivarono a rivenderlo ad altri cantieri lombardi e in particolare alla Fabbrica del Duomo di Milano.
Il 1º marzo 1474, un imponente corteo di oltre quattromila persone, fra cui religiosi, ambasciatori, nobili, professori e popolani, partendo dal castello di Pavia accompagnò le ceneri del fondatore Gian Galeazzo attraversando tutto il parco ducale fino alla Certosa, solenni funerali immortalati nei bassorilievi del portale della chiesa.
Il 3 maggio 1497 la Chiesa venne ufficialmente consacrata dal nunzio pontificio di fronte ad una grande folla, ma la parte inferiore della facciata fu completata solo nel 1507 e nei secoli XVI e XVII furono ultimati il transetto e la sagrestia nuova.

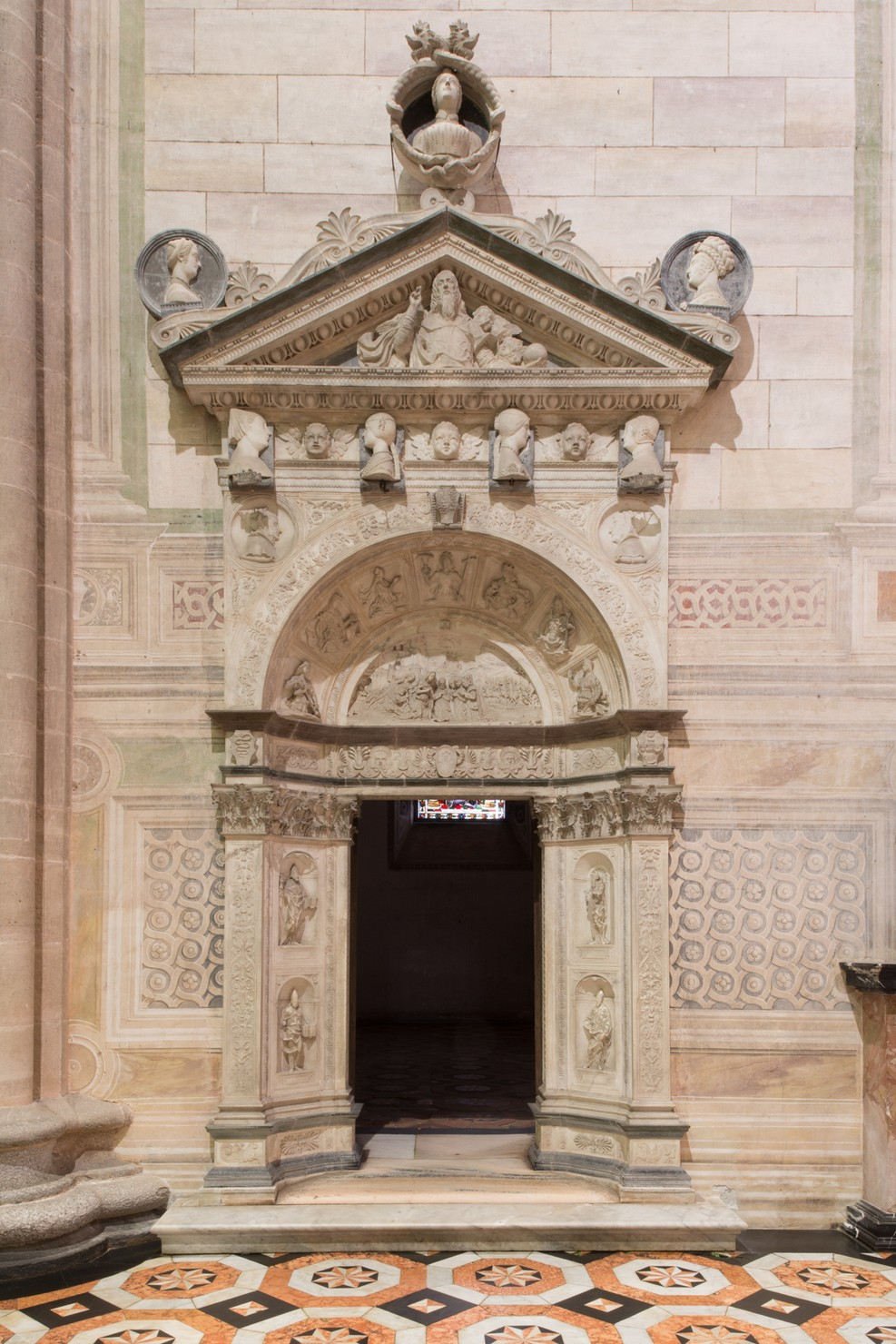
Portale della sacrestia con i ritratti delle duchesse di Milano, XV secolo.

L'interno del monastero contiene opere d'arte di ben quattro secoli, XV, XVI, XVII, XVIII secolo.

### Il Monastero certosino maschile (1396 - 1782)
I monaci certosini che vi abitarono furono inizialmente dodici, in totale vita di clausura, e legati da un contratto che prevedeva l'uso di parte dei loro proventi (campi, terreni, rendite ecc.) per la costruzione del monastero stesso. Nel XVIII secolo il monastero era proprietario di latifondi (in parte già donati da Gian Galeazzo e dai suoi successori) disseminati nella fertile campagna tra Pavia e Milano, quali Badile, Battuda, Bernate, Binasco, Boffalora (qui i monaci disponevano di diversi edifici situati lungo il naviglio Grande, via d'acqua che nel corso dei secoli venne utilizzata anche per trasportare i materiali necessari all'edificazione della Certosa; tali edifici erano adibiti anche a magazzini, osterie e, fino 1775, servirono a gestire anche il servizio postale lungo il naviglio), Borgarello, Carpiano (erano proprietà dei monaci anche il castello di Carpiano e la chiesa di San Martino), Carpignano, Milano, Giovenzano, Graffignana, Landriano, Magenta, Marcignago, Opera, Pairana, Pasturago, Quintosole, San Colombano (dove controllavano anche il castello di San Colombano) Torre del Mangano, Trezzano, Velezzo, Vidigulfo, Vigano Certosino (dove il monastero aveva anche un ospizio), Vigentino, Villamaggiore, Villanterio, Villareggio e Zeccone, che sommati misuravano 2.325 ettari di terreno irriguo. Inoltre la Certosa era proprietaria anche di un grande palazzo, con giardino e oratorio a Milano, nella parrocchia di San Michele alla Chiusa, di un palazzo e della chiesa di Santa Maria d'Ognissanti a Pavia e, dalla seconda metà del XVII secolo, di una grande azienda agricola specializzata nella produzione di vino, dotata di palazzo (detto Certosa Cantù), a Casteggio. Grazie al suo ingente patrimonio fondiario e immobiliare, la Certosa era il più ricco ente ecclesiastico del ducato di Milano tra Sei e Settecento.
Nell'ottobre del 1524 il re di Francia Francesco I sostò nella Certosa prima di iniziare l'assedio, che sarebbe terminato con la battaglia di Pavia del 1525. Nel 1560 il Priore Generale dei certosini, tal Piero Sarde, autorizzò l'installazione delle attrezzature idonee per la stampa di messali e di corali, e in data 28 agosto invitò tutte le certose d'Italia a rifornirsi esclusivamente dei prodotti della nuova stamperia (il primo libro "Breviarium Carthusiensis" fu stampato nel 1561). Nel 1565, con i vari ampliamenti architettonici quali la costruzione del chiostro grande, i certosini che vi abitarono passarono almeno al doppio di numero (24), da cui le 24 celle di preghiera grandi a due piani e provviste anche di piccolo giardino interno.
La commissione di importanti opere d'arte continuò anche in epoca barocca durante il cardinalato di Federico Borromeo, con la costruzione del cosiddetto Palazzo ducale ad opera del Richini e la commissione delle opere ai principali artisti milanesi del tempo: Morazzone, Cerano, Cairo, Crespi.

### Soppressione e istituzione del monastero cistercense maschile (1782 - 1798)

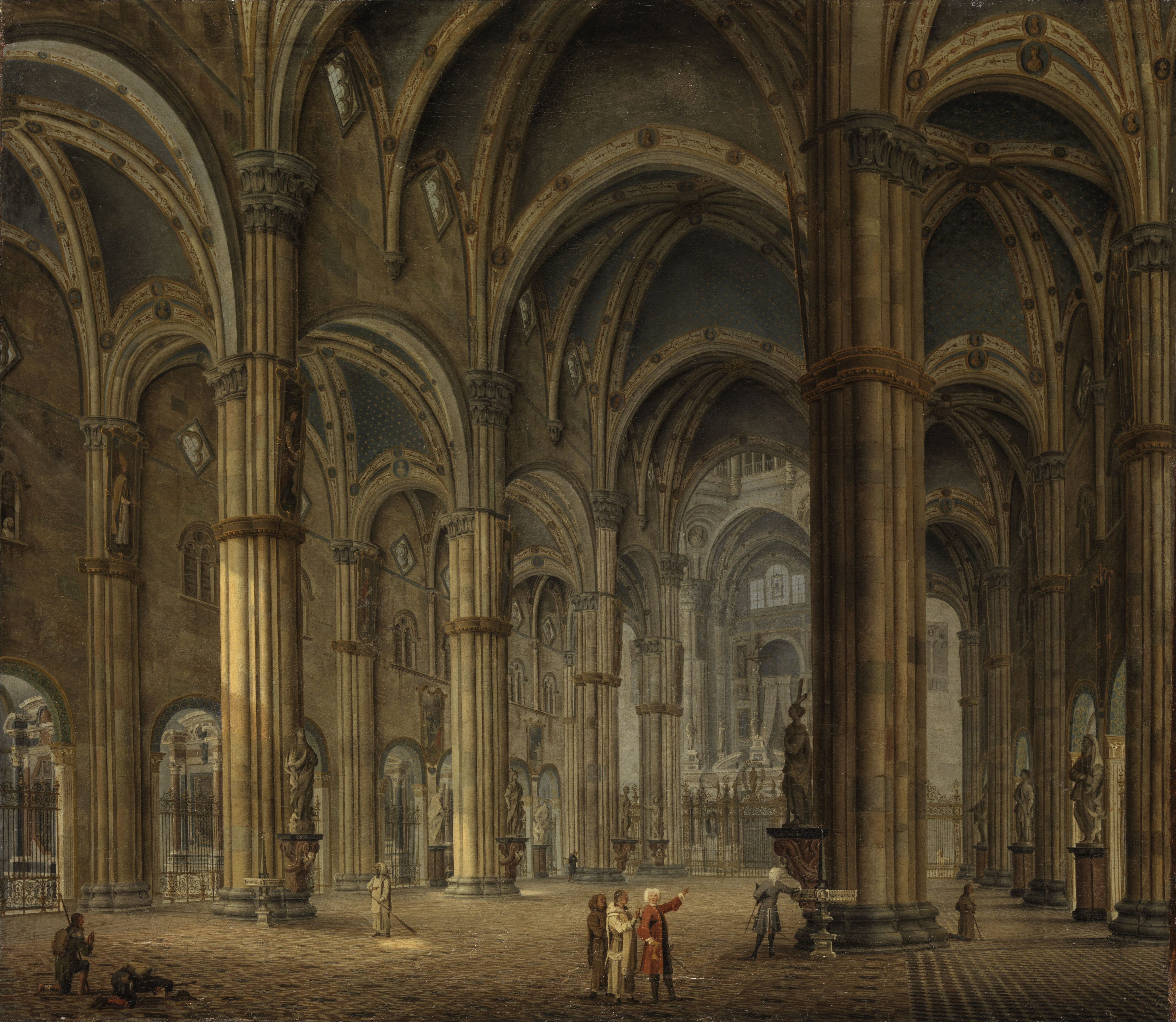
Maximilien De Haese (1713-1781), l'interno della chiesa prima della soppressione.

Il monastero di Santa Maria delle Grazie viene soppresso il giorno 16 dicembre 1782. I monaci certosini furono espulsi nel 1782 dall'imperatore Giuseppe II, che incamerò i beni di tutti gli ordini contemplativi dei suoi possedimenti. Fra i motivi addotti per la sua soppressione, vi fu la mancata devoluzione, da parte dei monaci, delle ingenti rendite donate al monastero dal duca Gian Galeazzo, a favore dei poveri e dei luoghi sacri, una volta terminata la costruzione del monastero.
Il monastero cistercense di Santa Maria delle Grazie viene istituito nel 1784, due anni dopo la soppressione del monastero certosino. Nel 1796, come ritorsione per la rivolta di Pavia, fu asportata dai francesi la copertura in piombo del tetto della chiesa, come pure furono trafugate le argenterie liturgiche e il grande baldacchino, ricoperto di scaglie d'oro e pietre preziose, utilizzato per la processione del Corpus Domini. Il monastero viene definitivamente soppresso nel 1798, quando il direttorio esecutivo della repubblica cisalpina, autorizzato dalla legge 19 fiorile anno VI, richiamò alla nazione i beni e gli effetti appartenenti ai cistercensi della Certosa di Pavia. Negli stessi anni, l'archivio del monastero fu trasferito a Milano ed è ora conservato nell'Archivio di Stato. Il fondo, che con le sue 212 cartelle è uno dei più corposi tra quelli degli enti ecclesiastici soppressi del ducato conservati all'interno dell'archivio, conserva documenti a partire dal 1312.

### Carmelitani, certosini e di nuovo cistercensi (dal 1798 fino a oggi)
Il monastero passò nel 1798 ai carmelitani, subendo la violenta devastazione operata dalle truppe napoleoniche, che razziarono e distrussero alcune ricchezze artistiche. Nel 1810 venne infine chiuso, fino al 1843, quando i certosini rientrarono nel monastero.

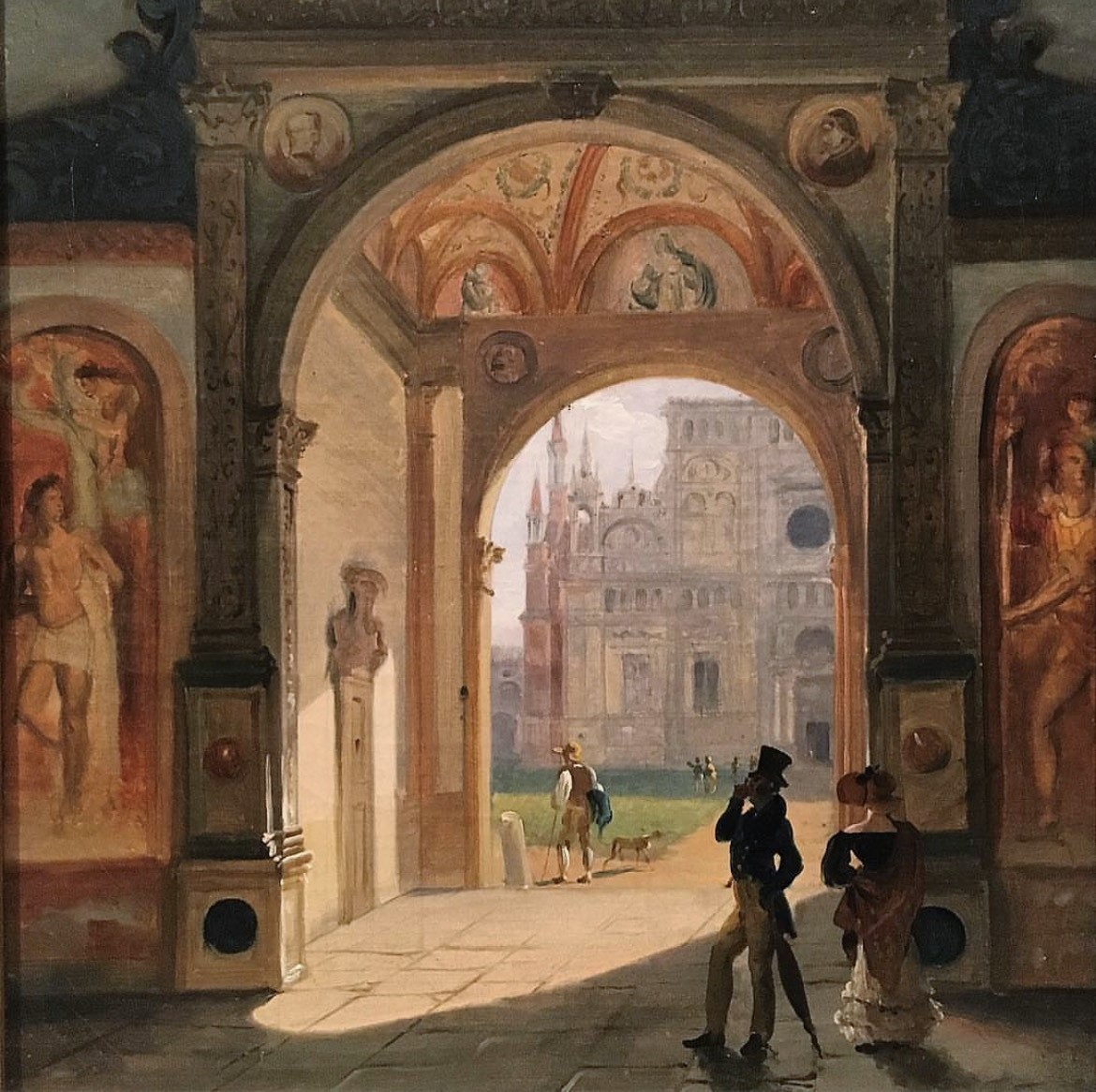
Giovanni Migliara, Il vestibolo della Certosa.

Con la legge 3036 del 7 luglio 1866, il monastero fu dichiarato monumento nazionale italiano e i beni ecclesiastici diventarono proprietà del Regno d'Italia, ma fino al 1879 alcuni certosini continuarono ad abitare il monastero. Nel 1899 Antonio Maria Ceriani, prefetto della Biblioteca Ambrosiana, fu incaricato di riordinare la biblioteca del monastero, che versava in pessime condizioni. Il Ceriani svolse tale compito aiutato da un giovane sacerdote: Achille Ratti, il futuro papa Pio XI.
Nel 1912 iniziarono, sotto la direzione di Luca Beltrami, i lavori di restauro della complesso monastico, facilitato dalla collaborazione con la Fabbrica del Duomo di Milano, che fornì a prezzo di favore molto materiale lapideo. Durante la prima guerra mondiale gran parte delle opere d'arte della Certosa furono portate a Roma per evitare il rischio che fossero danneggiante dagli eventi bellici, mentre altre, giudicate inamovibili, quali il cenotafio di Ludovico il Moro e Beatrice d'Este, furono ricoperte con sacchi di sabbia. L'11 ottobre 1930 papa Pio XI decise di riaffidare il luogo ai certosini.
Durante il fascismo, il monastero fu visitato una sola volta da Benito Mussolini, il 31 ottobre 1932. Durante la Seconda guerra mondiale la Certosa venne coperta da impalcature e sacchi di sabbia, per preservarla da eventuali bombardamenti e Gino Chierici, soprintendente dell'Arte medievale e moderna di Milano, predispose una squadra di primo intervento nel caso il monumento fosse danneggiato dalla guerra. Le cronache inoltre riportarono anche il ritrovamento del cadavere del duce, conservato in una cassa di legno avvolta in sacchi di tela gommata, circa un anno dopo la sua fucilazione, il 12 agosto 1946, proprio dentro la Certosa. L'anno successivo i certosini abbandonarono il monastero, sia per mancanza di vocazioni sia per lo scandalo del ritrovamento dei resti del duce. Il monastero rimase chiuso fino al 1949, quando vi si insediarono nuovamente i carmelitani fino al 1961. Dopo il Concilio Vaticano II, il Vaticano decise di riaffidare il monastero nuovamente ai cistercensi della congregazione Casamariensis (provenienti dall'Abbazia di Casamari), che vi si insediò il 10 ottobre 1968.
Oggi, la gestione è dei monaci cistercensi del Priorato della Beata Maria Vergine della Certosa Ticinese, sotto la guida del Priore Celestino Parente. Qui svolgono vita monastica, occupandosi anche delle visite guidate e della vendita di articoli sacri e prodotti ottenuti dai fondi agricoli di cui il monastero è dotato: riso, miele, tisane ed erbe officinali e alcuni liquori, quali le Gocce Imperiali e il Nocino.
Nei locali adiacenti al monastero si trova il Museo della Certosa di Pavia che, da maggio 2008, è invece gestito direttamente dalla Sovrintendenza per i beni storici artistici ed etnoantropologici di Milano.

## Descrizione
L'accesso al complesso monastico avviene attraverso un vestibolo di epoca rinascimentale, affrescato sia interiormente sia esteriormente. Nella lunetta d'ingresso, sbiadita, due angeli reggono la stemma del committente Gian Galeazzo, con il biscione visconteo e l'aquila imperiale. Meglio conservata la decorazione superiore, stesa da Bernardino de Rossi nel 1508. All'interno, un arco marmoreo a motivi vegetali reca tondi con le effigi di Gian Galeazzo e Filippo Maria Visconti. Ai lati, i santi Cristoforo e Sebastiano di Bernardino Luini, seguace di Leonardo. Tutto l'interno è coperto da motivi rinascimentali a vivaci colori e decorato con monogramma GRA-CAR (“Gratiarum Chartusia”, Certosa delle Grazie).

### La chiesa
La chiesa ha pianta a croce latina divisa in tre navate con abside e transetto, coperta da volte a crociera su archi a sesto acuto, ispirata, seppure in scala ridotta, alle proporzioni del Duomo di Milano. Furono infatti tre architetti del duomo a collaborare al primo progetto, di Bernardo da Venezia: Marco da Carona, Giacomo da Campione e Giovannino de' Grassi.
Singolari sono le terminazioni dei transetti e della cappella maggiore, costituiti da cappelle a pianta quadrata chiuse su tre lati da absidi semicircolari, secondo una soluzione trilobata di probabile ispirazione classica.
La pianta della Certosa ha lo stesso impianto della Chiesa di Santa Maria del Carmine a Pavia e di Santa Maria del Carmine a Milano, precedenti opere dello stesso Bernardo da Venezia, ma con una campata in più in corrispondenza del presbiterio e di ciascun braccio del transetto. Elemento originale del tracciato della navata è costituito da un terzo quadrato "diagonale" che si aggiunge al doppio quadrato di base della pianta. Con questo disegno sovrapposto, si ottiene il tracciato della stella a otto punte od ottogramma (in tedesco acht-uhr o acht-ort, otto ore o otto luoghi), che si ritrova effigiato dappertutto, come simbolo della Madonna delle Grazie e della Certosa, con la sigla Gra-Car, persino nelle piastrelle dei pavimenti.
I materiali utilizzati per la costruzione sono misti: i pilastri e le parti basse dei muri sono in pietra da taglio, cui si sovrappongono le parti alte e le volte in laterizio. La tecnica di costruzione delle volte è a crociera gotica. Le volte delle navate laterali risultano dalla combinazione di cinque spicchi di crociera e si aprono come "cuffie" verso lo spazio centrale. Le volte esapartite sono dipinte alternativamente con motivi geometrici e con un cielo stellato, su disegno del Bergognone, ideatore di tutte le decorazioni pittoriche di epoca rinascimentale. Le volte sono sostenute da pilastri a fascio, di chiara ispirazione gotica, mentre gli archi di accesso alle cappelle laterali delle navate presentano già un disegno classico con capitelli corinzi, testimoniando la transizione dal gotico al rinascimento. Di tutta l'architettura interna è considerato autore Giovanni Solari, che sovrintese alla fabbrica dal 1428 al 1462, quando gli successe il figlio Guiniforte, ingegneri ducali autori dei maggiori progetti di committenza sforzesca di quegli anni quali il duomo, l'ospedale maggiore e la chiesa di Santa Maria delle Grazie a Milano.

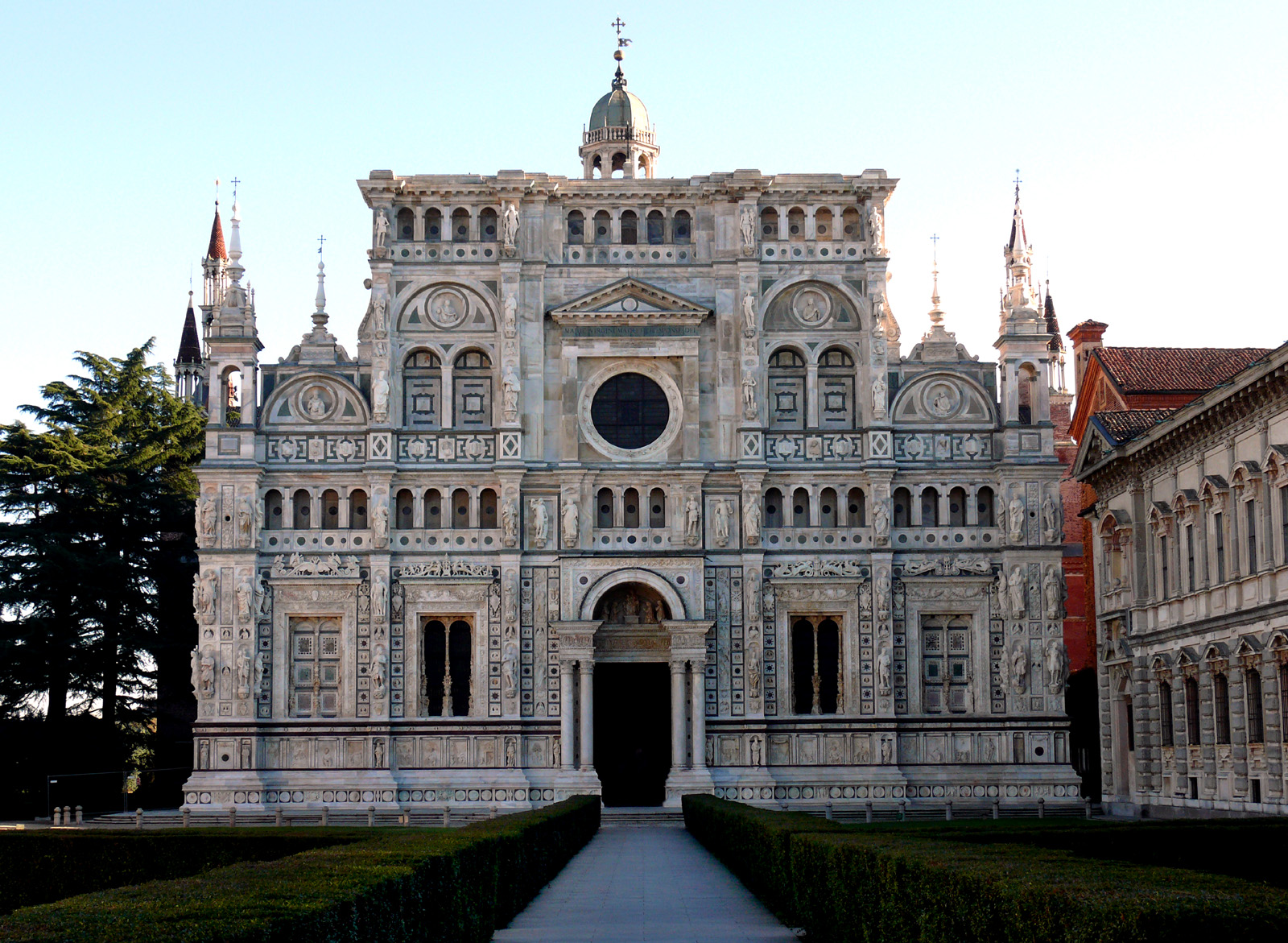
La facciata.
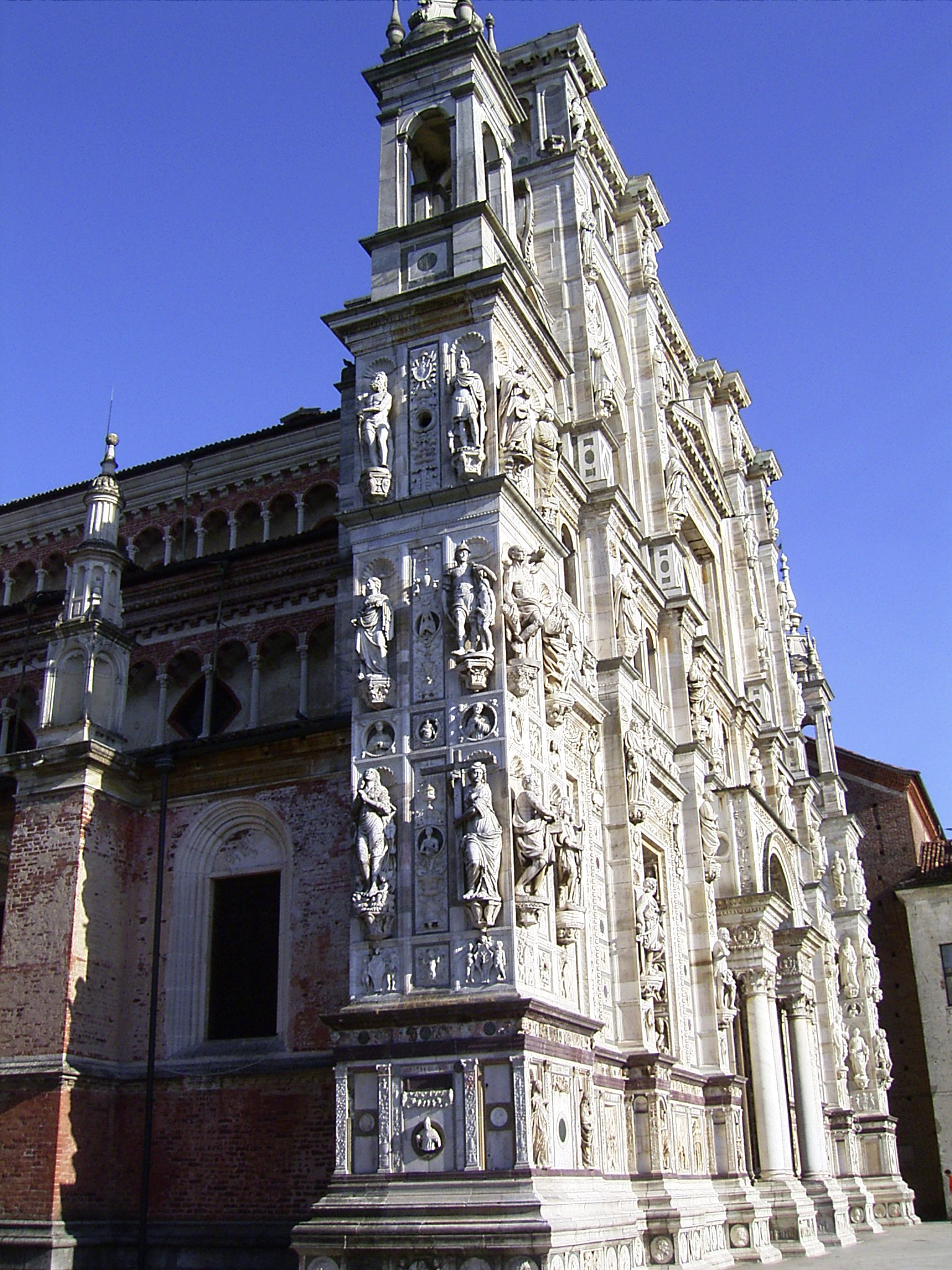
Veduta laterale della facciata.
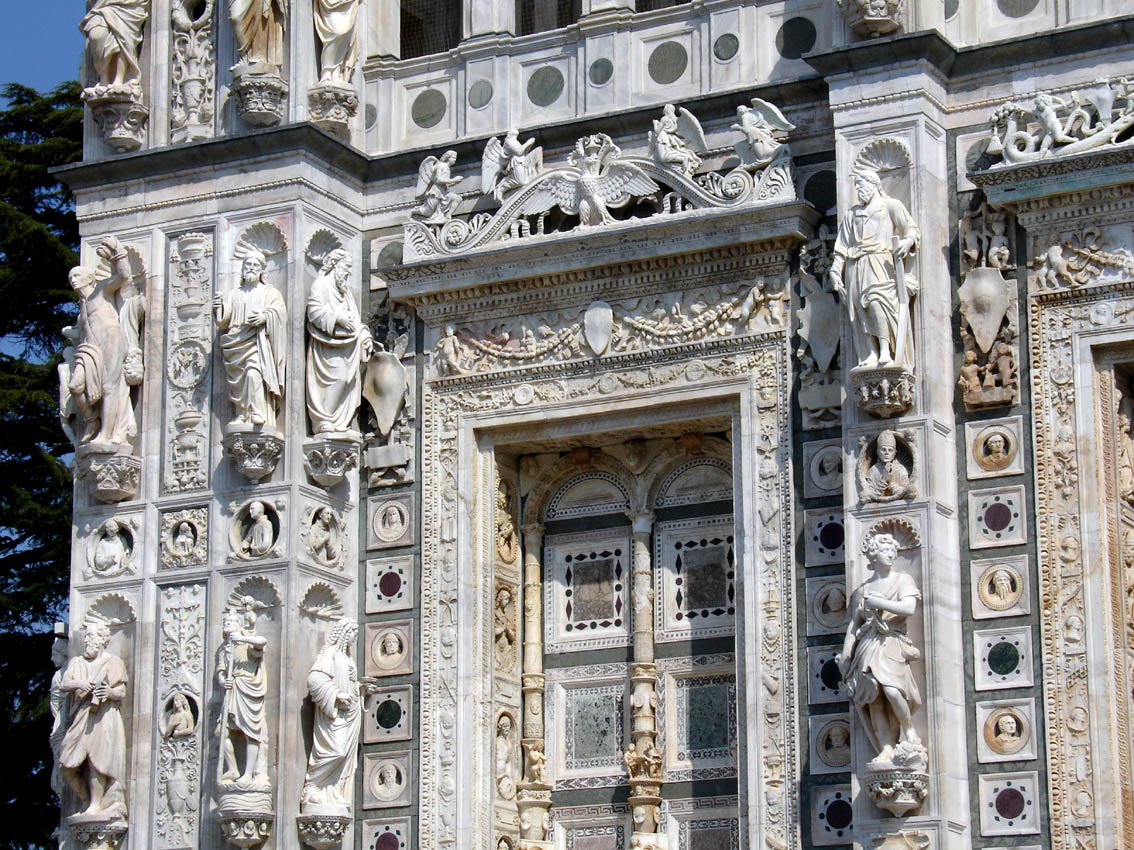
Dettaglio della facciata.
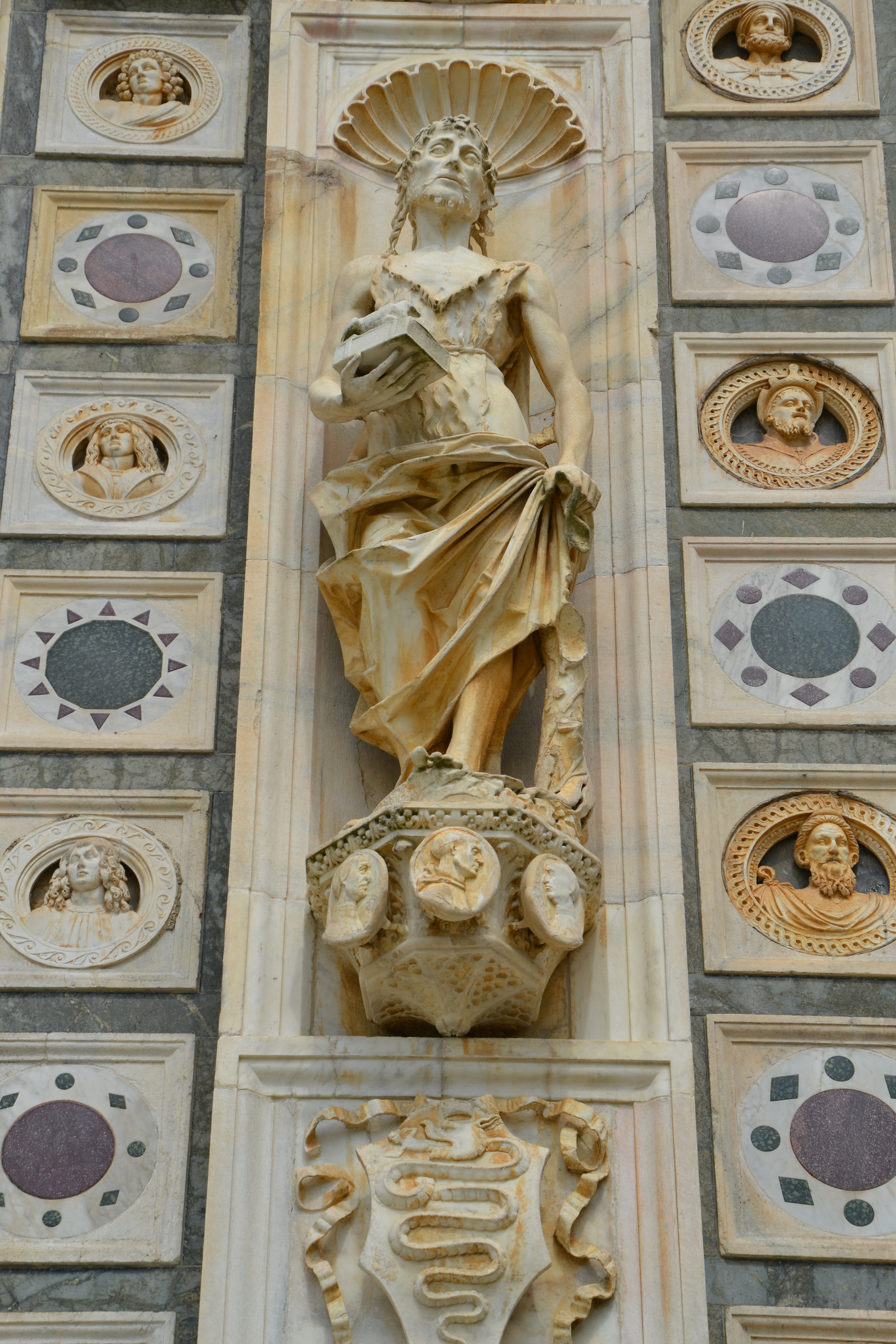
Antonio e Cristoforo Mantegazza, San Giovanni Battista.
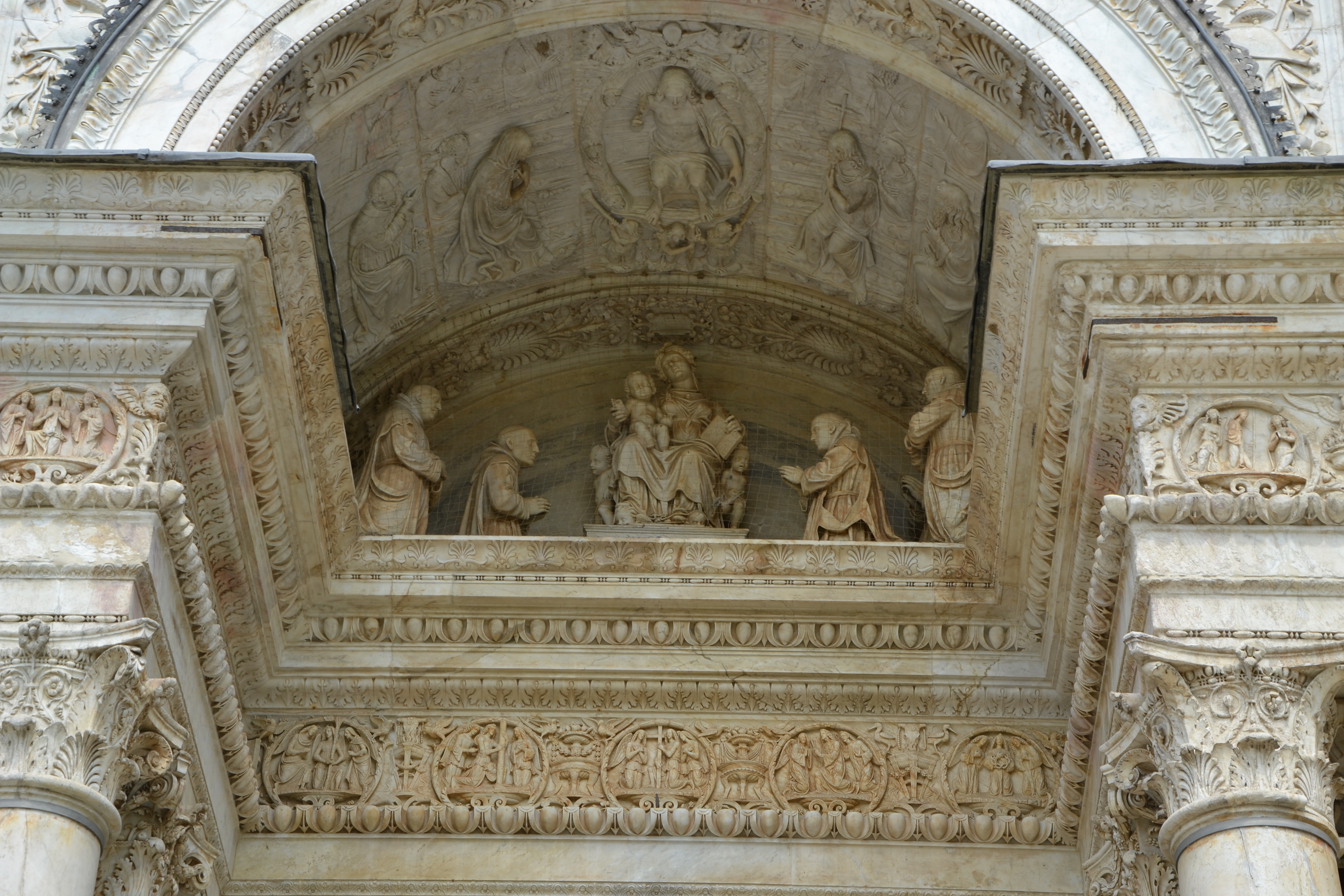
Benedetto Briosco, l'arco del portale (1501).
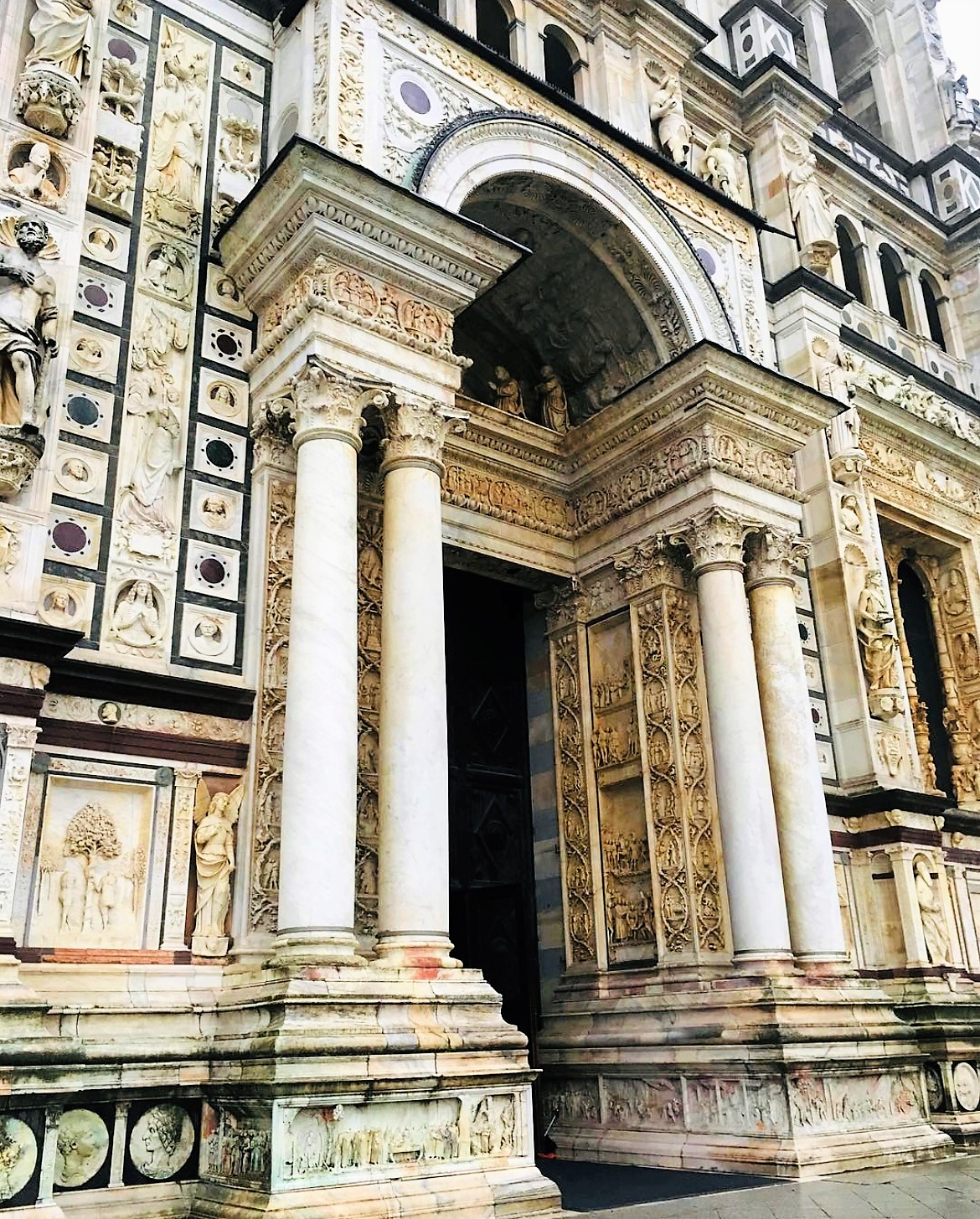
Il portale della chiesa.

### Facciata
La prima soluzione della facciata, più sobria e di forme genuinamente gotiche, dovuta ai Solari, può essere vista rappresentata nell'affresco di Bergognone con Gian Galeazzo che dona la Certosa alla Vergine. Tuttavia, quando di tale progetto non era stato realizzato che lo zoccolo, fu affidato nel 1491 a Giovanni Antonio Amadeo, che vi attese fino al 1499, in collaborazione con il milanese Giovanni Antonio Piatti. Proseguì quindi nei primi anni del Cinquecento il Briosco, realizzando il fastoso portale, e nella seconda metà del secolo Cristoforo Lombardo, che eseguì la parte superiore della facciata, caratterizzata da un'ornamentazione meno ridondante, utilizzando anche materiali già lavorati in precedenza. Anche la sua attività tuttavia si interruppe per non essere mai più ripresa, cosicché non fu mai realizzato il fastigio di coronamento centrale, mentre, tra il 1552 e il 1559, lo scultore siciliano Giovan Angelo Marini (allora impegnato anche nel cantiere del duomo di Milano) realizzò 30 statue poi collocate nella parte sommitale della facciata.
La facciata, realizzata sovrapponendo semplici rettangoli, è carica di decorazioni, tipico procedimento dell'architettura rinascimentale lombarda ed è realizzata principalmente in marmo di Carrara e, in misura minore, in marmo di Candoglia, pietra di Varenna, pietra di Saltrio e, nei bordi delle finestre, porfido rosso egiziano (quest'ultimo probabilmente ricavato da monumenti antichi).
Nel basamento, che nelle intenzioni dei progettisti vuole rappresentare l'età classica, sono inseriti medaglioni che rappresentano personaggi celebri dell'antichità, e raffigurazioni mitologiche. Nella loro realizzazione è evidente l'ispirazione alle medaglie di epoca romana, con la rappresentazione di profilo di imperatori e raffigurazioni allegoriche. Il rimando a motivi dell'arte antica continua nelle lesene istoriate che, al di sopra del basamento, incorniciano bassorilievi con episodi evangelici e biblici, e nicchie con statue di profeti. A questo livello l'esuberante decorazione ricopre interamente la superficie senza lasciare spazi liberi. I motivi floreali e antichi, quali le figure di nudo o le fatiche di Ercole, si fondono con i bassorilievi e le statue dovute ai diversi maestri coinvolti nell'opera. In assenza di una documentazione storica precisa, le attribuzioni delle singole parti viene fatta dai critici in base ai dettagli stilistici. Sono così attribuite ai fratelli Mantegazza, Antonio e Cristoforo, le rappresentazioni più aspre e spigolose, che rimandano all'espressionismo ferrarese di metà Quattrocento. Il livello superiore presenta contrafforti aggettanti con statue di apostoli, angeli e santi, alternati alle quattro grandi bifore, due delle quali cieche. I due livelli sono separati da un cornicione in pietra scura, che ha al centro inserito un motivo decorativo chiaro a girali vegetali, figure di fauni e medaglie antiche, caratteristico dell'edilizia profana pavese del tempo, quali Palazzo Carminali Bottigella. Questi vistosi elementi che suddividono la facciata in fasce orizzontali, contribuiscono a conferirle il caratteristico andamento piano opposto alla verticalità delle architetture gotiche del periodo precedente. Nelle grandi bifore dalla fittissima, vivace e stravagante decorazione, si sprigiona la fantasia dell'Amadeo cui sono attribuiti sia il disegno che parte della realizzazione. In essa sono accostati putti festanti con ghirlande, figure femminili con cornucopie, Angeli che intonano inni e figure mitrate che si sporgono dagli sguinci delle finestre.
Dal livello superiore l'ornamentazione si fa decisamente più sobria, messa in opera nei decenni successivi dopo l'abbandono del cantiere da parte dell'Amadeo. Al di sopra della galleria di archetti, con statue dovute agli allievi dell'Amadeo, Briosco e Tamagnino, vi è al centro un grande oculo sormontato da un timpano, e ai lati bifore coronate da lunette. Qui l'ornamentazione plastica lascia spazio a lastre levigate con semplici motivi geometrici. La minuta decorazione scultorea prosegue nei pinnacoli, dei quali furono realizzati solo quelli laterali, lasciando la parte centrale incompiuta dopo l'ultimo intervento di Cristoforo Lombardo nella seconda metà del Cinquecento.
Il portale è opera di collaborazione tra l'Amadeo e il suo allievo Benedetto Briosco (1501) ed è caratterizzato da colonne binate e bassorilievi con Storie della Certosa. Nella lunetta centrale, alla Vergine col Bambino rendono omaggio due coppie di certosini. Nella colossale trabeazione, tripodi classici si alternano a tondi con Angeli. Al di sotto, una minutissima e fragile decorazione narra Episodi di storia della Certosa, e Vite di santi fra pampini di vite, quali san Siro e sant'Ambrogio, dovute a Stefano e Battista da Sesto.
Nascosto dalla mole della facciata, nel transetto sud, si trova anche un piccolo campanile, innalzato nel 1690 e dotato di tre campane, risalenti, rispettivamente, al 1691, 1692 e 1816.

### Interni
La decorazione pittorica degli interni fu inizialmente affidata dal 1488 ad Ambrogio da Fossano detto il Bergognone (1453 – 1523), pittore lombardo di cultura foppesca, che ideò la decorazione ad affresco, e nove pale d'altare, di cui solo tre ancora in loco. Molte delle cappelle laterali furono infatti rinnovate nei secoli successivi. La controfacciata venne affrescata nel 1679 da Giuseppe e Giovanni Battista Procaccini con l'Assunzione della Madonna e figure di santi, Sibille e Angeli.

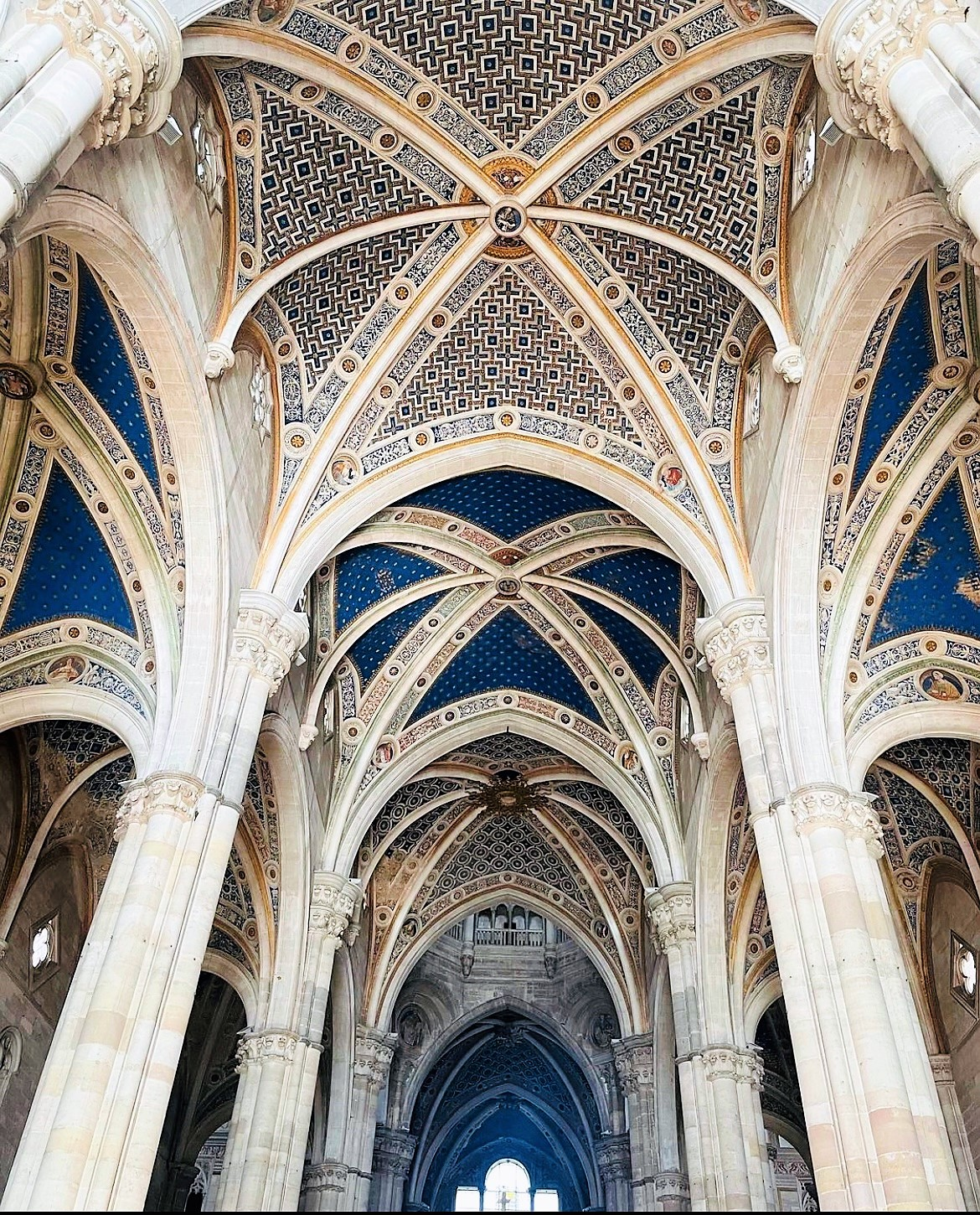
La navata centrale.
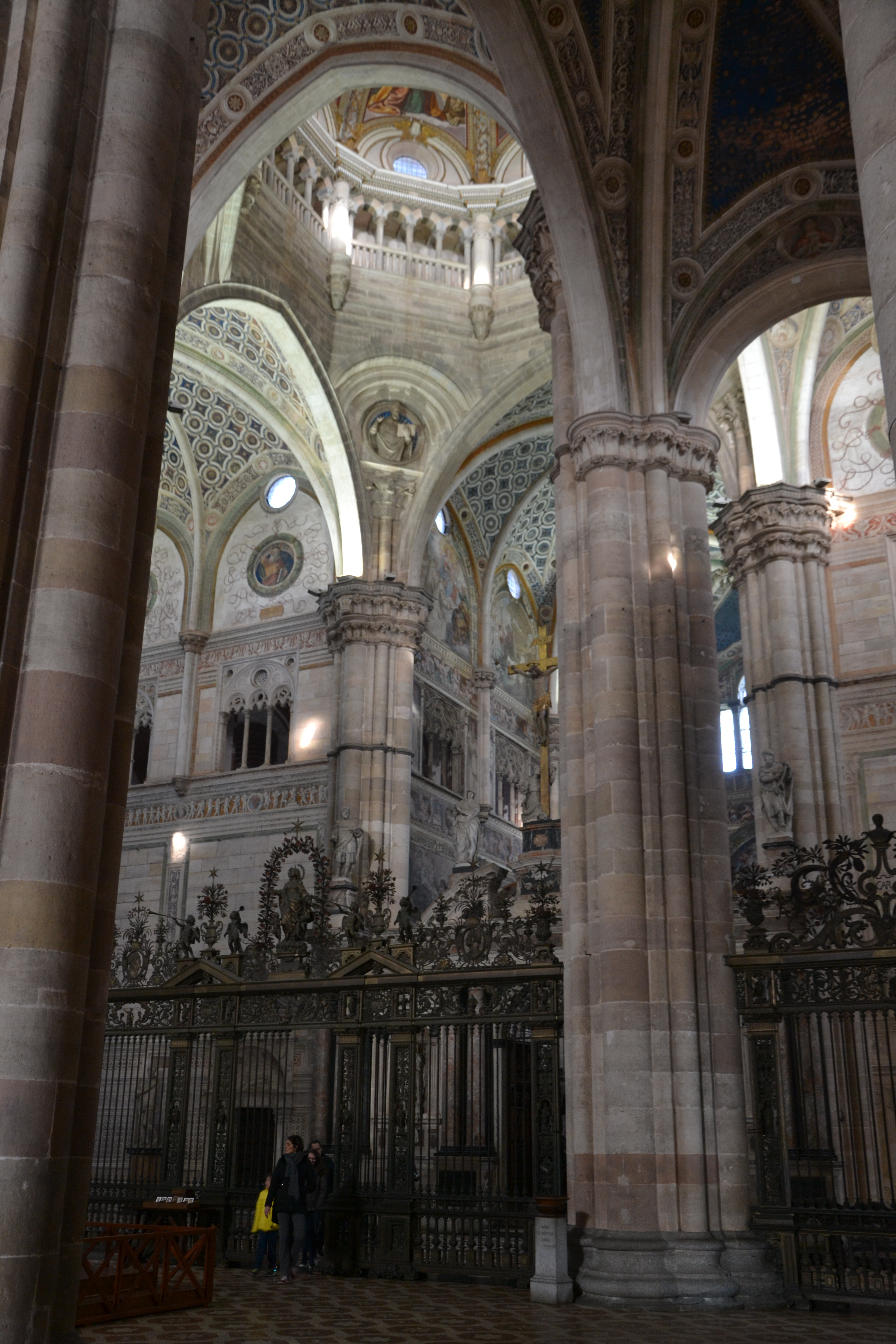
Il transetto.
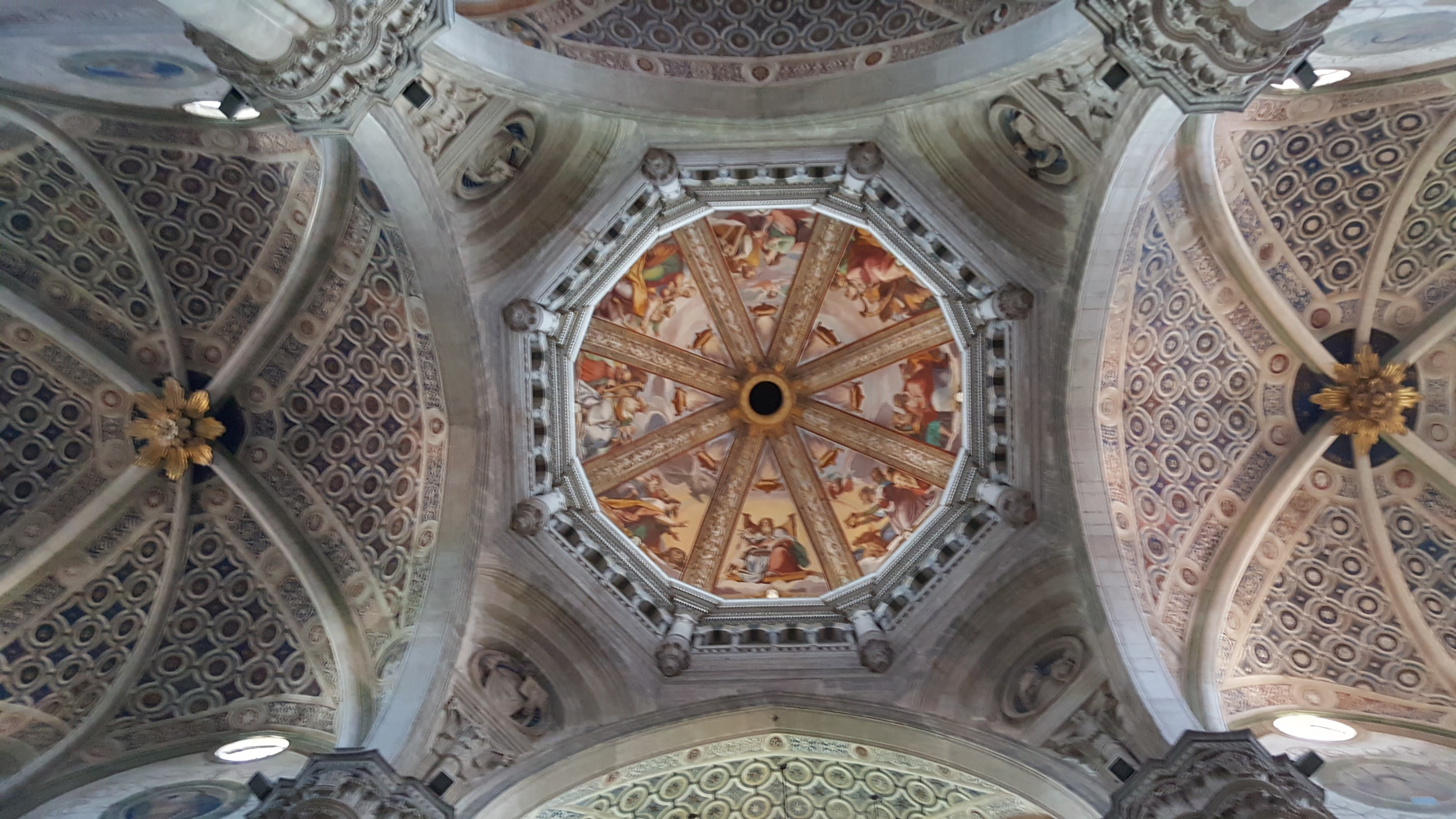
La cupola con gli affreschi di Pietro Sorri e Alessandro Casolani (1599).
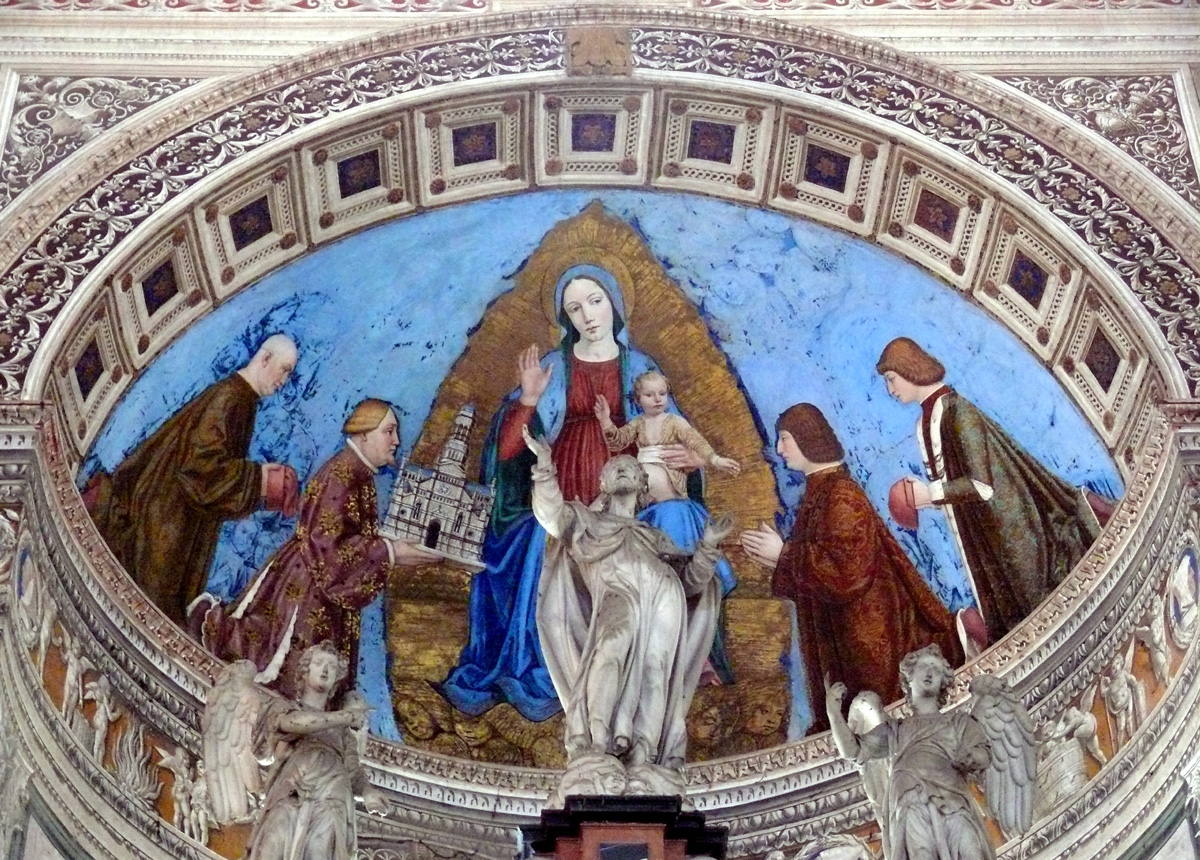
Bergognone, Il duca Gian Galeazzo Visconti dona la Certosa alla Madonna.
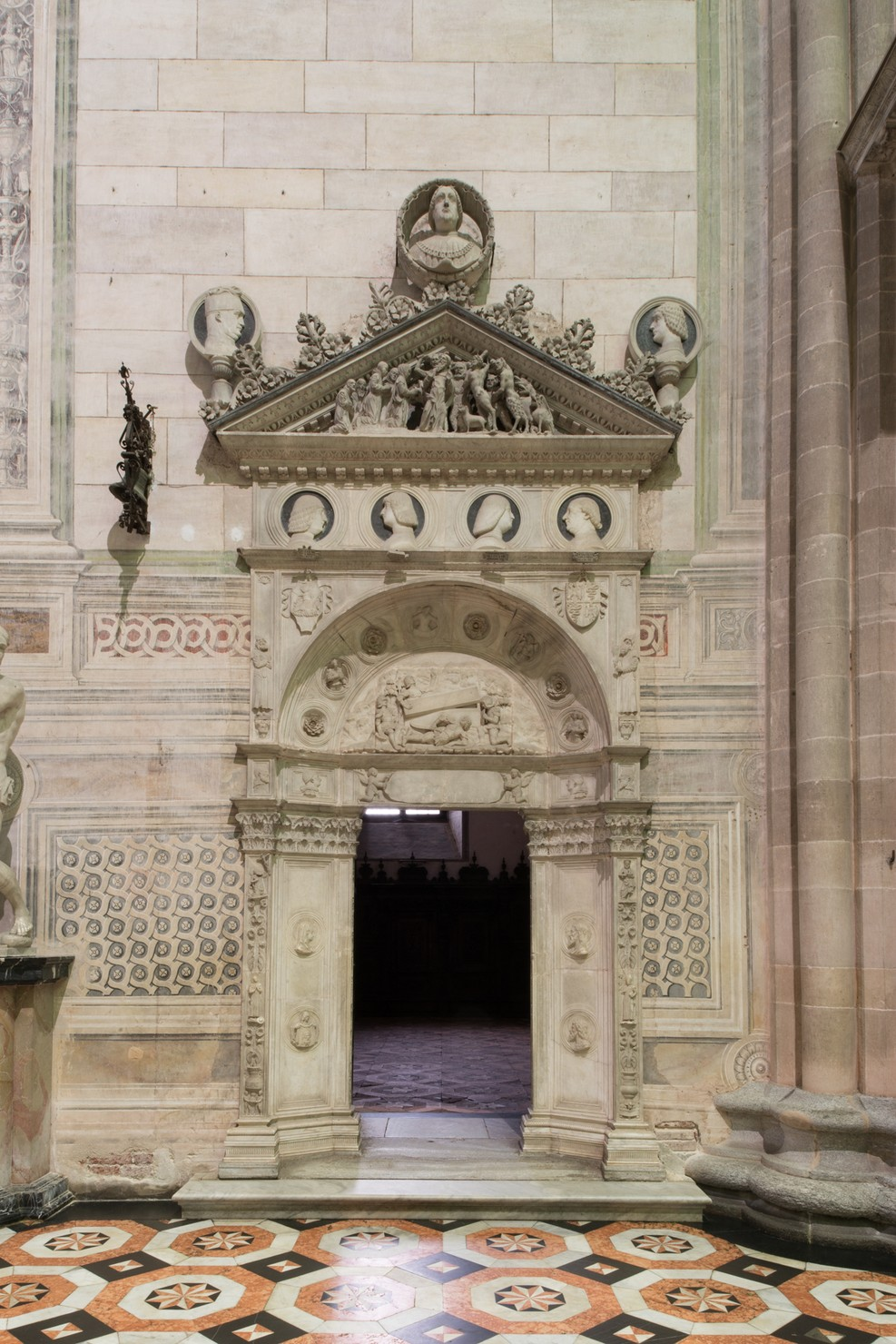
Portale della sacrestia con i ritratti dei duchi di Milano.
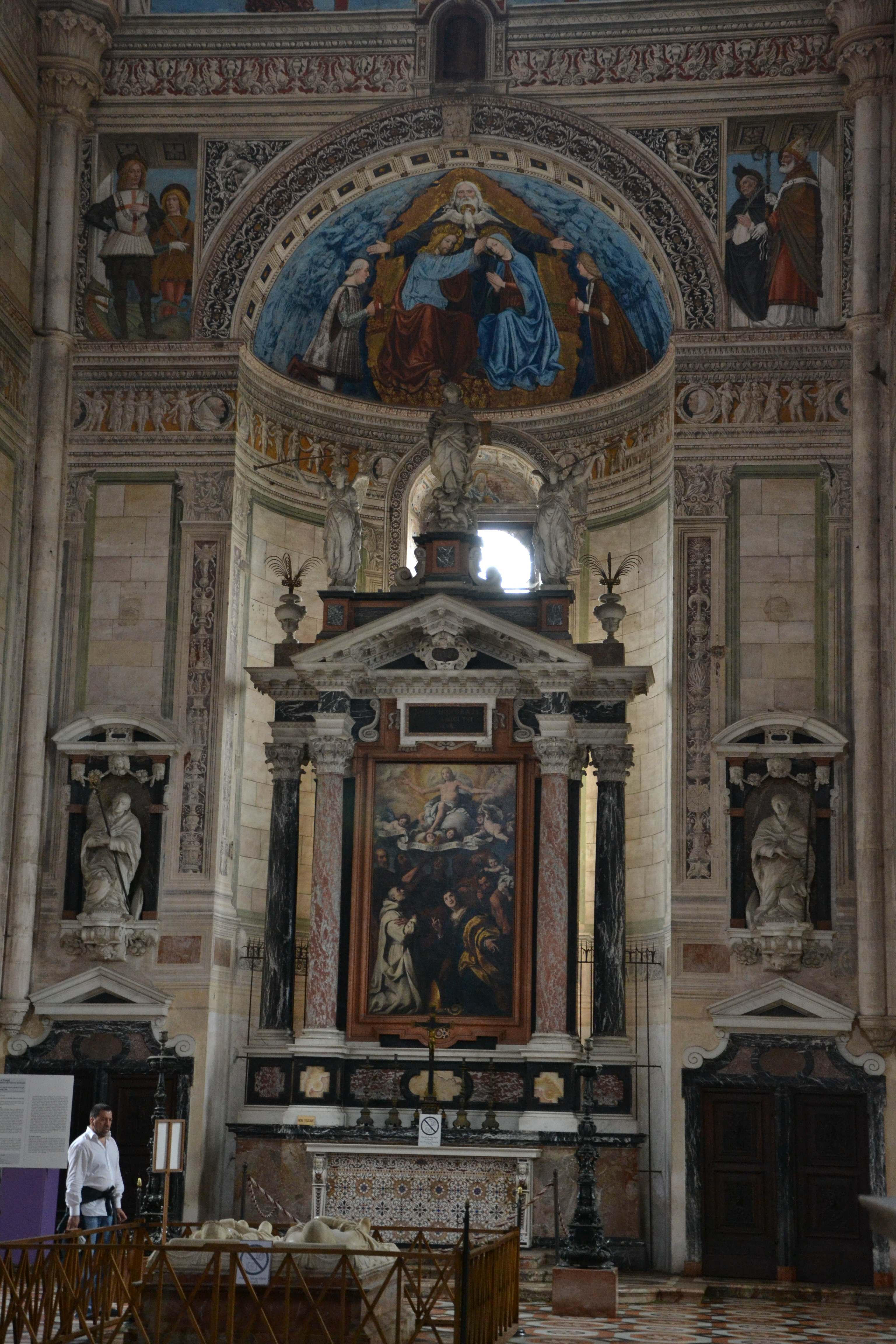
Bergognone, Incoronazione della Vergine tra Francesco Sforza, Ludovico il Moro e i Santi Fortunato, Giorgio e Pietro da Verona (bacino absidale), in basso, pala d'altare di Giovanni Battista Crespi.

#### Le cappelle laterali
La prima cappella a sinistra è di gusto barocco, fatta risistemare dal priore Timoteo Baroffio tra il 1602 e il 1614. La pala d'altare con La Maddalena ai piedi di Cristo è del parmigiano Giuseppe Peroni (1757), mentre la decorazione ad affresco è di Federico Bianchi, allievo di Ercole Procaccini (1663). L'altare è realizzato in lumachella o granito d'Egitto, mentre le basi e i capitelli furono fusi in bronzo da Annibale Busca nel 1613 e il paliotto in pietre dure e marmi policromi è opera di Andrea e Carlo Sacchi. Sono invece quattrocenteschi il lavabo scolpito dai Mantegazza e la vetrata dei de' Mottis, autori di molte delle celebri Vetrate del Duomo di Milano.
Nella seconda cappella, è ospitato il celebre Polittico di Pietro Perugino, commissionato dal Duca Ludovico il Moro al famoso pittore umbro nel 1496. Si sviluppa su due registri: in alto il Padre Eterno, in basso le tre tavole con San Michele arcangelo, l'Adorazione del Bambino e San Raffaele e Tobiolo. Il solo Padre Eterno è originale di Perugino; le tavole inferiori furono cedute nel 1856 alla National Gallery di Londra. In sostituzione delle due tavole disperse ai lati del Padre Eterno, vennero inseriti in alto i due pannelli con i Dottori della Chiesa del Bergognone, realizzati per un altro polittico della Certosa successivamente smembrato. Il paliotto d'altare, in pietre dure e marmi policromi, è opera di Tommaso Orsolino del 1648. La cappella conserva una reliquia del legno della Vera Croce.
La terza cappella, intitolata a san Giovanni Battista, cui è dedicato il ciclo di affreschi del genovese Giovan Battista Carlone, caratterizzati da vivaci colori, monumentali ambientazioni architettoniche e una resa fresca e realistica delle figure, mentre l'altare, in marmo di Francia, fu realizzato da Tommaso Orsolino intorno al 1650.
La quarta cappella originariamente era dedicata a San Benedetto, ma nel 1641 fu ricostruita e riconsacrata a San Giuseppe a ai Re Magi. L'altare, dotato di colonne in alabastro, fu realizzato tra il 1637 e il 1643, conserva un paliotto con la Strage degli Innocenti, opera di Dionigi Bussola del 1677, mentre la pala del pittore cremonese Pietro Martire Neri (1640-41) raffigura l'Adorazione dei Magi. La cappella conserva due affreschi: Madonna con Bambino e San Girolamo di Ambrogio da Fossano.
Nella quinta cappella, la Pala di Francesco Cairo (inserita in un ricco altare barocco in alabastro e marmi policromi), rappresenta santa Caterina da Siena insieme alla sua omonima santa Caterina d'Alessandria. La cappella è illuminata da una grande finestra, dotata di vetrata realizzata intorno al 1485 da un anonimo maestro lombardo su cartone di Vincenzo Foppa raffigurante Santa Caterina d'Alessandria.
La sesta custodisce uno dei maggiori capolavori pittorici del complesso, la Pala di Sant'Ambrogio (1490) del Bergognone, sacra conversazione tra santi milanesi. Il dipinto mostra una qualità tecnica elevatissima, con una resa minuziosa dei preziosi particolari delle vesti, che rivelano la particolare interpretazione bergognonesca della maniera dei fiamminghi e di Antonello da Messina, mentre la ieratica compostezza di sant'Ambrogio appare ancora di stampo foppesco.Il paliotto in marmo di Carrara, opera di Giuseppe Rusnati del 1695, raffigura la Battaglia di Parabiago.
Interamente barocca è l'ultima cappella a sinistra, dove le movimentate scene sono di Cristoforo Storer. Il dipinto con la Vergine del Rosario è un capolavoro del maestro barocco milanese Morazzone, pittore al servizio del cardinale Federico Borromeo, che realizza un'opera di raffinata eleganza nei toni delicati, nelle forme allungate e nelle dolci espressioni dei personaggi. L'altare, in marmi policromi e pietre dure, fu realizzato da Tommaso Orsolino tra il 1614 e il 1621, mentre il paliotto con l'Adorazione dei Re Magi, è opera di Giovanni Battista Maestri del 1675.
Sulla destra, la prima cappella conserva un affresco con l'Adorazione di Gesù Bambino attribuito ad Ambrogio da Fossano, mentre sulla volta furono raffigurati conversi certosini da Iacopino de Mottis e Bernardino Zenale.
La seconda cappella custodisce un altro capolavoro rinascimentale commissionato dal Duca Ludovico ad un allievo del Pinturicchio, testimone della sua volontà di arricchire il patrimonio della certosa con opere dei più famosi maestri italiani del tempo. Il polittico è firmato da Macrino d'Alba sulla tavola centrale inferiore e datato 1496. Esso mostra la profonda cultura classica dell'autore, nel Cristo risorto ideato su modelli statuari classici, e nelle architetture romane sugli sfondi dei due Santi laterali (Settizonio, Terme di Diocleziano, Torre delle Milizie), nel fregio dorato su fondo rosso del gradino del trono della Vergine che deriva da un modello della Domus Aurea. Le due tavole del Bergognone con i Quattro Evangelisti, aggiunte successivamente, mostrano la resa profondamente realistica dei soggetti aggiornata sulle novità prospettiche e illusionistiche di Bramante. L'altare, in marmi policromi, conserva un paliotto realizzato da Tommaso Orsolino.

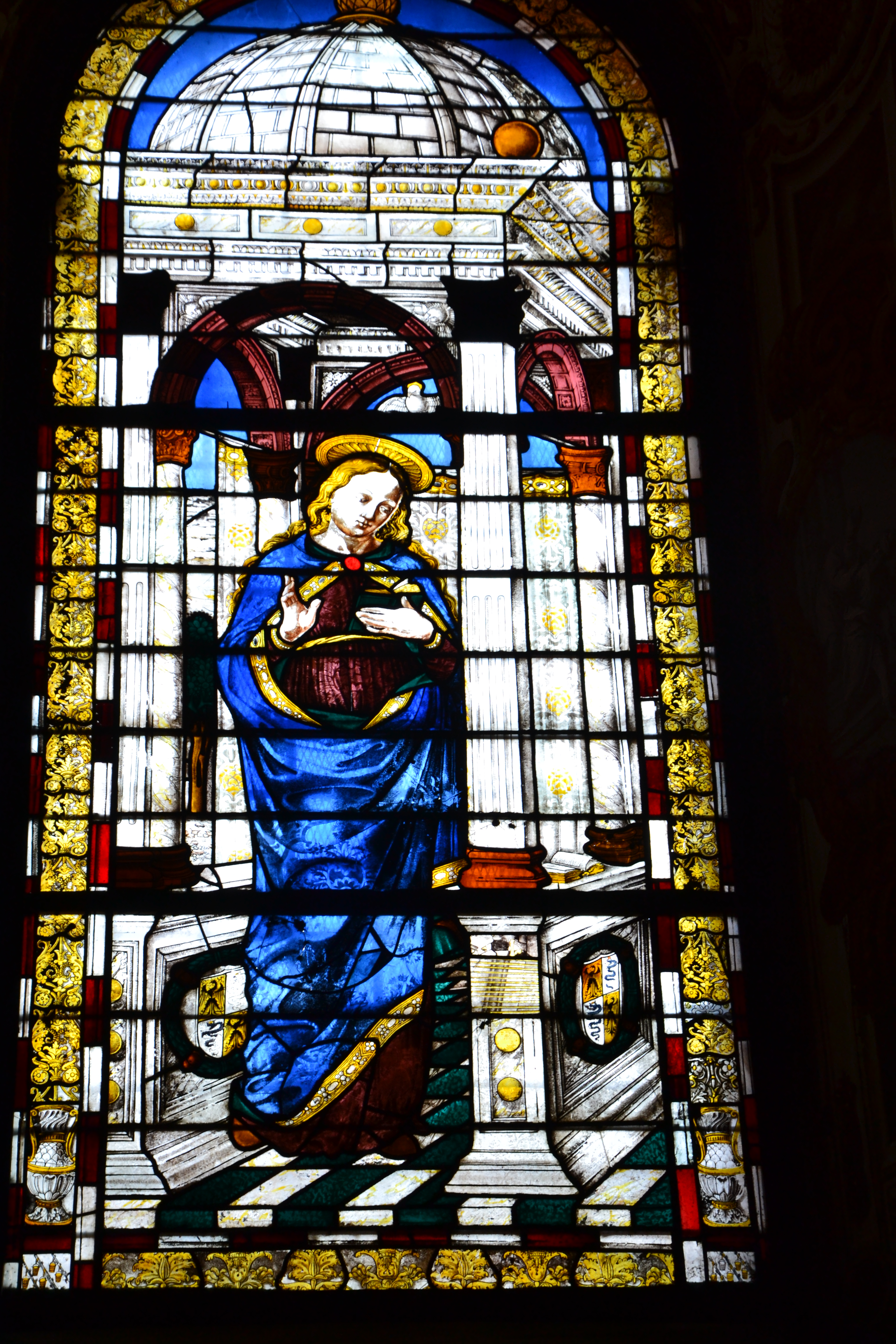
Vincenzo Foppa, Madonna Annunciata, 1475-1480 circa.
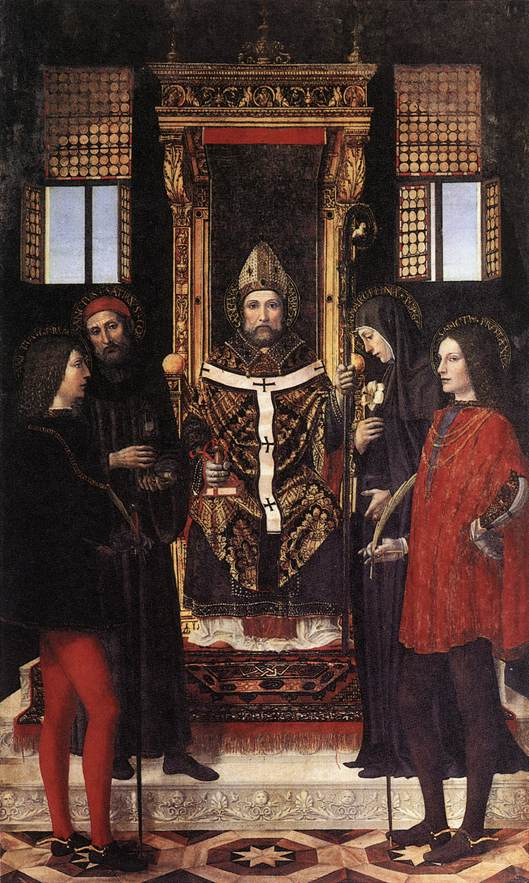
Bergognone, Pala di Sant'Ambrogio (1490).
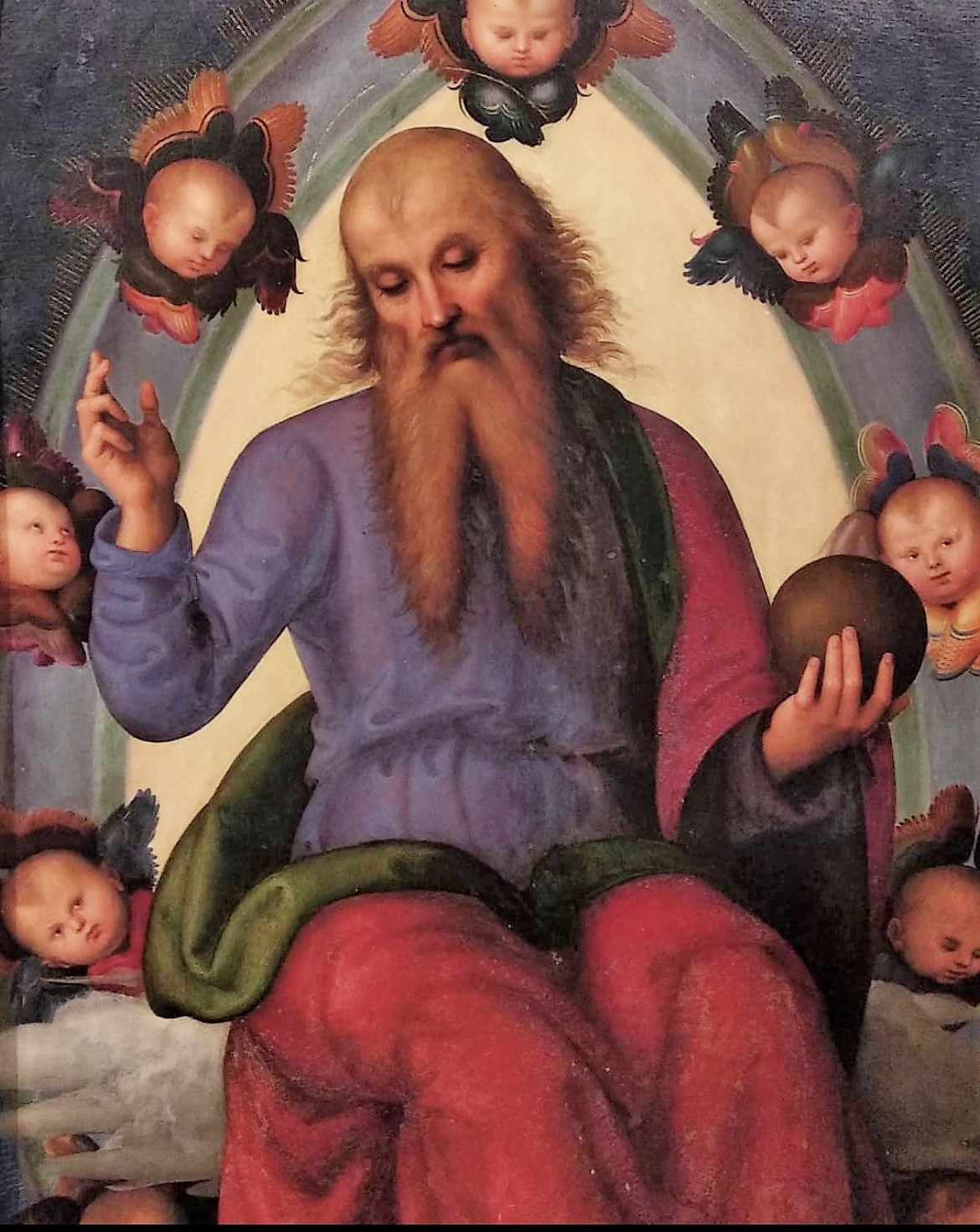
Perugino, Dio Padre benedicente, cimasa del Polittico della Certosa di Pavia (1496).
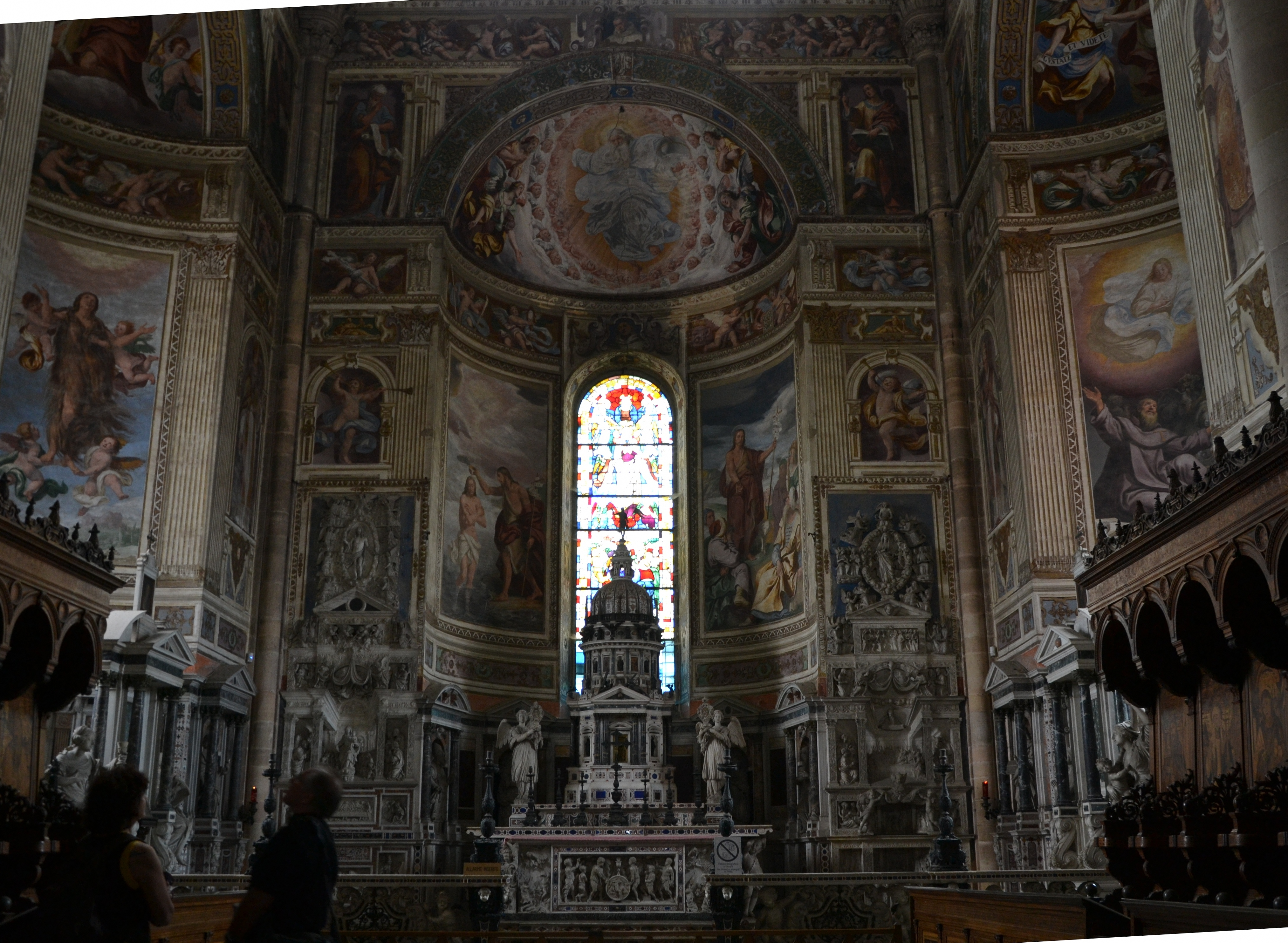
L'altare principale.
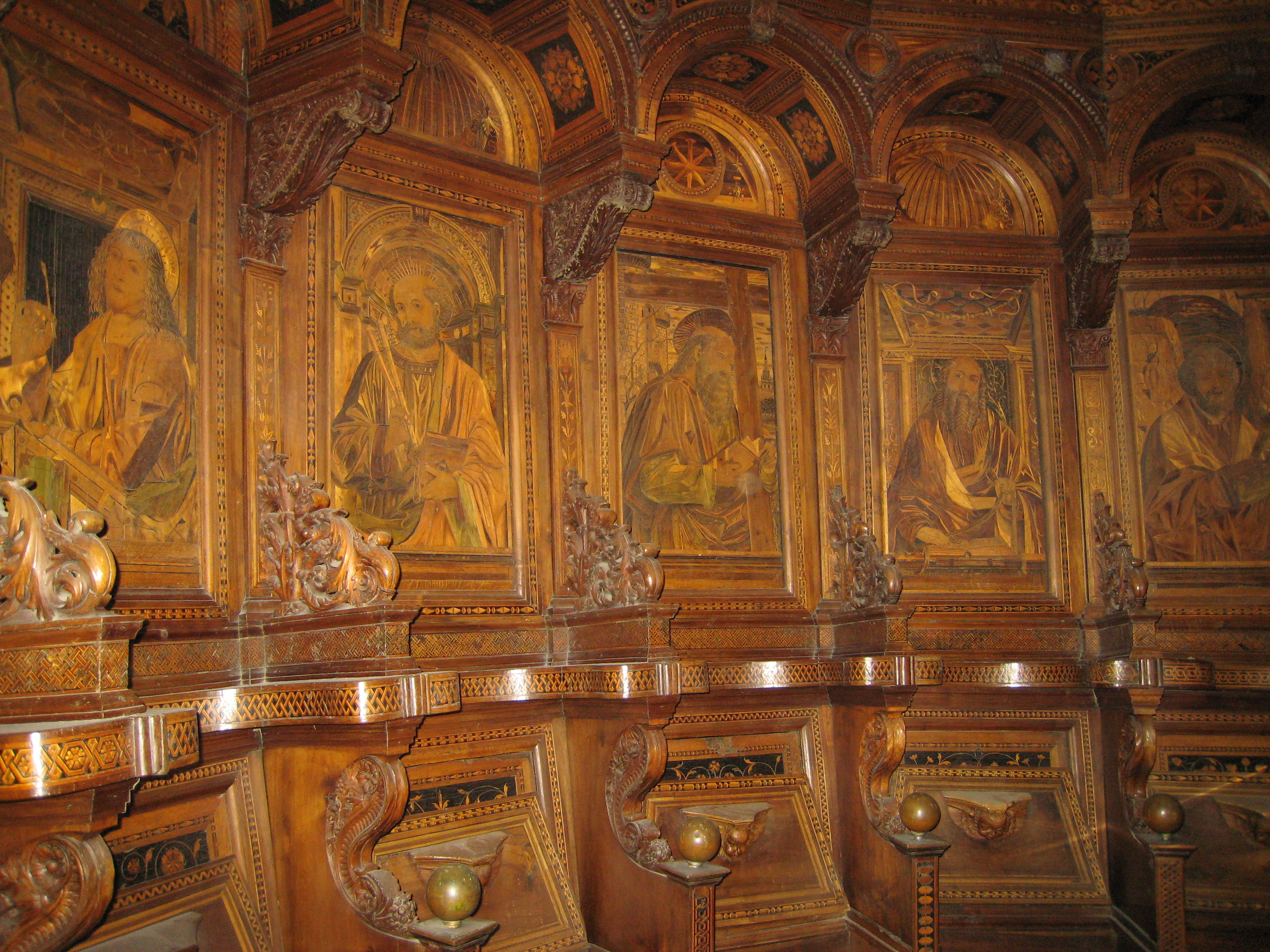
Bartolomeo de Polli, coro ligneo intarsiato (1486-1497) dettaglio.
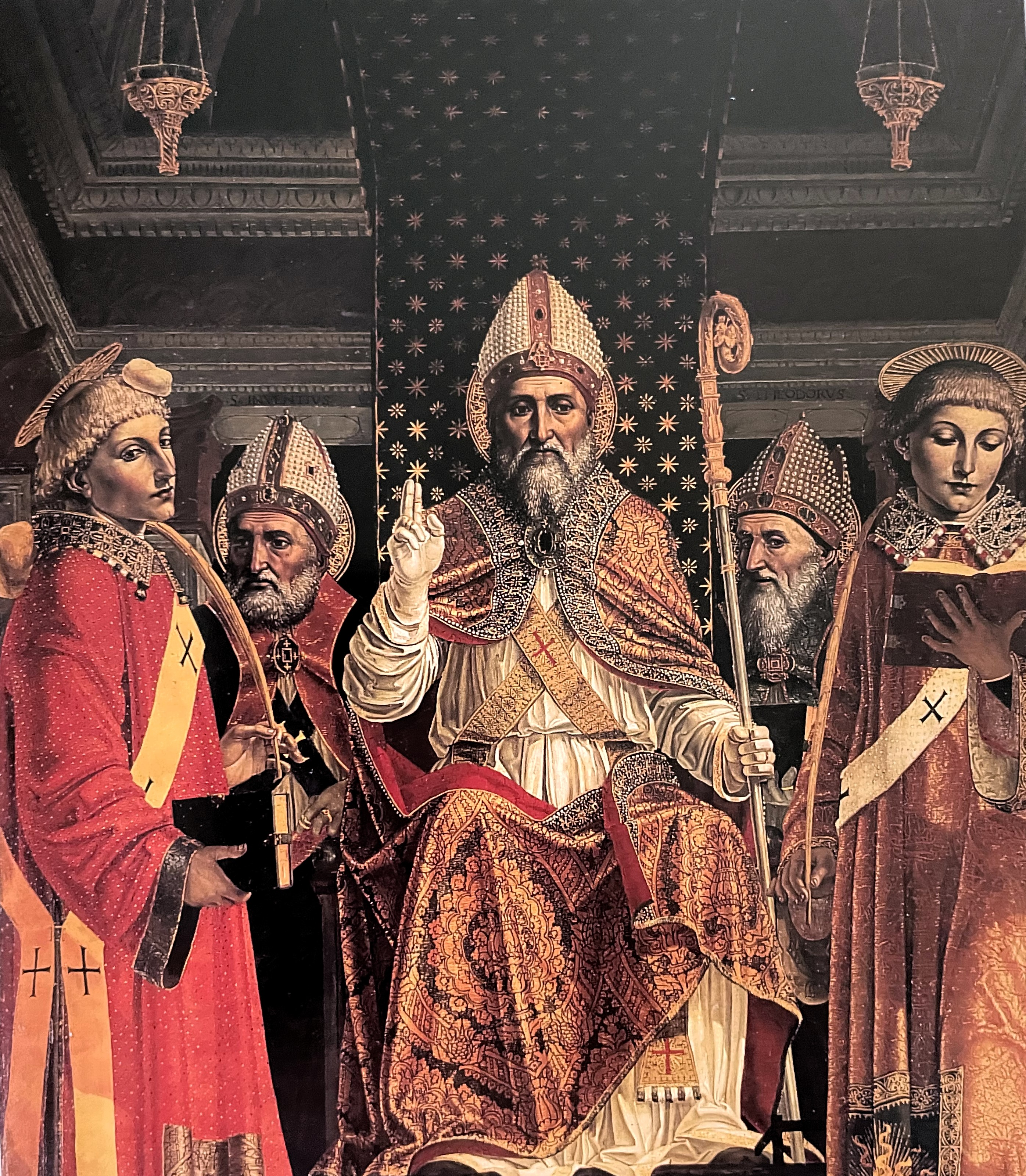
Bergognone, Pala di San Siro (1490-91).

Si segnalano dello stesso Bergognone, la pala di San Siro (1491) nella quinta cappella e la Crocifissione (1490) nella quarta. Altre pale dello stesso artista sono ora disperse tra musei e collezioni private: si segnalano qui il trittico con i Santi Cristoforo e Giorgio, ora a Budapest, la pala delle due Ss. Caterina (1490) circa; Londra, National Gallery) e il Cristo portacroce e certosini della Pinacoteca Malaspina di Pavia (1493 circa).
La sesta cappella a destra ospita invece la Madonna col Bambino e i santi Pietro e Paolo, capolavoro barocco di Guercino. Al di sotto, il mirabile paliotto d'altare mostra una fantasia con architetture, ghirlande di fiori e uccelli di grande effetto cromatico. L'opera, in commesso di marmi pregiati e pietre dure è del marmista Carlo Battista Sacchi. Al centro la decorazione si fa esuberante intorno al medaglione pendente con lo stemma pontificio costituito dalla tiara e dalle chiavi di San Pietro. Si tratta di uno dei paliotti più notevoli della Certosa, realizzato nel 1688.
La settima cappella a destra fu fatta rimodellare dal priore Andrea Pittorio tra il 1614 e il 1621, il paliotto d'altare, in marmo di Carrara, raffigurante l'Adorazione dei pastori, fu eseguito da Dionigi Bussola nel 1675, mentre l'ambiente è illuminato da una grande vetrata realizzata da un anonimo maestro lombardo su cartone di Vincenzo Foppa tra il 1475 e il 1480 e raffigurante la Madonna Annunciata inserita all’interno di un’edicola prospettica decorata con stemmi viscontei-sforzeschi.

#### Il presbiterio
L'altare maggiore è posto all'interno del presbiterio e non è utilizzato per le celebrazioni religiose che si svolgono nella navata centrale, davanti alla cancellata. La navata del presbiterio è chiusa alla vista dei fedeli come nella tradizione monastica e certosina in particolare, da un tramezzo realizzato nel seicento e decorato da statue barocche dello scultore genovese Tommaso Orsolino.
Lungo il perimetro sino all'abside il presbiterio è interamente occupato dagli stalli riservati al clero celebrante e un ciclo di affreschi del periodo barocco.
Il grande coro in legno intagliato è un'opera d'intarsio rinascimentale, commissionata da Ludovico il Moro. È notevole sia dal punto di vista dell'intarsio, che per la qualità dei disegni da cui furono tratte le tarsie, probabilmente prodotti dagli stessi artisti autori delle decorazioni pittoriche quali Bergognone e Zenale. I 42 dossali raffigurano santi o personaggi biblici, ciascuno dei quali mostra alle spalle scenari architettonici o naturali con elaborate e fantasiose costruzioni di gusto rinascimentale. L'esecuzione fu affidata dal Duca nel 1486 a Bartolomeo de Polli, modenese già attivo alla corte di Mantova, e completata dall'intarsiatore cremonese Pantaleone de Marchi, in tempo per la consacrazione della chiesa, avvenuta nel 1497.
Mentre la volta presenta ancora affreschi di epoca rinascimentale, il vasto ciclo affrescato che ricopre le pareti del presbiterio fu commissionato nel 1630 a Daniele Crespi, pittore proveniente dall'Accademia Ambrosiana, che aveva appena ultimato gli affreschi della Certosa di Garegnano. Si tratta di un ciclo composito, con scene tratte dal Nuovo Testamento, dalle agiografie di santi certosini e di altri santi, abilmente inserito nell'architettura gotica tramite complesso sistema di quadrature decorative, che incorniciano grandi scene sacre e riquadri più piccoli con figure isolate di evangelisti, dottori della Chiesa, profeti, sibille, santi e beati certosini. Nelle ultime opere Crespi mostra di distaccarsi progressivamente dalla corrente ancora impregnata di manierismo nella quale si era formato, verso un classicismo di matrice carraccesca.
Il grande altare maggiore è sormontato da un colossale ciborio in forma di un tempio a pianta centrale con una grande cupola, costruito in marmo di Carrara, con inserti in marmi policromi e pietre preziose quali lapislazzuli, corniola, diaspro e onice, e finiture in bronzo. Fu realizzato nel 1568 su commissione del priore della Certosa Damiano Longone dallo scultore Ambrogio Volpi da Casale. Il tempietto di questo altare è in stile bramantesco: Fr. Brambilla ne fece gli sportelli di bronzo, e Angelo Marini siciliano le tredici statuine di bronzo; il Volpino scolpì gli angeli fiancheggianti il pallio, nel cui centro è un bassorilievo circolare, una Pietà, di finissimo lavoro. La croce dell'altare, i candelabri e il grande candeliere (alto 2, 03 metri) sono di Annibale Fontana. Nelle pareti ai lati dell'altare stanno infissi dei finissimi bassorilievi di Stefano da Sesto, a sinistra, e di Biagio da Vairone, a destra. Sotto uno di questi bassorilievi, un riquadro con una imitazione del Cenacolo di Leonardo. La vetrata dipinta della finestra absidale (L'Assunzione) fu eseguita forse su disegno del Bergognone. L'antico altare campionese fu trasferito nel 1567 alla parrocchiale di S. Martino a Carpiano, dove si trova ancor oggi.

#### Il transetto
Gli affreschi che ornano le pareti e le volte del transetto si devono, come detto, a Bergognone coadiuvato da un gruppo di ignoti maestri, tra cui il giovanissimo Bernardo Zenale. Risalta in queste opere una forte impronta bramantesca, nell'equilibrio delle proporzioni e nell'esattezza delle prospettive. Nell'abside di destra del transetto è di Bergognone l'affresco con Gian Galeazzo Visconti presenta alla Vergine il modello della Certosa, tra Filippo Maria Visconti, Galeazzo Maria Sforza e Gian Galeazzo Sforza, eseguito tra il 1490-1495, mentre l'abside di sinistra rappresenta l'Incoronazione di Maria tra Francesco Sforza e Ludovico il Moro, con cui quest'ultimo voleva celebrare la propria successione dinastica, ottenuta non senza polemiche dopo la morte del nipote Gian Galeazzo Sforza.
Le due pale d'altare che si fronteggiano nelle due testate opposte del transetto sono capolavori barocchi di Giovanni Battista Crespi, detto il Cerano, la Madonna e i ss. Carlo e Ugo di Grenoble dipinta nel 1617-18, e la Madonna e s. Brunone, terminata dal Gherardini.
La fascia decorativa a grisaille che corre lungo tutto lo zoccolo del transetto vede incastonati e figure di Santi, Profeti e monaci certosini, dipinti a monocromo, che si affacciano da tondi realizzati in prospettiva dai vari artisti all'inizio del cinquecento. Alle bifore cieche in alto, si affacciano due monaci certosini resi con notevole perizia illusionistica da Jacopino De Mottis, proveniente da una famiglia di pittori e istoriatori di vetro operosi in Lombardia nel XV secolo. Sono invece autografe di Bergognone le due lunette con la Madonna del tappeto e l'Ecce Homo, entro cornici architettoniche di grande raffinatezza.
Nel transetto si conserva la vetrata realizzata da Iacopino de Mottis nell’ultimo quarto del Quattrocento raffigurante San Gerolamo, posta a fronte di quella realizzata da un anonimo maestro lombardo su cartone di Vincenzo Foppa tra il 1479 e il 1485 raffigurante il Presepe, la quale ha subito purtroppo una certa perdita della grisaille.
La cupola fu affrescata nel 1599 da Pietro Sorri e Alessandro Casolani con le figure del Dio Padre con l'Agnello e i Re dell'Apocalisse.

#### Il lavabo dei monaci
Nel braccio destro del transetto, la monumentale porta d'accesso al lavabo dei monaci è opera degli allievi dell'Amadeo. Notevoli in alto i profili femminili con le caratteristiche acconciature del periodo rinascimentale. Il monumentale lavabo è un capolavoro di scultura, commissionato al 1488 ad Alberto Maffioli da Carrara, anche se i critici vi riconoscono anche le mani del Mantegazza e terminato nel 1490. Al di sopra della vasca, dalle sottili decorazioni a motivi vegetali, è la cisterna a forma di urna dalla quale fuoriesce l'acqua. Il coronamento è costituito da una coppia di delfini, e da un busto il cui soggetto è oggetto di discussione. Il grande bassorilievo nella lunetta rappresenta Cristo lava i piedi degli apostoli. Il tutto è racchiuso da un grande arco trionfale istoriato con l'Annunciazione.

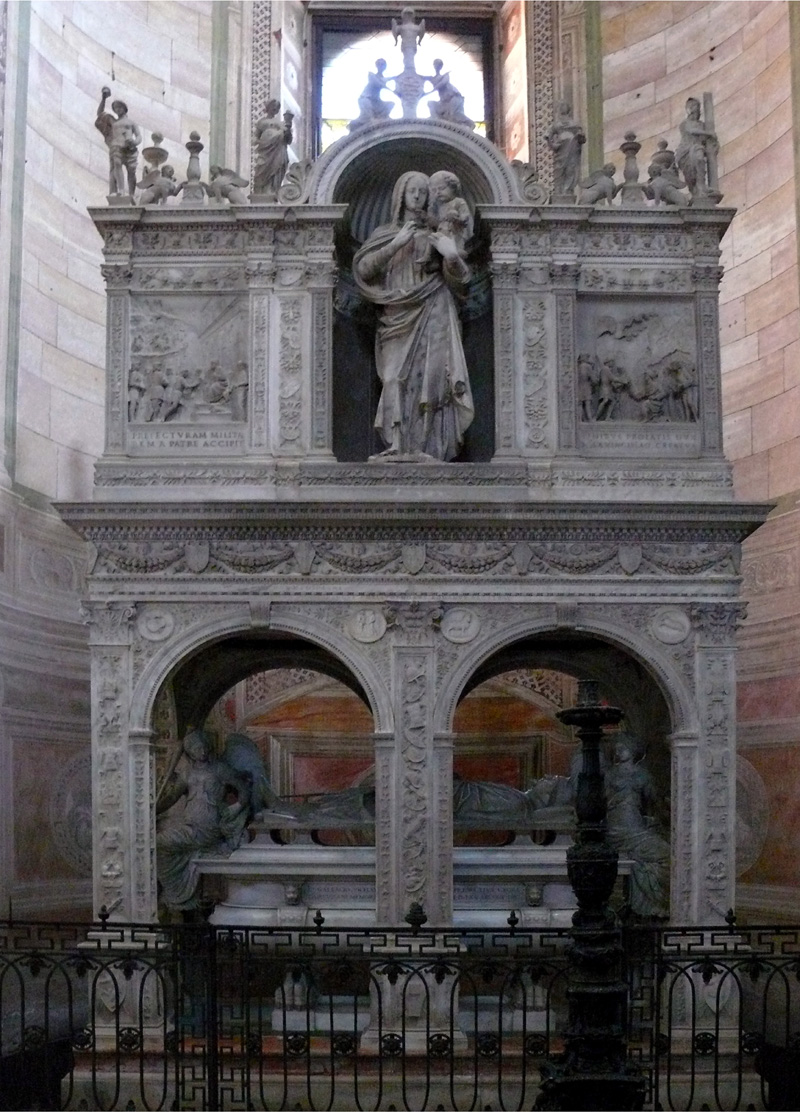
Gian Cristoforo Romano, Tomba di Gian Galeazzo Visconti.
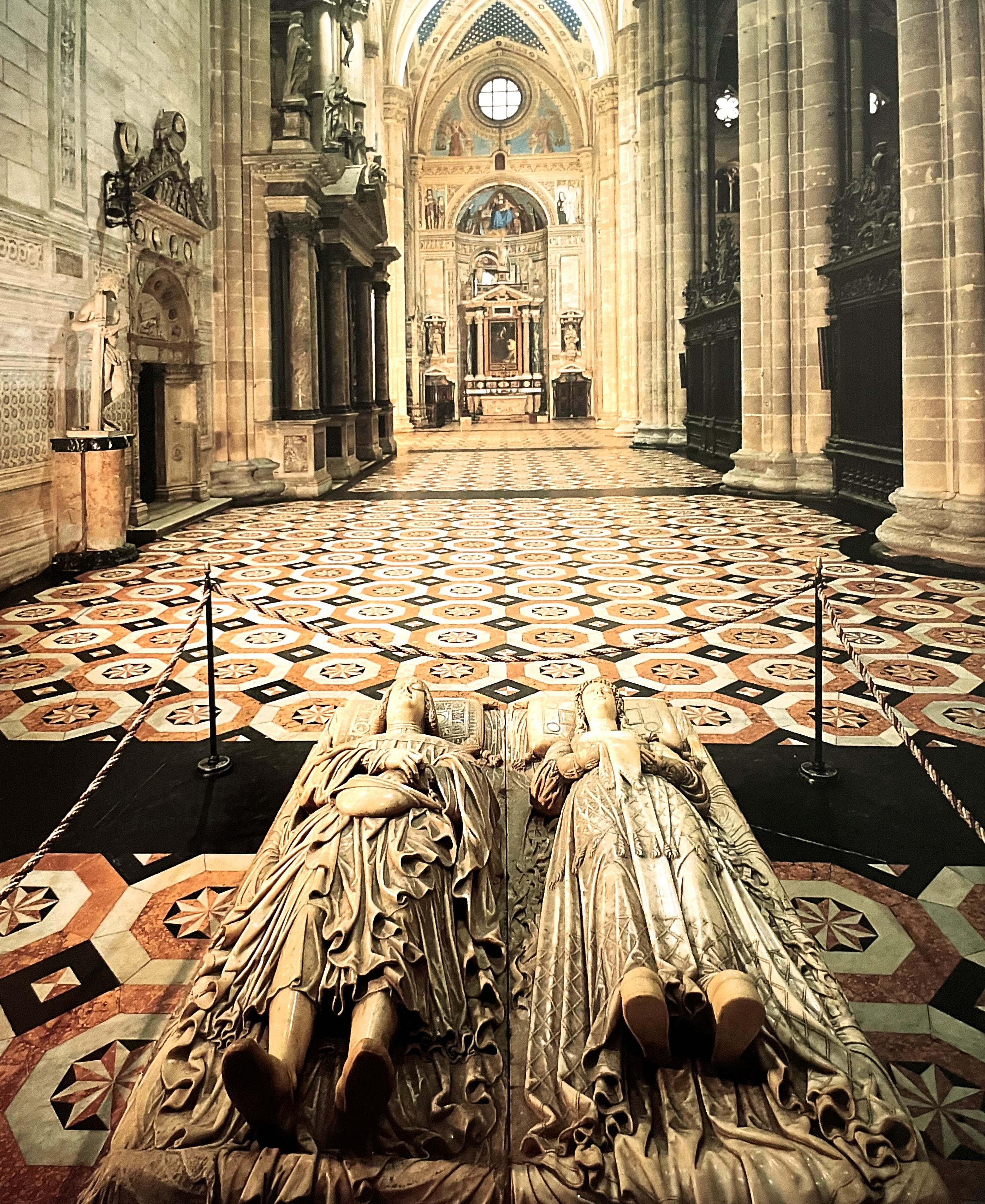
Cristoforo Solari, cenotafio di Ludovico il Moro et Beatrice d'Este.
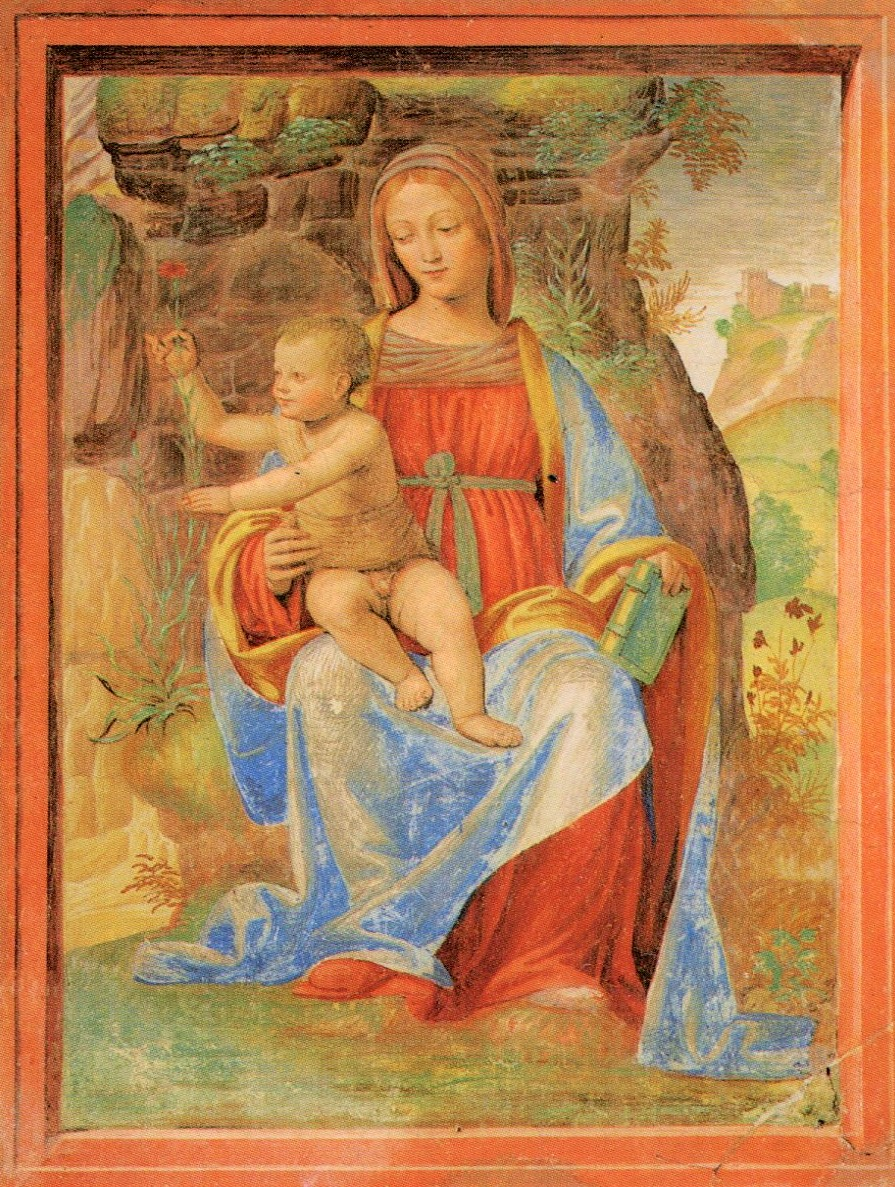
Bernardino Luini, Madonna (1516).
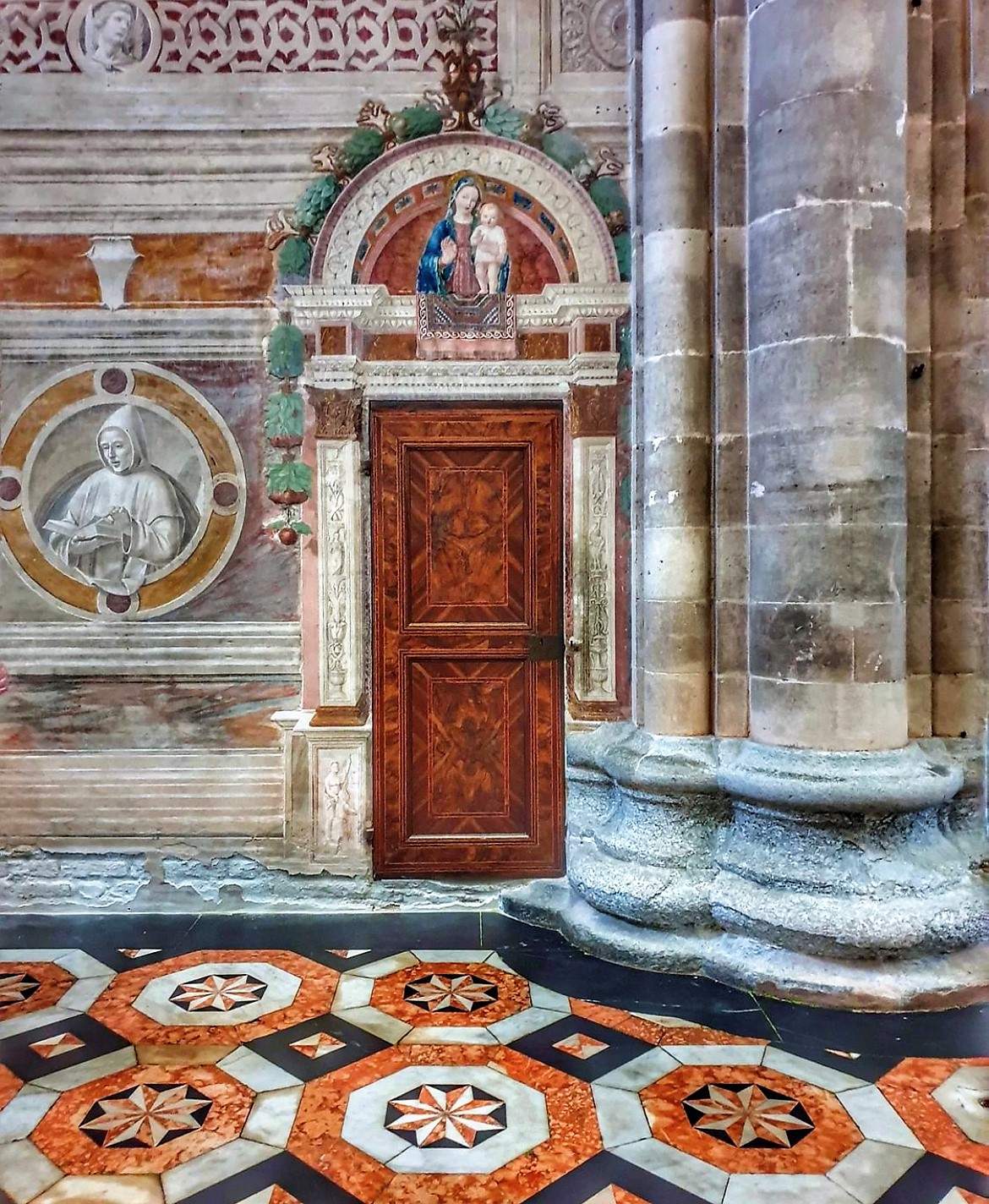
Bergognone, Madonna.
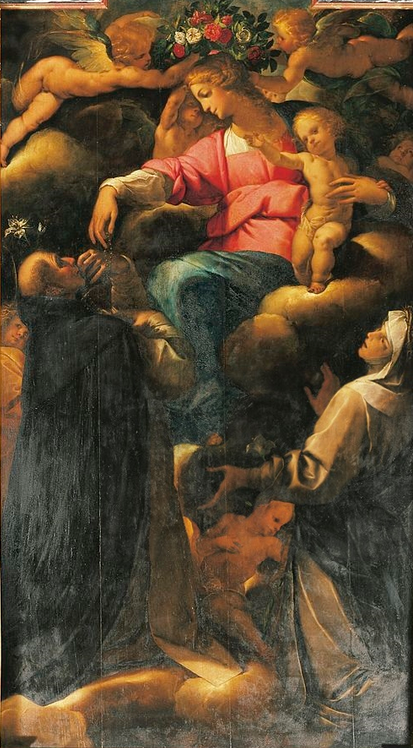
Pier Francesco Mazzucchelli, Pala d'altare con la Madonna del Rosario (1617).
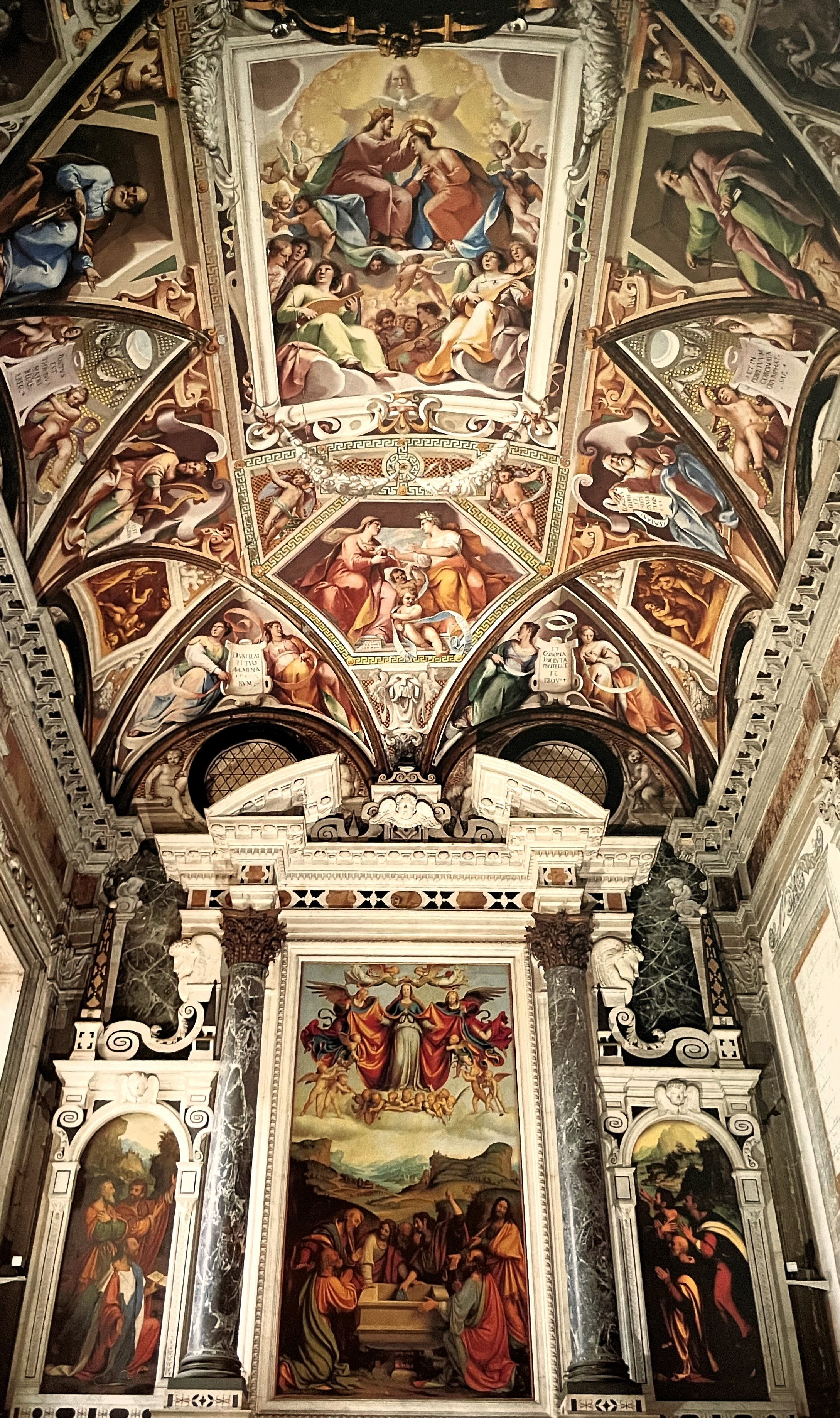
Sacrestina nuova, sull'altare pala dell'Annunciazione di Andrea Solari (1524) e nella volta affreschi di Pietro Sorri (1599)

#### Il monumento funebre di Gian Galeazzo Visconti
Nella parte destra del transetto si trova la tomba del fondatore della Certosa, Gian Galeazzo Visconti, detto Conte di Virtù, (Pavia, 1351 – Melegnano, 1402), primo Duca di Milano, che nel proprio testamento dispose che il suo corpo fosse sepolto nella Certosa, mentre il suo cuore doveva essere conservato nella Basilica di San Michele Maggiore. Dal testamento di Gian Galeazzo del 1397 si apprende che il prima duca di Milano voleva un monumento equestre, del tutto simile a quello dello zio Bernabò (che lui aveva deposto) che doveva essere posizionato sull'asse principale della chiesa, con a destra le tombe dei discendenti della prima moglie, Isabella di Valois, e a sinistra quelli della seconda, Caterina Visconti, tuttavia, quando la realizzazione del monumento prese avvio alla fine del Quattrocento, le disposizioni di Gian Galeazzo non furono rispettate. Il monumento fu commissionato dal duca Ludovico nel 1492 a Gian Cristoforo Romano, apprezzato scultore attivo nelle corti di Mantova e Ferrara. Fu portato avanti con la collaborazione di Benedetto Briosco, che firmò la statua della Vergine con il Bambino al centro, e fu terminato solo nel 1562, da Bernardino da Novate, cui sono dovuti il sarcofago a terra e le due statue di Virtù che lo affiancano, di impronta ormai manierista, riferite da alcuni ad un progetto di Galeazzo Alessi. L'opera è strutturata su due livelli, ed è completamente ricoperta da fini decorazioni a motivi classici, che richiamano l'opera degli scultori impegnati negli stessi anni nella facciata del tempio. Nel registro inferiore, sotto arcate a tutto sesto si trova il sarcofago sormontato dalla statua giacente del defunto secondo la consuetudine dell'epoca. Il registro superiore, con al centro la nicchia con la Vergine in piedi del Briosco, presenta tutto attorno riquadri a bassorilievo che narrano la vita del Visconti.
Nel 1889 il suo sepolcro venne aperto e le sue ossa, insieme a quella della prima consorte, Isabella di Valois (che giunsero alla Certosa dalla chiesa di San Francesco a Pavia solo nel 1510), vennero studiate da Giovanni Zoja, docente di anatomia presso l'università di Pavia. Dalle analisi, tra gli altri dati emersi, si appurò che il primo duca di Milano era molto alto per gli standard dell'epoca: 1,86 metri circa, mentre una ciocca dei suoi capelli confermò che la sua capigliatura era bionda tendente al rosso. Sempre nel corso della ricognizione furono rinvenuti anche un frammento del velo funebre e un albarello in ceramica graffita recanti lo stemma visconteo, ora conservati nei Musei Civici di Pavia.

#### Il monumento funebre di Ludovico il Moro e Beatrice d'Este
Nella parte sinistra del transetto si trovano le statue giacenti del Duca di Milano Ludovico il Moro (Milano, 1452 – Loches, 1508) e di sua moglie Beatrice d'Este (Ferrara, 1475 – Milano, 1497), opera dello scultore rinascimentale Cristoforo Solari detto il Gobbo. Fu lo stesso Ludovico il Moro a commissionarne l'esecuzione dopo la morte della moglie, avvenuta nel 1497. Le sculture erano destinate ad essere collocate nella tribuna della chiesa milanese di Santa Maria delle Grazie, commissionata dal Moro a Donato Bramante. Tuttavia, a causa della caduta di Ludovico nel 1499, Il monumento funebre rimase incompiuto. Mentre della parte sottostante non se ne ebbe più traccia, nel 1564, l'opera venne acquistata da Oldrato Lampugnani e portata alla Certosa. Solo alla fine del secolo XIX fu costituito il basamento da Luca Beltrami, appoggiando il coperchio su di un sarcofago di marmo rosso. Le tombe sono sempre state inutilizzate, in quanto il Moro dopo la caduta del Ducato di Milano fu catturato dai francesi e morì in Francia; è sepolto nella Chiesa dei Padri Domenicani di Tarascona, mentre Beatrice è sepolta nella Chiesa dei Padri Domenicani di S. Maria delle Grazie a Milano.

#### La sacrestia nuova
Vi si accede in fondo al transetto destro, e fu decorata nel periodo barocco. Originariamente l'ambiente, realizzato nel 1425, ospitava il capitolo e la biblioteca del monastero e solo alla fine del XVI secolo fu trasformato in sacrestia. La grande aula unica rettangolare, fu affrescata nel 1600 dal pittore senese Pietro Sorri, che, ispirandosi alla Sistina di Michelangelo, ricoperse la grande volta con episodi biblici, monumentali figure di profeti entro nicchie e leggiadri putti che volteggiano nelle lunette. Rispetto al modello romano, tuttavia, l'opera del Sorri trasmette gioiosità e leggerezza allo spettatore tramite l'uso dei vivaci e chiari accordi cromatici e alla sontuosità dei decori e delle scene. Notevole opera d'intaglio sono gli armadi lignei, ornati con statuette attribuite ad Annibale Fontana. Sull'altare, il trittico dell'Assunzione è di Andrea Solario, tra i massimi esponenti della scuola Leonardesca che fiorì a Milano dopo la partenza del Maestro. Come riportato da Giorgio Vasari, alla morte del Solario (1524) il trittico non era ancora ultimato, costringendo quindi i padri della Certosa a far terminare l'opera a Bernardino Campi nel 1576.

### Vetrate, oreficerie, arti minori
La Certosa possiede anche un importante (e poco studiato) corpus di 13 vetrate, realizzate su cartoni di maestri attivi nel XV secolo in Lombardia, quali Zanetto Bugatto, Vincenzo Foppa, Bergognone, Iacopino de' Mottis, Stefano da Pandino e il savoiardo Hans Witz.
L'altare maggiore, risalente al tardo XVI secolo, è intarsiato con bronzi e con diverse qualità di marmi e di pietre dure, realizzato da diversi artisti tra cui Cristoforo Solari.

#### Il trittico in avorio degli Embriachi
Nella sacrestia vecchia è conservato un trittico in avorio e dente d'ippopotamo, opera del fiorentino Baldassarre di Simone di Aliotto, appartenente alla famiglia degli Embriachi (Baldassarre degli Embriachi), donato da Gian Galeazzo Visconti, e realizzato nel primo decennio del quattrocento quale pala per l'altare maggiore, dove rimase fino alla metà del Cinquecento. L'opera, capolavoro d'intaglio di gusto tardogotico, misura alla base 2,45 metri per un'altezza massima, riferita ai pinnacoli laterali, di 2,54 m. È composto di minute composizioni e adorno di piccoli tabernacoli con dentro statuine di santi; nello scomparto centrale accoglie 26 formelle illustranti la leggenda dei Re magi secondo i vangeli apocrifi; nello scomparto di destra e in quello di sinistra 36 bassorilievi (18 per parte) sono raccontati gli episodi della vita di Cristo e della Vergine. Nella cuspide mediana, dentro un tondo sostenuto da angeli, domina il Padre eterno in una gloria angelica, mentre la base del trittico presenta una pietà, fiancheggiata da 14 edicole con altrettante statuine di Santi decorate. Vi sono anche due pilastrini esterni poligonali composti da 40 piccoli tabernacoli adorni di statuette.
Il Trittico fu trafugato dal monastero nell'agosto del 1984 e recuperato nell'ottobre 1985. Sottoposto a restauro negli anni tra il 1986 e il 1989 presso l'Istituto Centrale per il Restauro, l'opera fu ricomposta con ancoraggio alla struttura portante delle parti asportate, tenendo conto del diverso comportamento chimico-fisico dei materiali di cui è composta l'opera (legno, osso e avorio).
Sono presenti anche opere di scultura bronzea, come i candelabri di Annibale Fontana e la cancellata che divide la chiesa dei monaci da quella dei fedeli (XVII secolo).

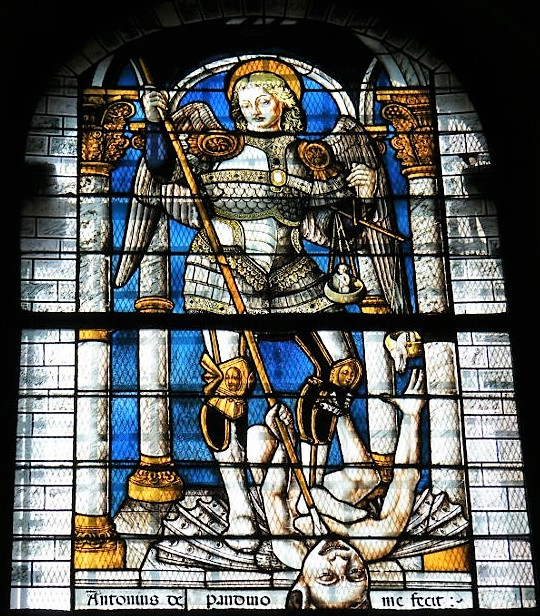
Antonio da Pandino, San Michele, 1470.
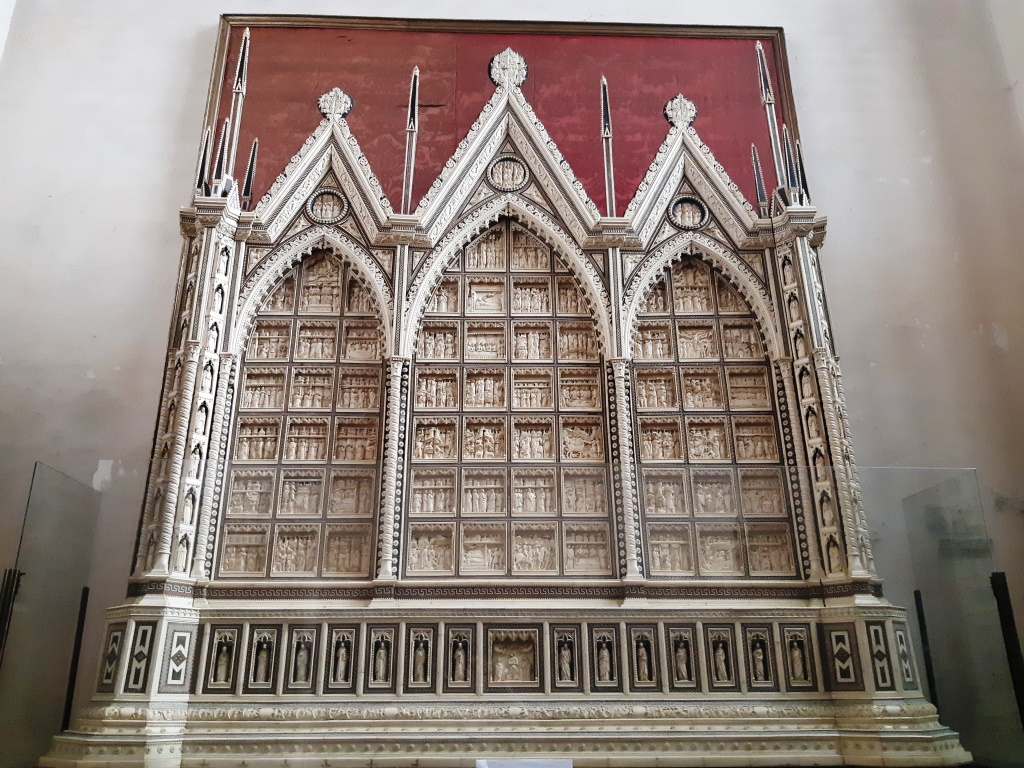
Baldassare degli Embriachi, Trittico degli Embriachi (1400-1409).
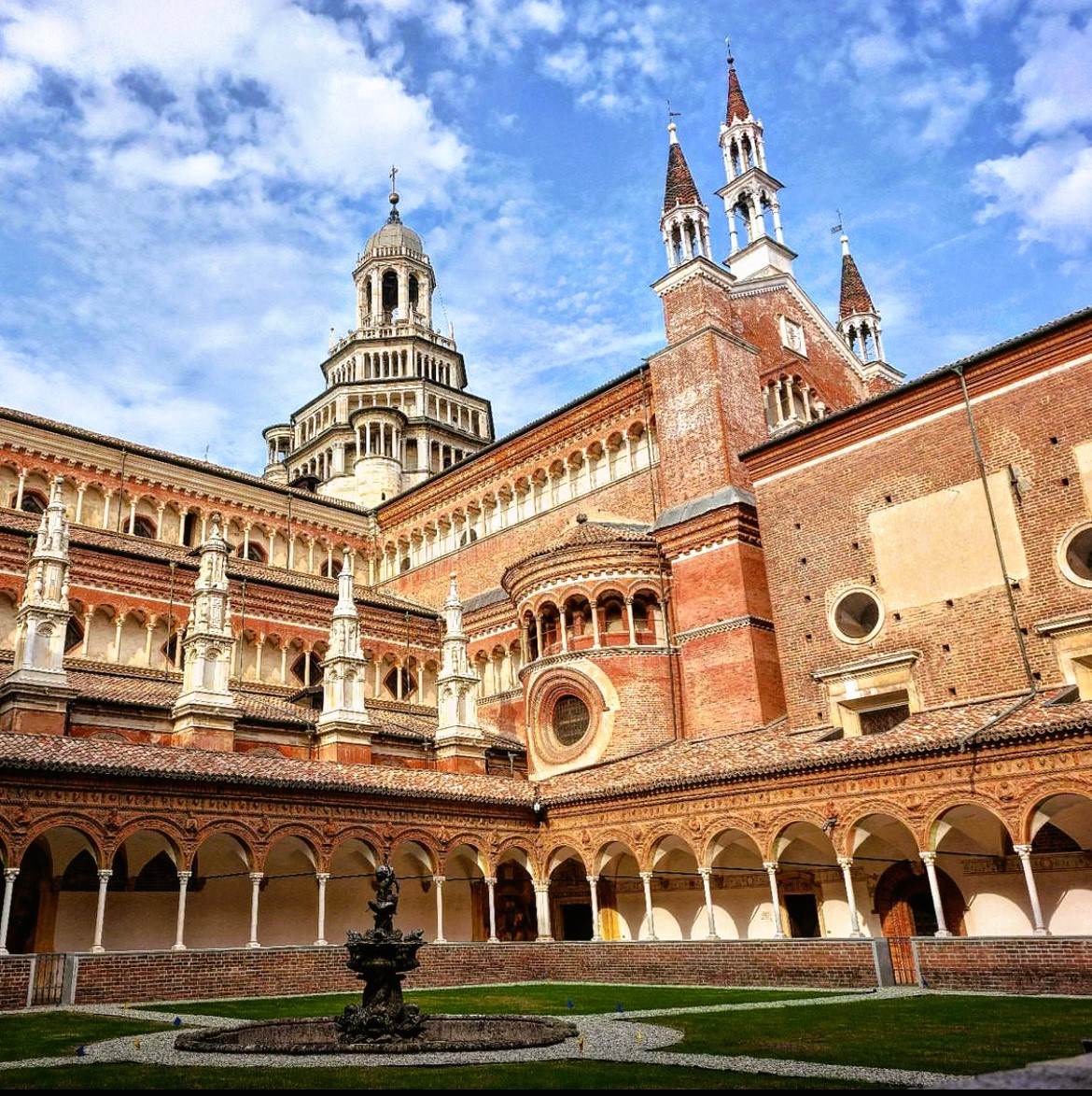
Il chiostro piccolo.
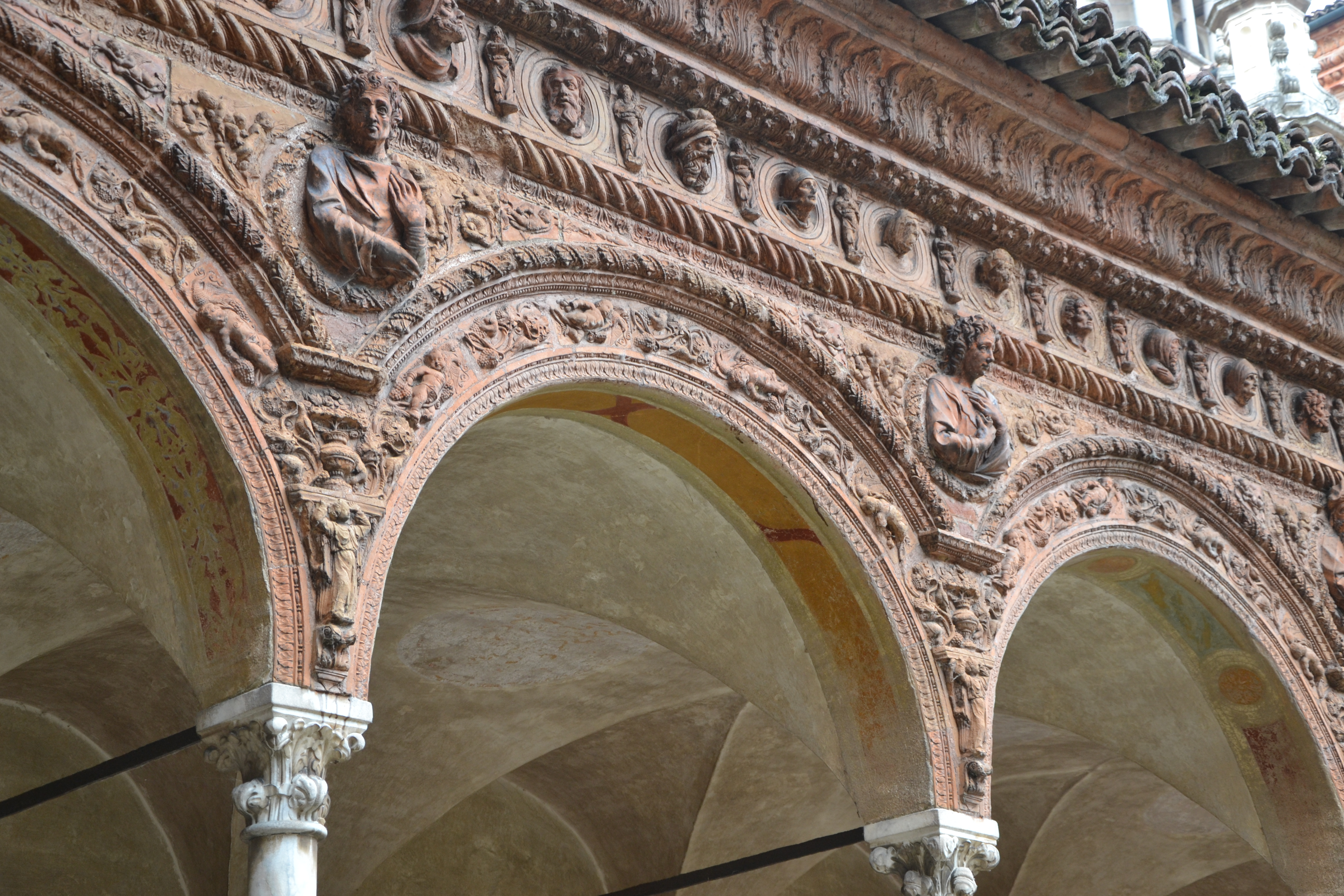
Dettaglio del chiostro piccolo.
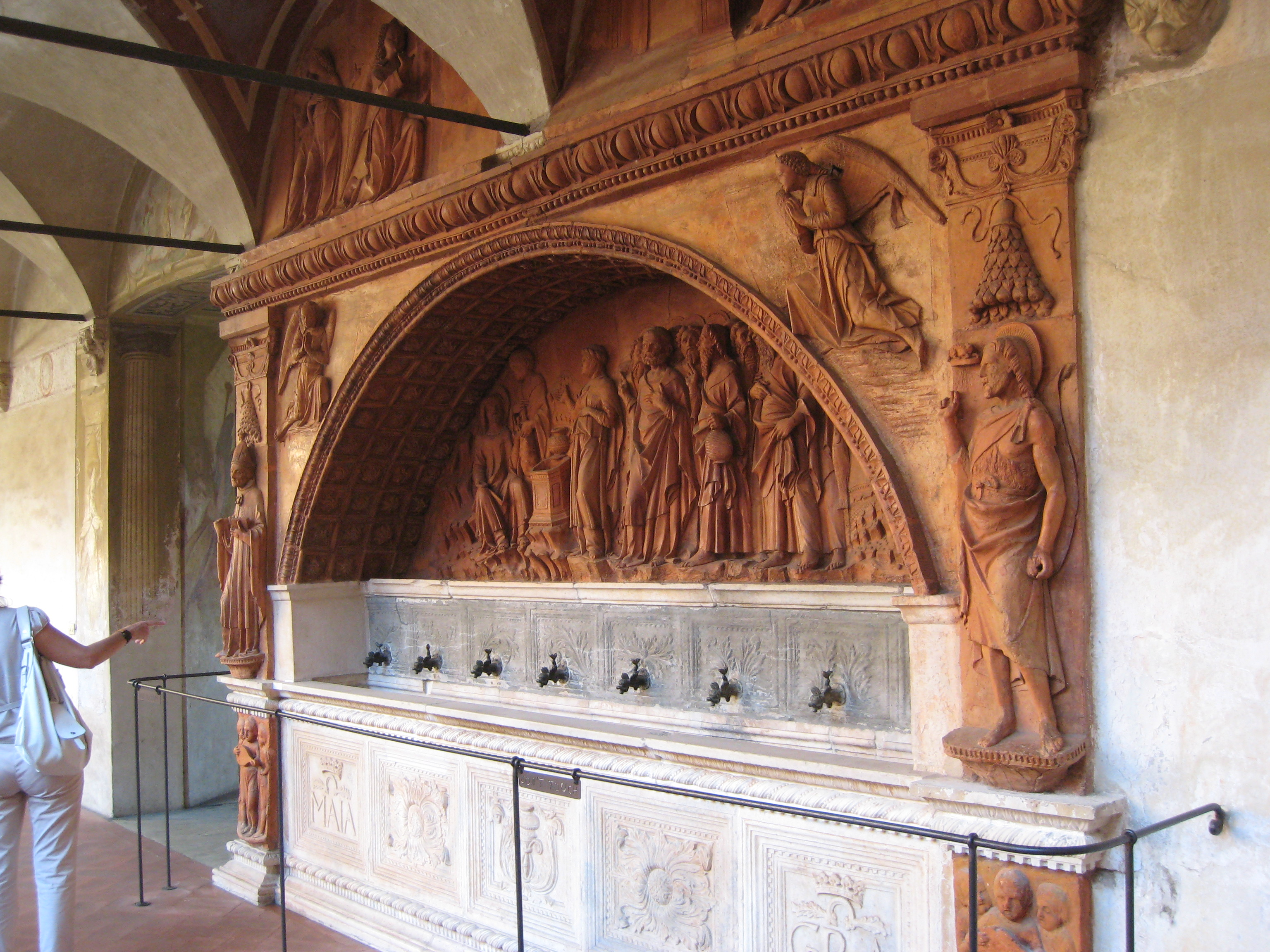
Il lavabo del piccolo chiostro (1450-1475 circa).
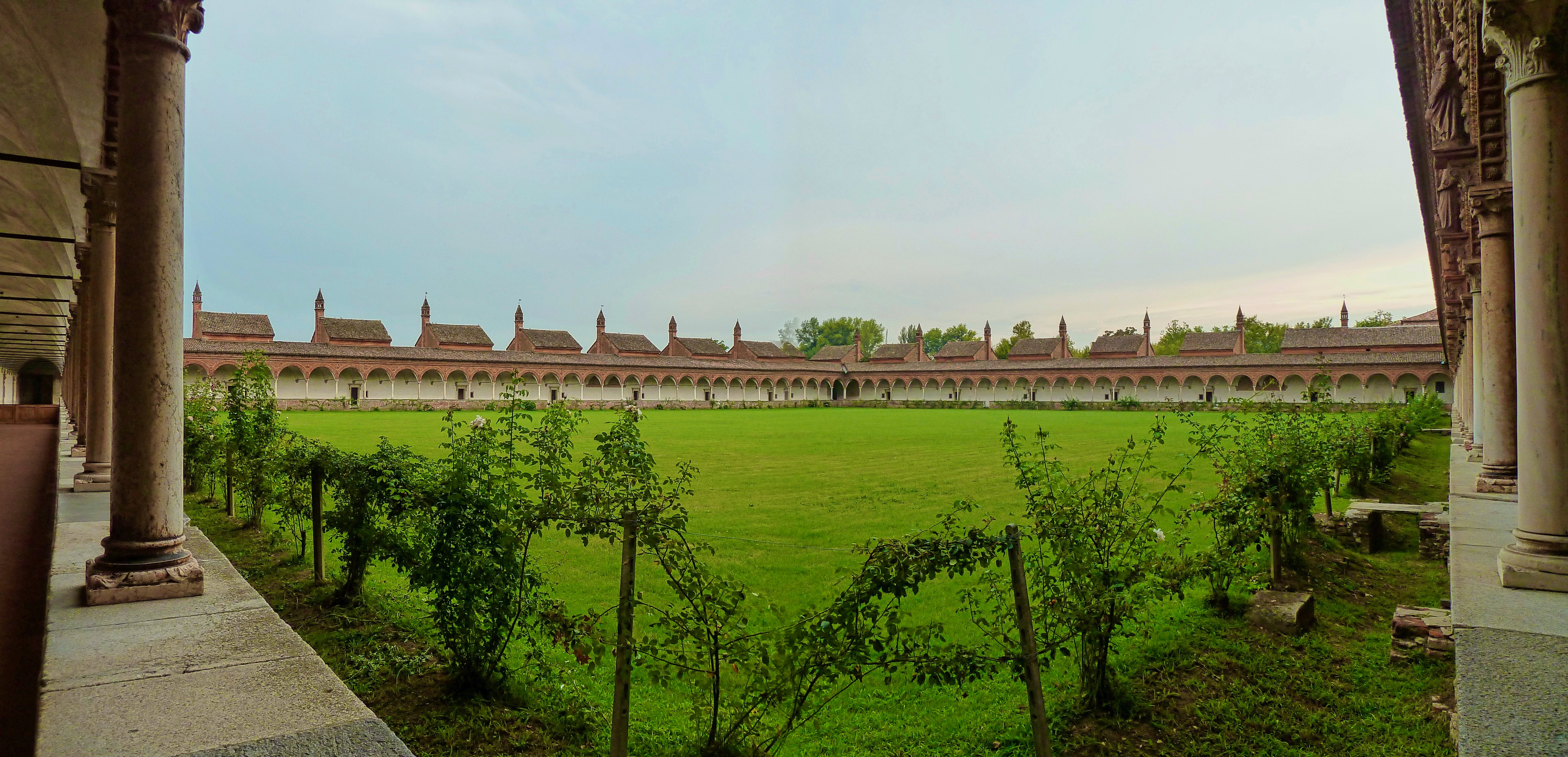
Il chiostro grande.
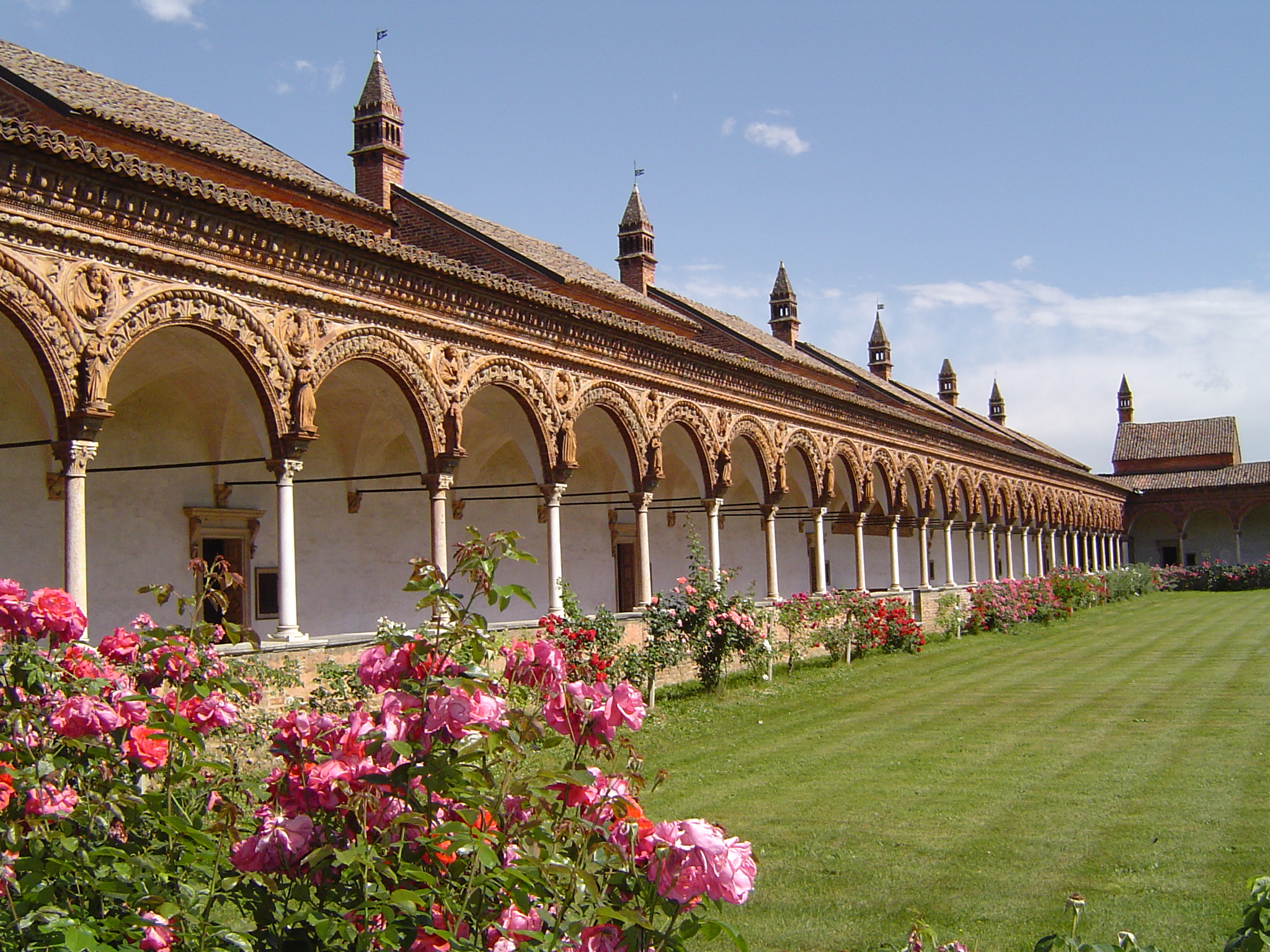
Dettaglio del chiostro grande.
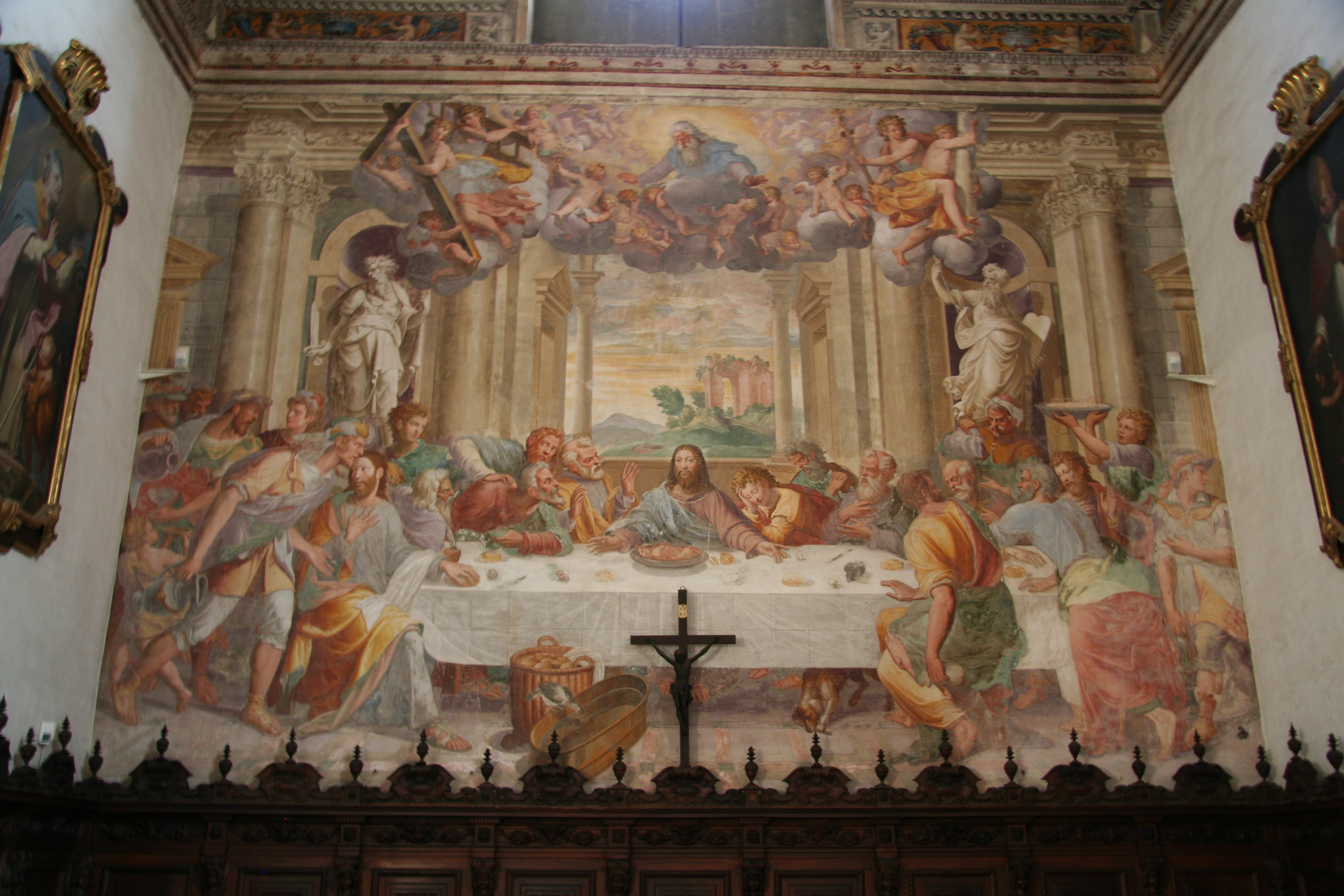
Ottavio Semino, L'ultima cena (refettorio).
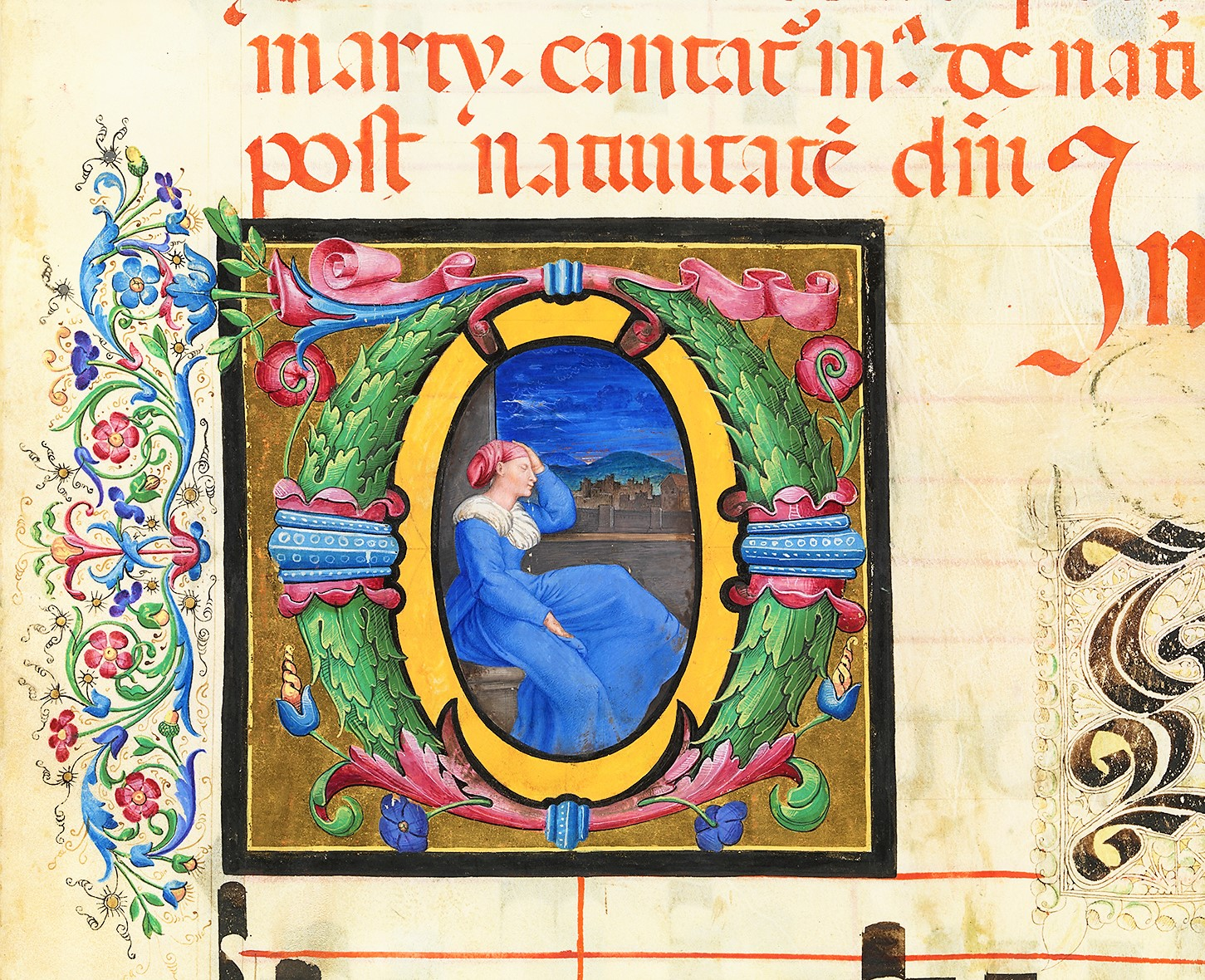
Miniatura di uno dei corali della Certosa, seconda metà del XVI secolo.

### I chiostri

#### Il chiostro piccolo
Un portale, decorato all'interno con sculture realizzate dai fratelli Cristoforo e Antonio Mantegazza e all'esterno da Giovanni Antonio Amadeo, conduce dalla chiesa al chiostro piccolo al cui centro si trova un giardino.
Il chiostro piccolo era il luogo in cui si svolgeva gran parte della vita comunitaria dei padri: questo collegava, con i suoi portici, ambienti come la chiesa, la sala capitolare, la biblioteca e il refettorio.
Da esso si vede il fianco e il transetto della chiesa, con le guglie, le loggette in stile "neoromanico" e il tiburio. Un tempo tutti i tetti erano ricoperti di rame, sequestrato durante le guerre napoleoniche per la costruzione di cannoni. Il chiostro piccolo fu in parte messo in opera già nel 1402, ma la sua decorazione venne ultimata solo tra il 1451 e gli anni '60 del XV secolo. Sul portale d'accesso al chiostro piccolo si legge la firma del pavese Giovanni Antonio Amadeo (1447-1522). Gli ornamenti in terracotta che sormontano i sottili pilastri di marmo sono stati eseguiti dal maestro cremonese Rinaldo De Stauris nel 1466 che, in collaborazione con i fratelli Cristoforo e Antonio Mantegazza, realizzò anche quelli del chiostro grande nel 1478. Alcune delle arcate, decorate dagli affreschi di Daniele Crespi, sono oggi in parte illeggibili.
All'interno del chiostro piccolo vi è il lavabo in pietra e terracotta, con la rappresentazione della scena della Samaritana al pozzo (terzo quarto del XV secolo).

#### La biblioteca
Fin dalla fondazione, i monaci disposero di una biblioteca, comprendente testi liturgici necessari alle celebrazioni quotidiane, e altri, di argomento scientifico e umanistico. Una prima biblioteca fu allestita tra il 1426 e il 1427, ma alla fine del XVI secolo i suoi locali furono adibiti a sacrestia e costituirono la sacrestia nuova della chiesa e la biblioteca fu spostata nell’attuale sede, posta sul lato minore del chiostro piccolo, dove prima si trovava l’infermeria del monastero. La biblioteca della certosa, insieme a quella Visconteo-Sforzesca del castello di Pavia, conservava il cuore della memoria dinastica viscontea, dato che conteneva i codici sui quali erano ricopiate le genealogie (anche mitiche) dei Visconti, l'epistolario e il breviario di Gian Galeazzo Visconti e i manoscritti con i testi composti da Antonio Loschi e Pietro da Castelletto in occasione del funerale del primo duca di Milano. La biblioteca fu implementata dal priore Matteo Valerio nella prima metà del XVII secolo, che l’arricchì anche di testi profani e manoscritti. Nel 1782, con la soppressione della Certosa, la biblioteca venne in parte divisa tra la Biblioteca Nazionale Braidense di Milano e la Biblioteca universitaria di Pavia, anche se alcuni volumi furono dispersi. In particolare, sempre nel 1782, vennero trasferiti alla Biblioteca Nazionale Braidense i 13 colossali corali miniati da Evangelista della Croce, Benedetto da Corteregia di Bergamo, monaco vallombrosiano del monastero di San Lanfranco, e Guarnerio Beretta risalenti al XVI secolo, con testi e musiche dei canti delle messe ordinati secondo la sequenza dell’anno liturgico. Nel 1796 i corali furono requisiti dai francesi e vennero trasferiti a Parigi, dove rimasero fino al 1815, e solo con la caduta di Napoleone poterono tornare alla Braidense, dove rimasero fino al 1883, quando, su istanza di Carlo Magenta, furono restituiti alla Certosa.

#### Il chiostro grande
Il chiostro grande, realizzato dei medesimi artisti impegnati nella realizzazione di quello piccolo, misura circa 125 metri di lunghezza e 100 metri di larghezza. In origine le celle erano 23. Interventi strutturali nel 1514 ne aumentarono il numero, che passarono a 36. Oggi si affacciano sul chiostro grande 24 celle o casette, abitazioni dei monaci, ognuna costituita da tre stanze e un giardino. Di fianco all'ingresso delle celle, siglate da lettere dell'alfabeto, è collocata una piccola apertura entro cui il monaco riceveva il suo pasto giornaliero nei giorni feriali, in cui era prescritta la solitudine. Per i pasti comunitari, ammessi solo nei giorni festivi, ci si riuniva nel refettorio. Il vastissimo porticato, dalle 122 arcate, fu costruito da Guiniforte Solari tra il 1463 e il 1472, anche se le terrecotte decorative furono ultimate solo intorno al 1480. Le colonne delle arcate, decorate da elaborate ghiere in cotto, con tondi e statue di santi, profeti e angeli, sono alternativamente in marmo bianco e marmo rosa di Verona. Sono, invece, scomparsi i dipinti con profetis [...] et certis altris figuris, che ornavano un tempo il chiostro, per cui Vincenzo Foppa fu pagato nel 1463. Internamente, il grande prato allude al deserto, cioè allo spazio della meditazione in eremitaggio. Fino al Settecento nell'angolo nord-est del prato del chiostro era ritagliato un recinto destinato a ospitare le sepolture dei monaci. Il chiostro grande è dotato di un grande orologio meccanico risalente al 1731 e dotato di due campane (rispettivamente del 1772 e del 1844). Il quadrante principale si affaccia sul chiostro, ma, grazie a un sistema di bielle, è collegato con altri due quadranti, uno posto nel chiostro della clausura e l'altro nell'ex sala capitolare.

### L'ortaglia e la peschiera

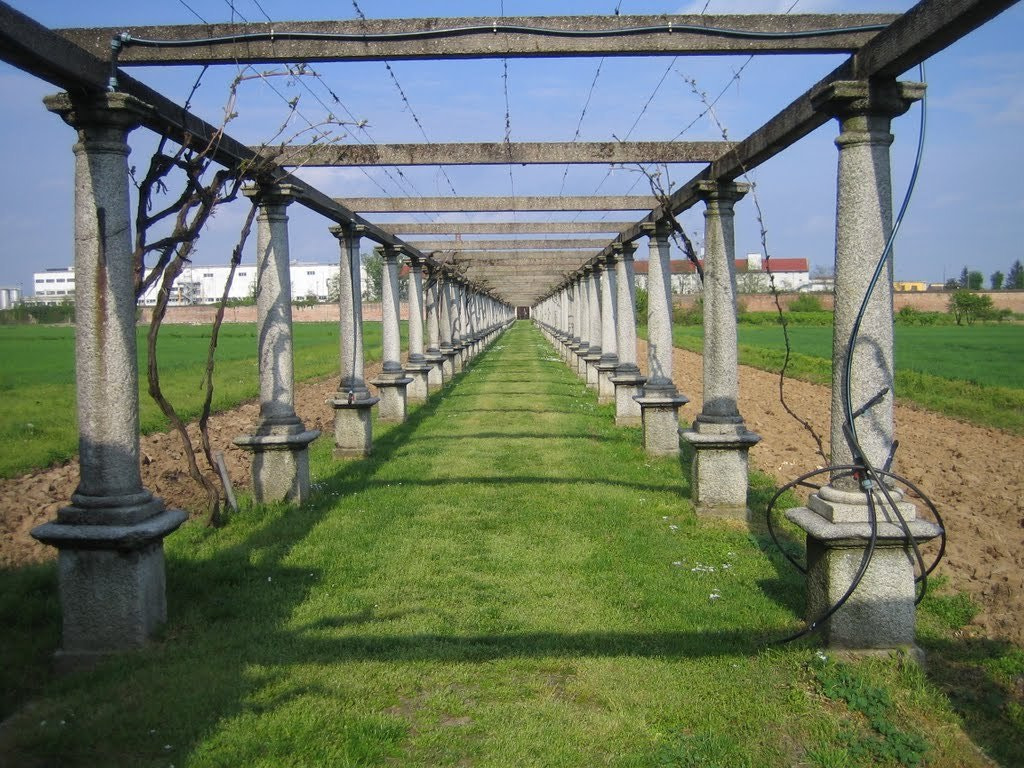
Il pergolato del vigneto e dell'ortaglia.

Alle spalle del chiostro grande si trova un'ortaglia tagliata da assi ortogonali e un prato, contenente la grande peschiera lobata, bordata di granito con eleganti scalette per scendere dentro la vasca. Originariamente questo vasto spazio era coperto da vigneti, collegati tra loro da viali coperti da lunghi pergolati studiati in funzione prospettica. Dei numerosi pergolati sopravvive oggi soltanto quello che taglia l'area da est verso ovest, risalente alla seconda metà del XV secolo. Tale pergolato collega il chiostro grande con la peschiera ed è realizzato con colonne doriche in granito reggenti travature orizzontali. Vari corsi d'acqua (roggia Grande, roggia Bareggia e roggia Beccaria) lambiscono il muro di cinta del monastero e si diramano anche all'interno ad alimentare varie vasche fino alla grande peschiera. Il muro di conta della Certosa è decorato, negli angoli, da numerose edicole dipinte, alcune di esse opera di Ambrogio da Fossano.

### Il refettorio
Fu tra i primi ambienti ad essere edificati e nei primi anni del cantiere fu utilizzato come chiesa, trattandosi di un'aula rettangolare molto ampia, come riportato nello stato di avanzamento dei lavori redatto nel 1451 per volere di Francesco Sforza. Nella parete occidentale dell’ambiente vi è un piccolo affresco, il più antico del monastero, di gusto tardogotico raffigurante una Madonna con il Bambino opera degli Zavattari. La volta a spicchi presenta la decorazione più antica, che comprende una Madonna con Bambino e Profeti nelle lunette attribuiti ad Ambrogio da Fossano, mentre al centro è il sole radiante o razza, emblema della dinastia viscontea. Il pulpito marmoreo fu scolpito all'inizio del Cinquecento con l'arco classico e la balaustra con statue. Da esso venivano effettuate le letture durante i pasti. Più tardo è l'affresco dell´Ultima Cena (1567), opera di Ottavio Semino.

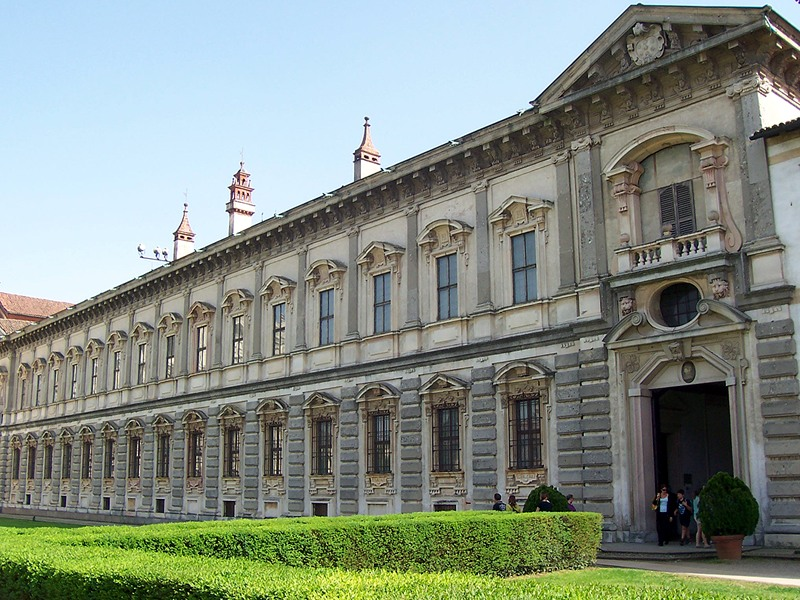
Francesco Maria Richini, Palazzo Ducale (1625), sede del Museo della Certosa di Pavia.
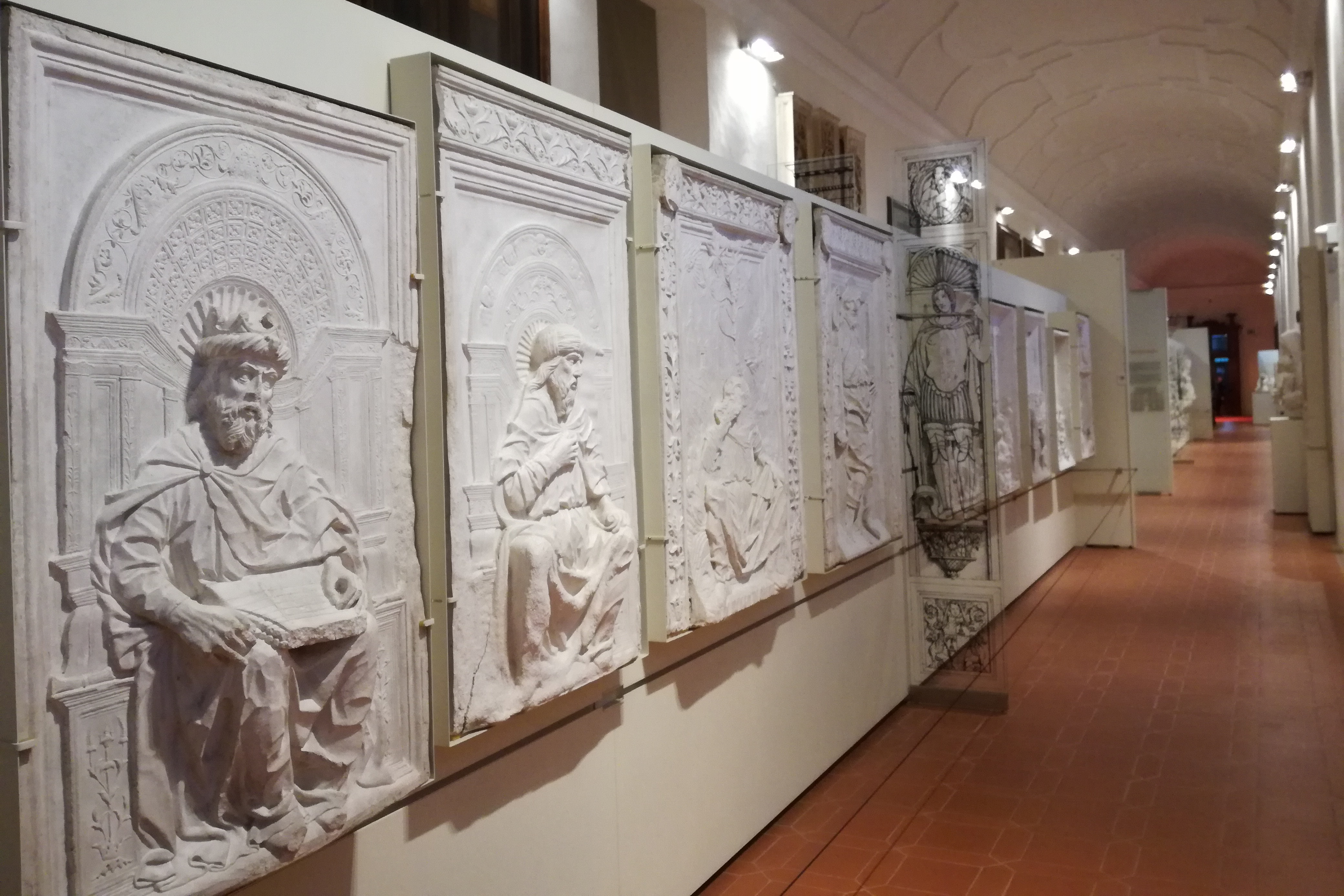
La gipsoteca.
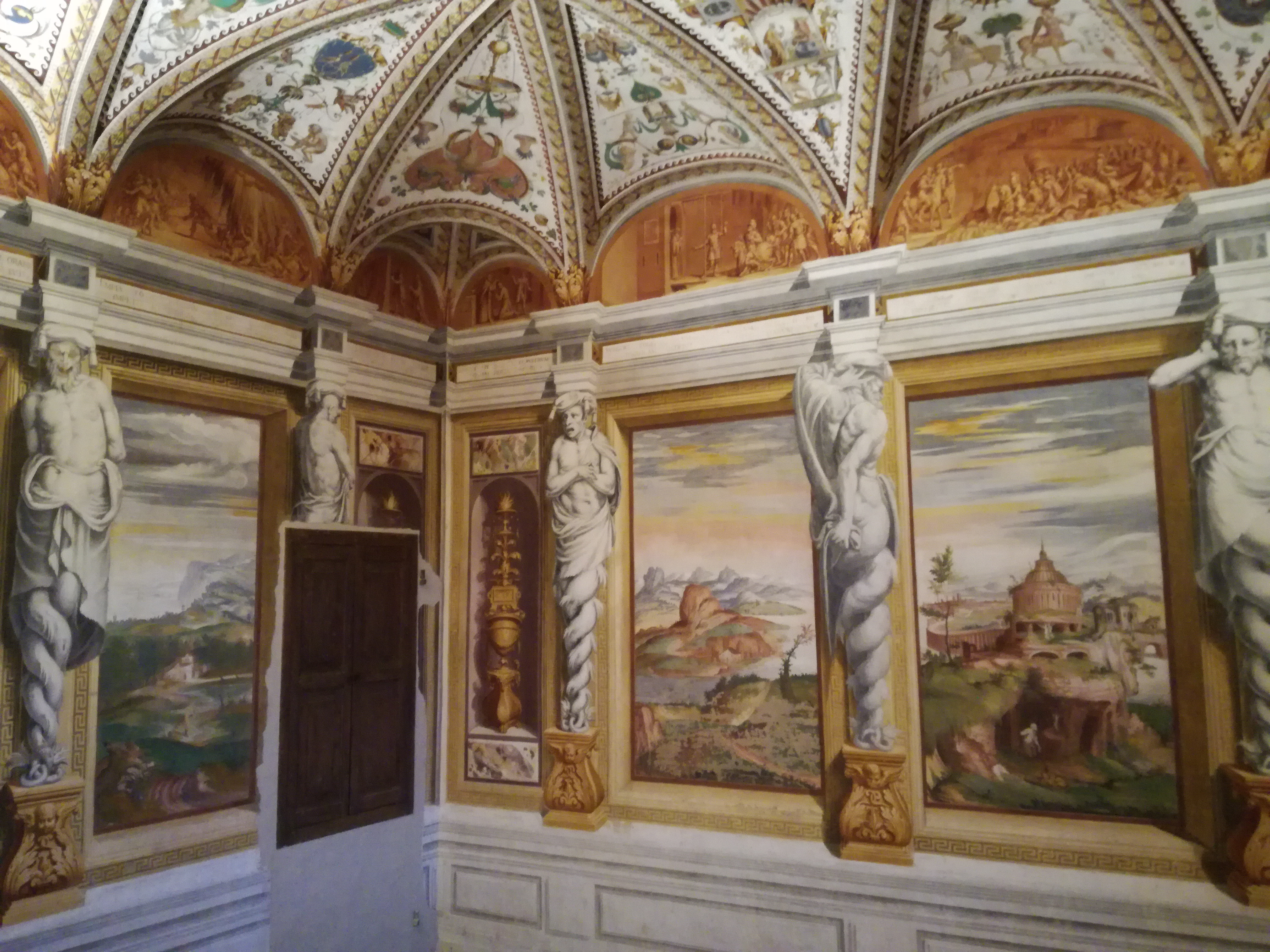
Lo studiolo, 1550-1580 circa.
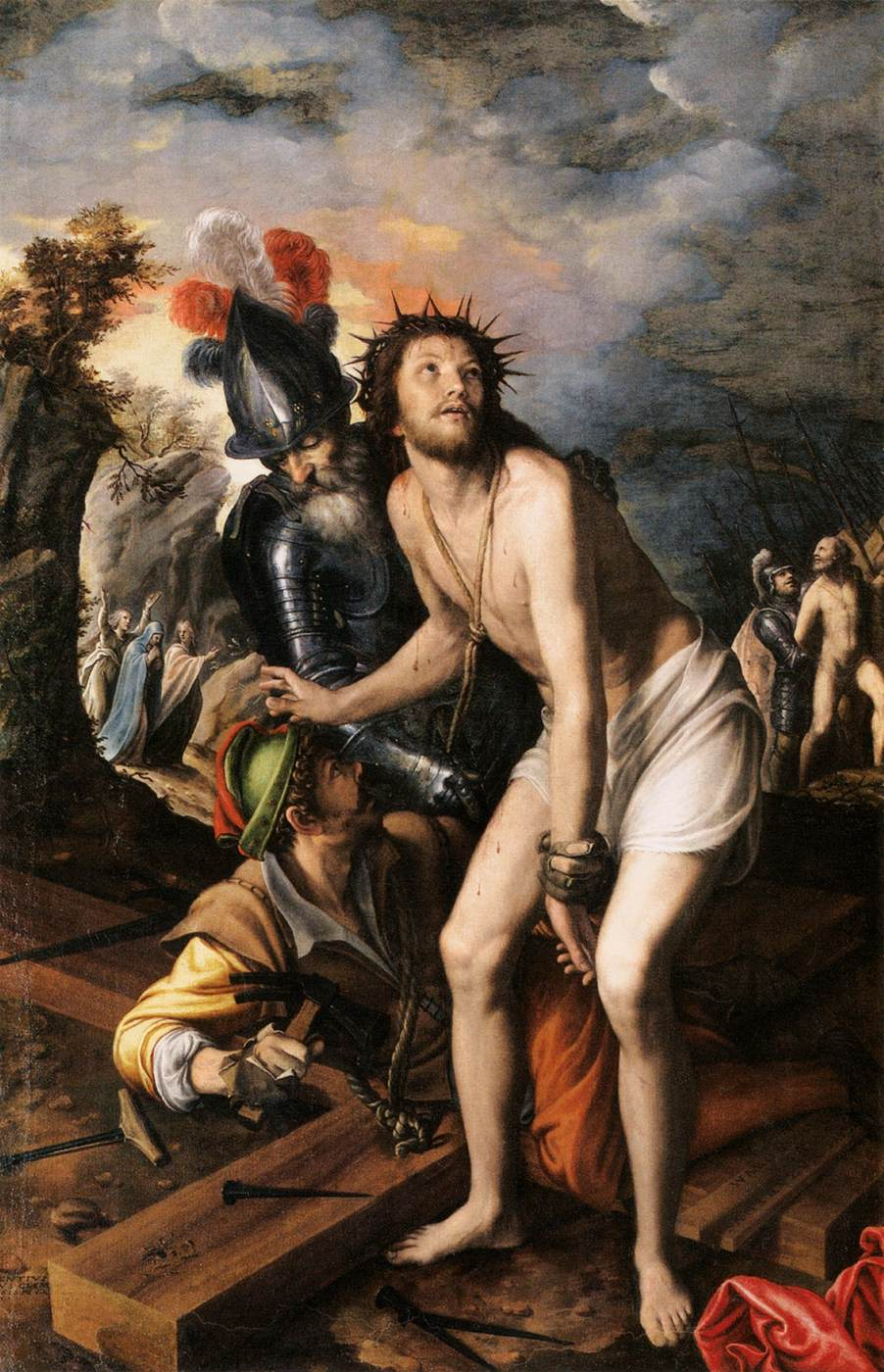
Vincenzo Campi, Cristo inchiodato alla croce (1575).
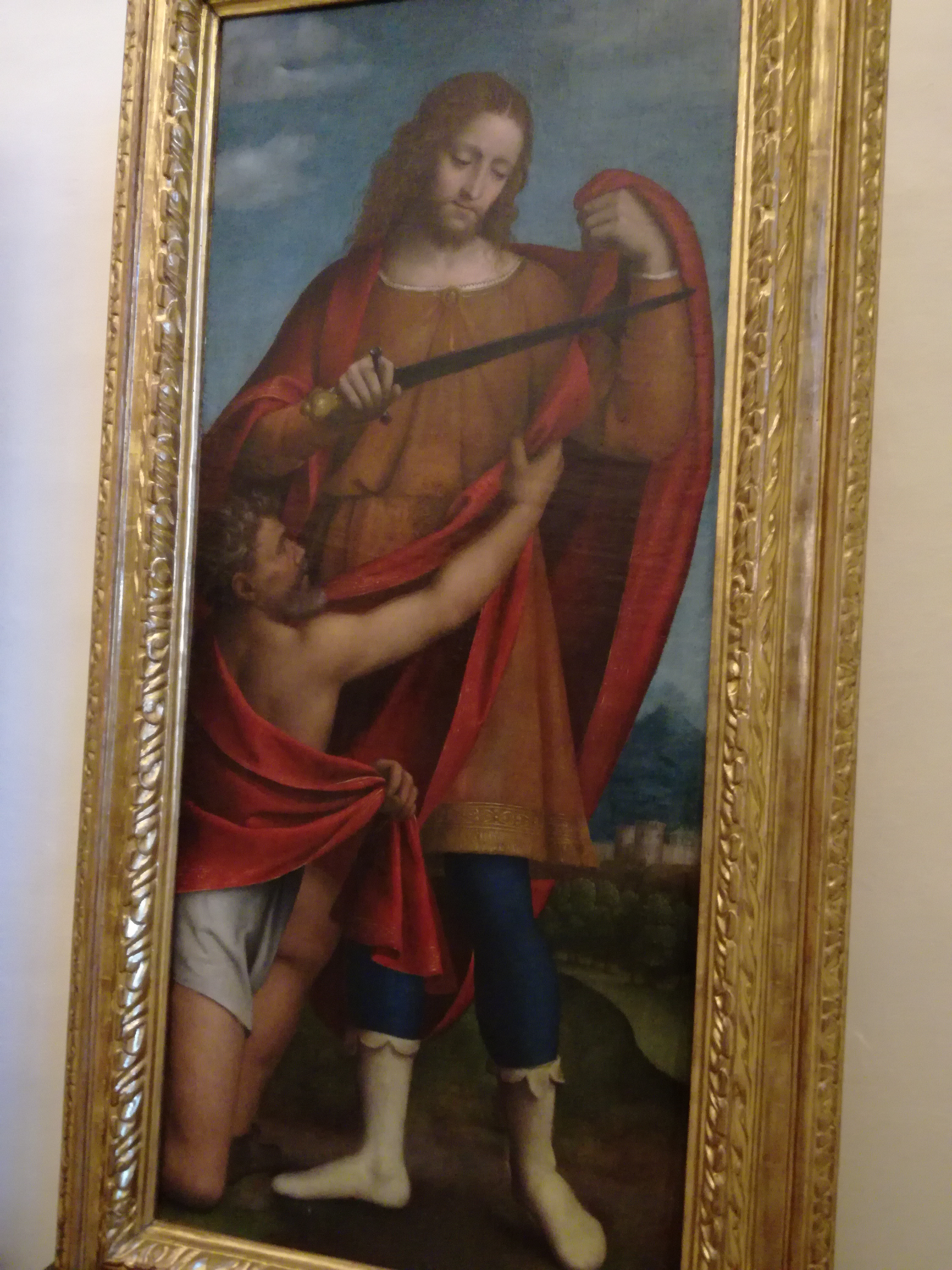
Bernardino Luini, San Martino (1520-1522)
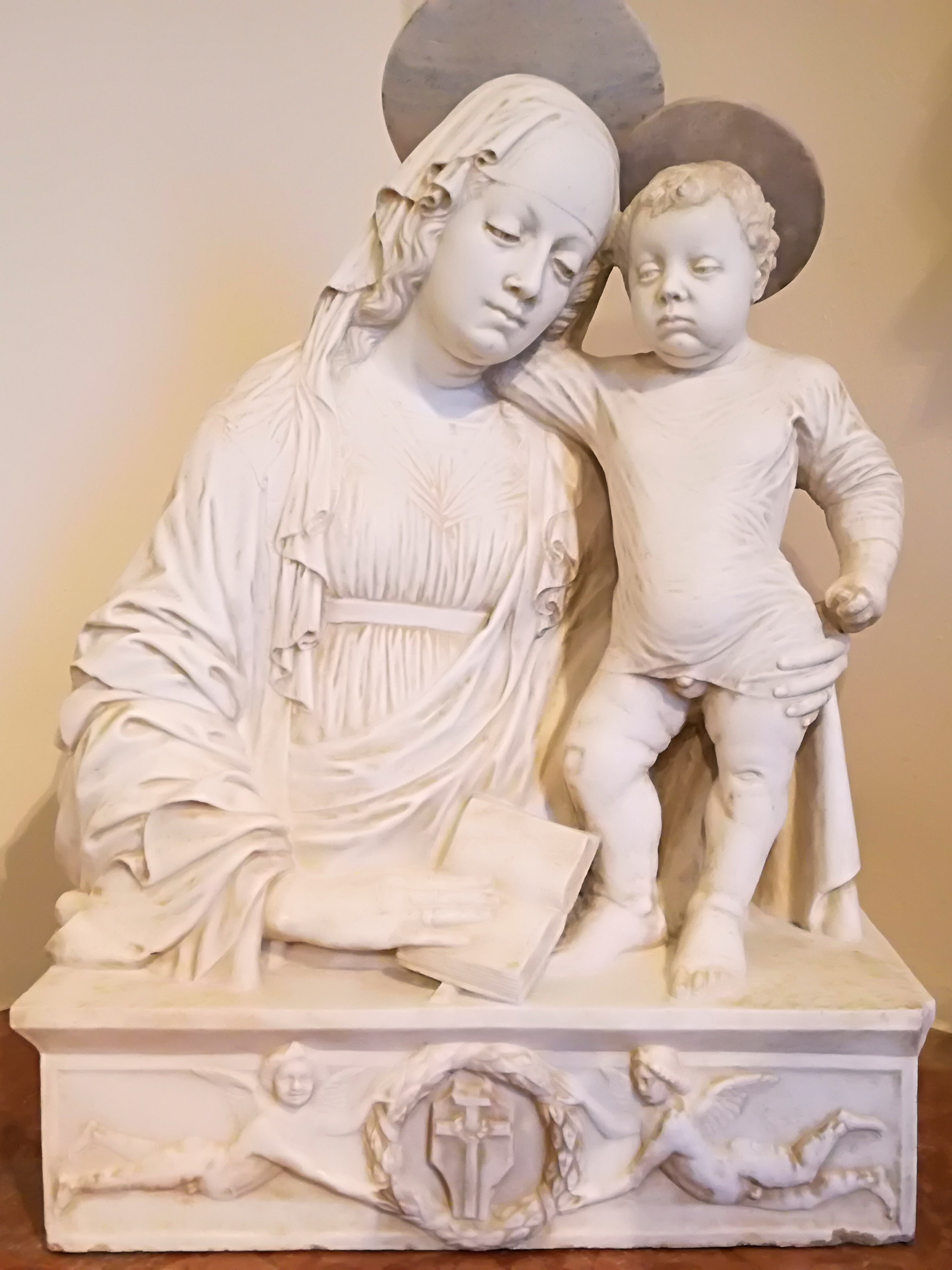
Anonimo lombardo, Madonna col Bambino, seconda metà del XV secolo.
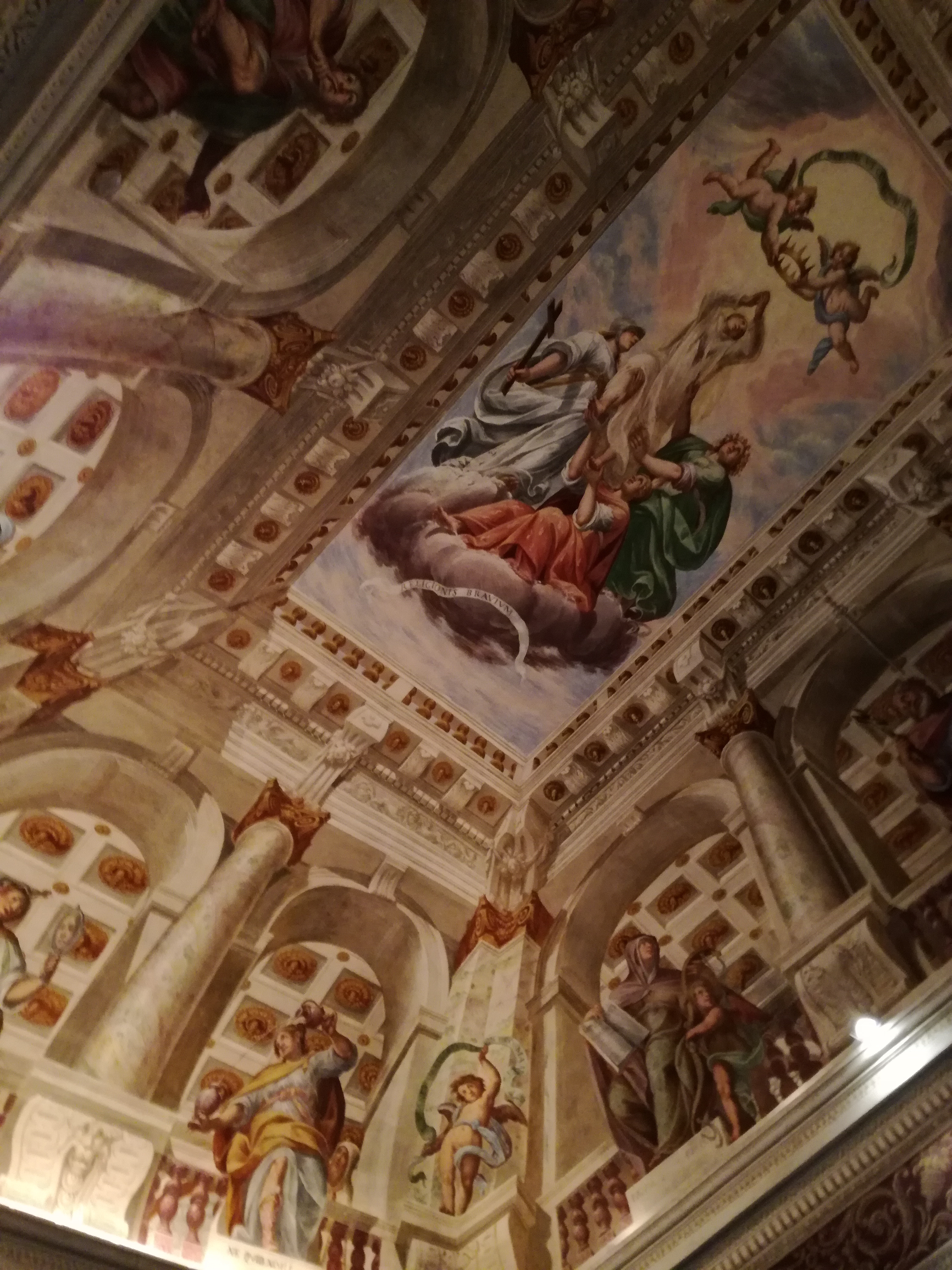
Giovanni Mauro della Rovere, La gloria di san Bruno.
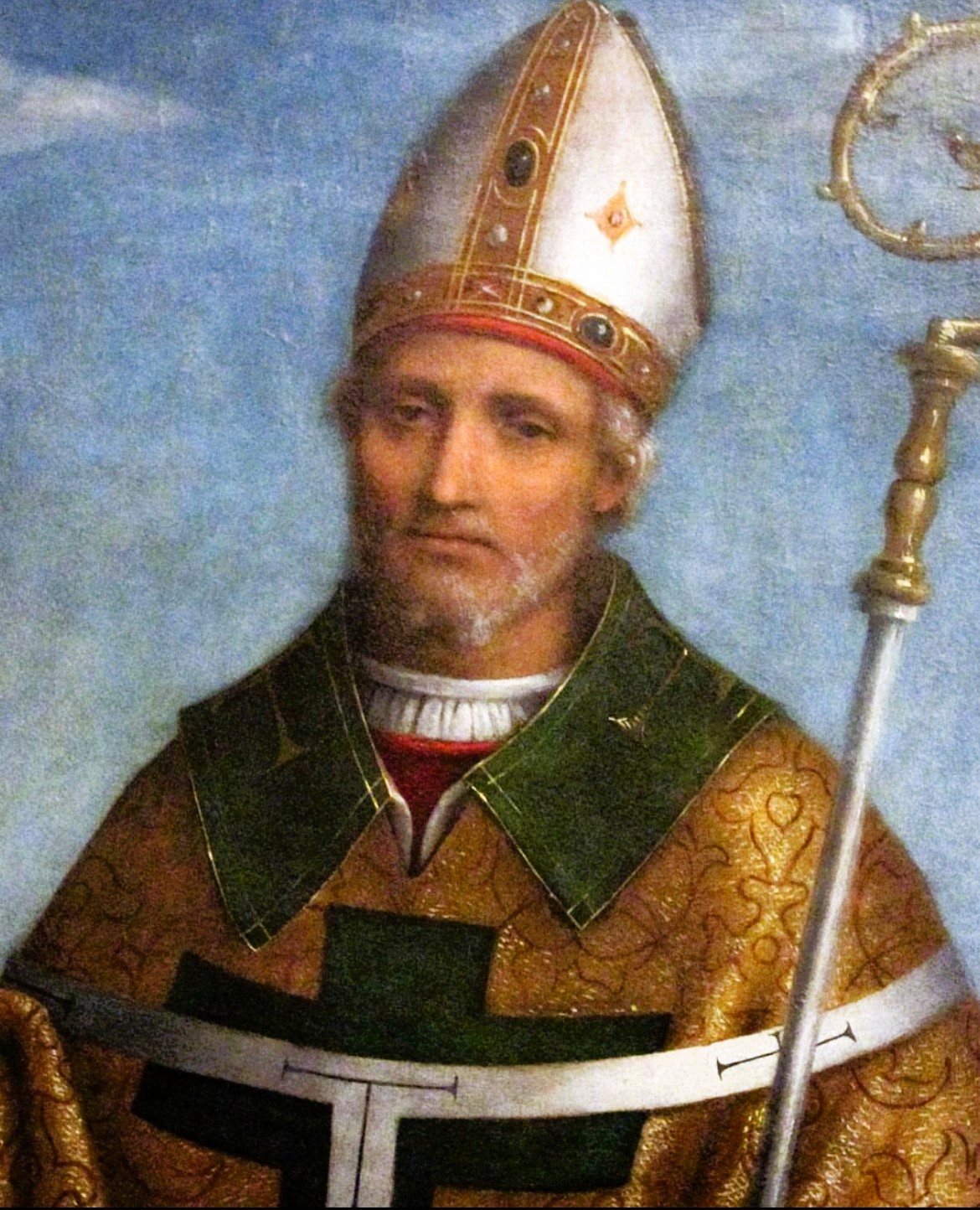
Bernardino Luini, Sant'Ambrogio (dettaglio), 1520-1522.
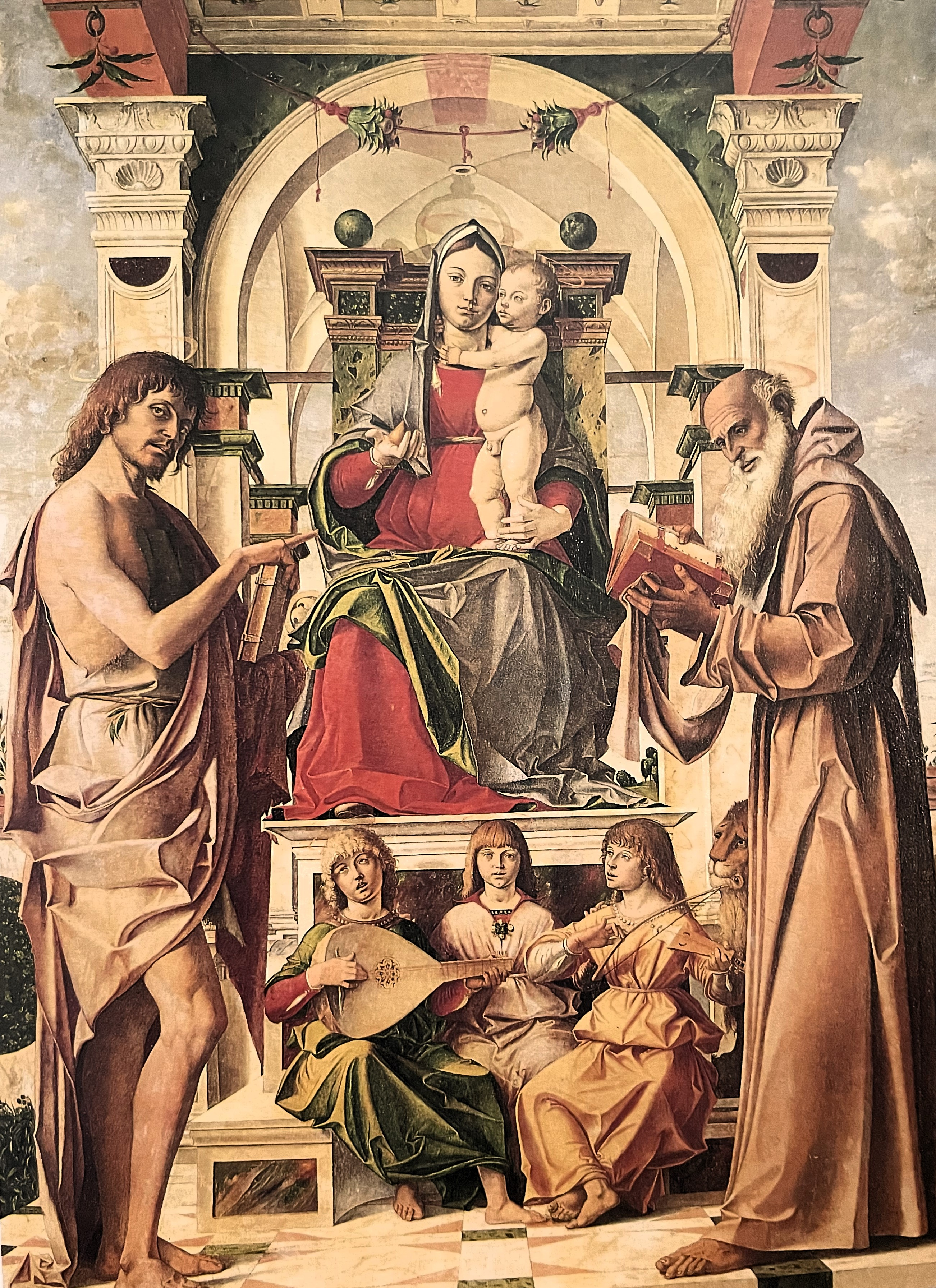
Bartolomeo Montagna, Madonna con Bambino in trono con San Giovanni Battista e San Girolamo e angeli musicanti, 1490 circa.

#### Il Museo della Certosa di Pavia
L'antica Foresteria, edificata tra il 1616 e il 1667 in pietra d'Angera, è nota anche come Palazzo Ducale ed è opera di Francesco Maria Richino. Al suo interno dall'inizio del novecento è stato allestito dall'architetto Luca Beltrami il Museo dedicato alle opere d'arte del monastero. Esso comprende una gipsoteca che custodisce le copie in gesso di varie sculture e oggetti dei Visconti. Oltre alla presenza di calchi e frammenti scultorei provenienti dalla Certosa, si segnalano alcuni ambienti affrescati (come lo Studiolo e l'Oratorio del Priore) e dipinti di Vincenzo Campi (lo splendido Cristo inchiodato alla croce), Bernardino Campi, Bartolomeo Montagna, il Bergognone, Bernardino Luini.
Sul retro della chiesa un alto muro di cinta delimita i terreni dove vengono coltivate erbe medicinali. In questo spazio, dietro l'abside, si trova anche una grande peschiera in marmo decorato che in passato serviva ai monaci per allevare pesci d'acqua dolce e a conservarvi quelli pescati nei canali circostanti.

### Fonti archivistiche
- La fonte documentaria più usata per la ricostruzione dello sviluppo artistico della Certosa sono le cosiddette "memorie" del priore Matteo Valerio, con una serie di annotazioni sparse sugli artisti che lavorarono in Certosa tra il XIV e il XVII secolo, trascritte in un manoscritto oggi alla Biblioteca Braidense di Milano.
- Parte di questo articolo è basata sulla traduzione dell'edizione del 1911 dell'Enciclopedia Britannica.
- Giulio Natali, Pavia e la sua Certosa: guida statistica, introduzione storica di Giacinto Romano, Pavia, Mattei, Speroni e C, 1911, OCLC 636308904.